# Trận Trân Châu Cảng
Trận tấn công Trân Châu Cảng (hay Chiến dịch Hawaii và Chiến dịch AI của Hawaii, và Chiến dịch Z theo cách gọi của Bộ Tổng tư lệnh Đế quốc Nhật Bản) là một cuộc tấn công quân sự bất ngờ được Không lực Hải quân Đế quốc Nhật Bản thực hiện nhắm vào căn cứ hải quân của Hoa Kỳ tại Trân Châu Cảng thuộc tiểu bang Hawaii vào sáng Chủ Nhật, ngày 7 tháng 12 năm 1941, dẫn đến việc Hoa Kỳ sau đó quyết định tham gia vào hoạt động quân sự trong Chiến tranh thế giới thứ hai. Trận đánh này được trù tính sẽ ngăn ngừa và giữ chân Hạm đội Thái Bình Dương Hoa Kỳ không can thiệp đến cuộc chiến mà Nhật Bản đang hoạch định nhằm xâm chiếm Đông Nam Á, chống lại Anh Quốc, Hà Lan và Hoa Kỳ. Cuộc tấn công bao gồm hai đợt không kích với tổng cộng 353 máy bay xuất phát từ 6 tàu sân bay Nhật Bản. Trận tấn công đã đánh chìm 4 thiết giáp hạm Hoa Kỳ (2 chiếc trong số đó sau này được vớt lên và đưa trở lại hoạt động), và gây hư hỏng cho 4 chiếc khác. Quân Nhật còn đánh chìm hoặc phá hoại 3 tàu tuần dương, 3 tàu khu trục và 1 tàu thả mìn, phá hủy 188 máy bay, gây tổn thất về nhân mạng là 2.402 người tử trận và 1.282 người khác bị thương. Các trạm phát điện, xưởng tàu, xưởng sửa chữa và các kho chứa nhiên liệu và ngư lôi, cùng các bến tàu dành cho tàu ngầm và tòa nhà sở chỉ huy (cũng là nơi đặt bộ phận tình báo) đã không bị đánh trúng. Nhật Bản chịu thiệt hại nhẹ với chỉ mất 29 máy bay bị bắn hạ và 4 tàu ngầm mini bị đánh chìm với 64 người thiệt mạng, ngoài ra Kazuo Sakamaki, sĩ quan chỉ huy của một trong những chiếc tàu ngầm, đã bị bắt.
Cuộc tấn công là một sự kiện lớn trong Chiến tranh thế giới thứ hai. Nó đã diễn ra trước khi có bất cứ một lời tuyên chiến chính thức nào được đưa ra, cả trước khi phần cuối cùng trong một thông điệp gồm 14 phần được chuyển hoàn tất đến Bộ Ngoại giao ở Washington, D.C. Tòa Đại sứ Nhật Bản ở Washington đã được chỉ thị phải chuyển giao thông điệp này ngay trước thời điểm trù định cho cuộc tấn công ở Hawaii. Cuộc tấn công, và đặc biệt là bản chất "bất ngờ" của nó, là hai nhân tố khiến cho công chúng Hoa Kỳ thay đổi quan điểm từ những người theo chủ nghĩa biệt lập (Isolationism) như vào những năm giữa thập niên 1930 sang ủng hộ việc Hoa Kỳ tham chiến. Nhật Bản đã không đưa ra một lời tuyên chiến chính thức nào trước khi thình lình tấn công Trân Châu Cảng, trong khi hai quốc gia Hoa Kỳ và Nhật Bản vẫn còn đang trong giai đoạn đàm phán hoà bình, vì thế cuộc tấn công bất ngờ này bị dư luận quốc tế xem là đánh lén, và Tổng thống Franklin D. Roosevelt tuyên bố rằng ngày 7 tháng 12 năm 1941 "sẽ sống mãi trong sự ô nhục" ("A date which will live in infamy").
Tiếp theo Hoa Kỳ, Anh và các thuộc địa của Anh, chính phủ Hà Lan và một loạt các quốc gia Mỹ Latinh cũng tuyên chiến với Nhật. Về phía phe Trục, ngày 11 tháng 12, Đức Quốc xã và Ý cũng tuyên chiến với Hoa Kỳ lấy cớ là Hoa Kỳ đã phá vỡ "sự trung lập". Theo đó, România, Hungary, Bulgaria và Slovakia cũng tuyên chiến với Hoa Kỳ. Việc Đức nhanh chóng tuyên chiến với Hoa Kỳ mà không bị thúc ép bởi bất kỳ cam kết nào với Nhật Bản đã lập tức khiến Hoa Kỳ can dự vào Mặt trận châu Âu.

## Bối cảnh của cuộc xung đột

### Kế hoạch của đòn tấn công
Đòn tấn công được trù tính sẽ vô hiệu hóa Hạm đội Thái Bình Dương Hoa Kỳ, nhờ đó bảo vệ cho kế hoạch xâm lược Malaya và Đông Ấn thuộc Hà Lan của Nhật Bản, nơi người Nhật đang tìm kiếm các nguồn nguyên liệu thiên nhiên như dầu mỏ và cao su ở đó. Cả hai phía Hoa Kỳ và Nhật Bản đều duy trì lâu dài các kế hoạch phòng hờ một cuộc chiến tranh nổ ra tại Thái Bình Dương, vốn luôn thay đổi khi căng thẳng giữa hai quốc gia ngày càng leo thang trong những năm 1930, do sự đáp trả bằng cấm vận và trừng phạt với mức độ tăng dần lên của Hoa Kỳ và các quốc gia khác khi Nhật Bản bành trướng vào Mãn Châu và Đông Dương.
Vào năm 1940, dựa vào điều khoản trong Đạo luật Kiểm soát Xuất khẩu, phía Hoa Kỳ đã hoãn lại mọi chuyến hàng xuất khẩu các loại máy bay, linh kiện, máy công cụ và xăng máy bay, điều mà phía Nhật Bản xem là một hành động không thân thiện. Hoa Kỳ không ngưng toàn bộ việc xuất khẩu dầu mỏ sang Nhật vào lúc đó một phần là vì quan điểm đa số tại Washington cho rằng hành động như vậy có thể quá cực đoan, do Nhật còn bị phụ thuộc vào dầu mỏ Hoa Kỳ, và dễ bị phía Nhật xem là một hành động khiêu khích.
Ban tham mưu hải quân Nhật đã nghiên cứu một cách sâu sắc,tỉ mỉ sự kiện Anh Quốc tấn công hạm đội Ý tại cảng Taranto vào năm 1940. Sự kiện này đã được tận dụng triệt để nhằm lên kế hoạch cho cuộc tấn công vào căn cứ hải quân Hoa Kỳ ở Trân Châu Cảng.
Sau khi Nhật Bản xâm chiếm Đông Dương, Hoa Kỳ đã cấm xuất khẩu dầu mỏ sang Nhật vào mùa Hè năm 1941, một phần do các giới hạn mới của Hoa Kỳ trong việc tiêu thụ dầu mỏ trong nước. Tổng thống Franklin D. Roosevelt trước đó đã đưa Hạm đội Thái Bình Dương đến Hawaii và yêu cầu xây dựng một lực lượng quân sự tại Philippines với hy vọng có thể làm nản lòng Nhật Bản trong việc tiếp tục xâm chiếm Viễn Đông. Như giới lãnh đạo quân sự tối cao Nhật Bản nhận định (một cách nhầm lẫn) rằng mọi hành động chống lại các thuộc địa Anh Quốc ở Đông Nam Á sẽ thúc đẩy Hoa Kỳ can dự vào chiến tranh, một cú tấn công phủ đầu được xem như là giải pháp duy nhất để Nhật Bản tránh được sự can thiệp của Hải quân Hoa Kỳ. Nhật Bản cũng cân nhắc đến việc xâm lược Philippines và cho đó là cần thiết trong kế hoạch chiến tranh của Nhật; trong khi về phía Hoa Kỳ, việc chiếm lại quần đảo này đã được quy định trong Kế hoạch Cam trong những năm giữa hai cuộc thế chiến.
Nhật Bản và Hoa Kỳ đều nhận thức được nguy cơ chiến tranh (và đều xây dựng các kế hoạch chuẩn bị điều này) ngay từ những năm 1920, cho dù sự căng thẳng trong mối quan hệ chưa thực sự bắt đầu leo thang đến tận khi Nhật Bản xâm chiếm Mãn Châu năm 1931. Trong thập niên tiếp theo, Nhật Bản tiếp tục bành trướng vào Trung Quốc, dẫn đến cuộc Chiến tranh Trung-Nhật vào năm 1937. Đến năm 1940, Nhật Bản tiến hành xâm chiếm Đông Dương nhằm ngăn chặn các con đường tiếp tế đến được Trung Quốc, đồng thời cũng là một bước đi đến việc sở hữu các nguồn tài nguyên ở Đông Nam Á. Hành động này khiến Hoa Kỳ ra lệnh cấm xuất khẩu dầu mỏ sang Nhật Bản, buộc Nhật Bản phải khởi động kế hoạch chiếm hữu việc sản xuất xăng dầu tại Đông Ấn. Hơn nữa, việc chuyển Hạm đội Thái Bình Dương từ căn cứ trước đây ở San Diego đến các căn cứ mới ở Trân Châu Cảng được giới quân sự Nhật Bản xem là Hoa Kỳ đang chuẩn bị cho một cuộc đối đầu tiềm tàng giữa hai quốc gia.

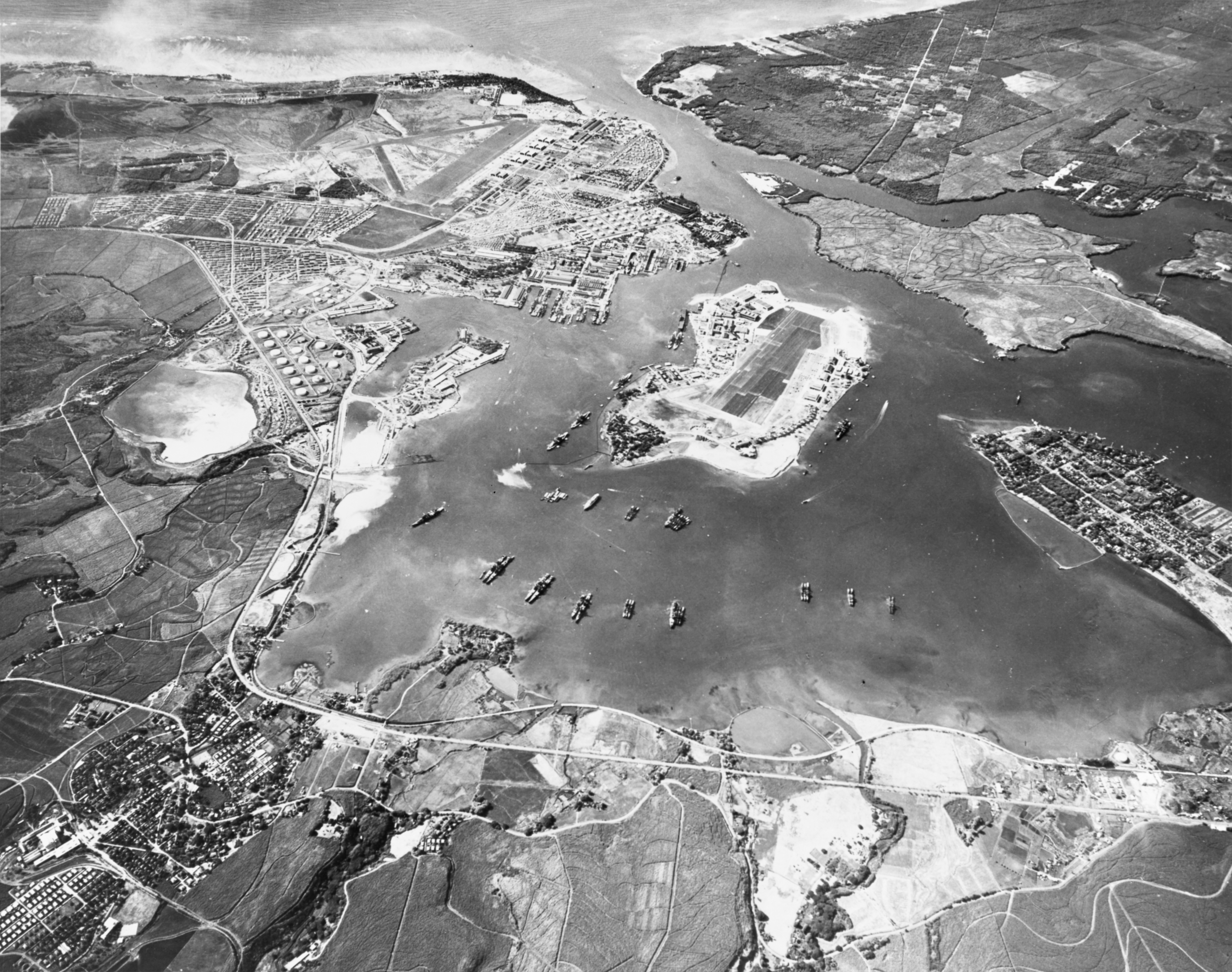
Trân Châu Cảng vào ngày 30 tháng 10 năm 1941

Kế hoạch sơ thảo cho một cuộc tấn công vào Trân Châu Cảng nhằm bảo vệ cuộc tiến quân vào "Khu vực Tài nguyên phía Nam" (tên mà phía Nhật đặt cho khu vực Đông Ấn và Đông Nam Á nói chung) được bắt đầu ngay từ đầu năm 1941, dưới sự đỡ đầu của Đô đốc Yamamoto, lúc đó đang là Tư lệnh của Hạm đội Liên hợp Nhật Bản. Ông giành được sự ủng hộ chính thức của Bộ Tổng tham mưu Hải quân Đế quốc Nhật Bản để vạch kế hoạch và huấn luyện cho cuộc tấn công sau nhiều cuộc tranh luận căng thẳng với Bộ chỉ huy Hải quân; ông thậm chí đã đe dọa từ chức. Công việc lên kế hoạch toàn diện được tiến hành vào đầu mùa Xuân năm 1941, chủ yếu do Đại tá Minoru Genda thực hiện. Trong những tháng tiếp theo sau, phi công được huấn luyện, trang bị được cải tiến và thông tin tình báo được thu thập. Cho dù có những sự chuẩn bị như vậy, kế hoạch tấn công chỉ được Thiên hoàng Chiêu Hòa phê chuẩn chính thức vào ngày 5 tháng 11, sau ba trong tổng số bốn cuộc họp Hội nghị Hoàng gia để xem xét vấn đề. Nhật Hoàng chỉ đưa ra lời cho phép cuối cùng vào ngày 1 tháng 12, sau khi phần lớn các nhà lãnh đạo Nhật thuyết phục với ông rằng bản "ghi chú của Hull" có thể "phá hủy thành quả của các sự kiện tại Trung Quốc, đe dọa Mãn Châu Quốc và hạ thấp khả năng kiểm soát Triều Tiên của Nhật Bản." Đến cuối năm 1941, các căn cứ và cơ sở quân sự Hoa Kỳ tại Thái Bình Dương đã nhiều lần bị đặt trong tình trạng báo động, và xung đột giữa Hoa Kỳ và Nhật là điều mà nhiều quan sát viên nghĩ đến. Tuy nhiên, các quan chức Hoa Kỳ đã hoài nghi việc Trân Châu Cảng sẽ trở thành mục tiêu đầu tiên trong một cuộc chiến tranh với Nhật. Họ cho là Philippines sẽ bị tấn công trước tiên do mối đe dọa mà nó đặt ra cho các con đường vận chuyển trên biển về phía Nam, và do niềm tin sai lầm rằng Nhật không có khả năng tung ra hai chiến dịch tấn công hải quân chủ lực cùng một lúc.
Hiện đang nổi lên một cuộc tranh luận xuất phát từ các cáo buộc của các nhà âm mưu học, các sử gia quân sự và các cựu quân nhân cho rằng một số thành viên trong nội các của Roosevelt đã biết trước về cuộc tấn công và đã lờ đi nhằm tìm kiếm sự hỗ trợ từ phía công chúng và Quốc hội trong việc cho phép Hoa Kỳ tham chiến theo phe Vương quốc Anh và các đồng minh hay không.

### Vị trí chiến lược của Trân Châu Cảng
Quần đảo Hawaii của Hoa Kỳ ở giữa Thái Bình Dương là một chuỗi đảo dài nối tiếp nhau theo hướng từ Tây-tây Bắc sang Đông-đông Nam có diện tích tổng cộng gần 17.000 km² với khoảng nửa triệu người (ở thập kỉ 40). Lớn nhất là đảo Hawaii (trên 10.000 km²) nằm ở cực trong quần đảo, nhưng quan trọng nhất lại là đảo Oahu với diện tích khoảng 1500 km², nằm cách Hawaii khoảng 140 dặm về phía Tây Bắc. Trên bờ biển phía Nam đảo Oahu có thành phố Honolulu (200.000 dân), thủ phủ của cả quần đảo. Cũng trên bờ biển phía Nam đảo, cách Honolulu về phía Tây chừng 6 dặm là Trân Châu Cảng, căn cứ chính của hạm đội Thái Bình Dương Hoa Kỳ (kể từ năm 1940). Dựng trên một vịnh biển ăn sâu vào đất liền của đảo rồi chia thành nhiều vụng biển và luồng lạch kín đáo lại có một cù lao ở giữa vịnh được gọi là "đảo Ford" như một cầu tàu thiên nhiên. Trân Châu Cảng có điều kiện tự nhiên lý tưởng để bảo vệ hạm đội chống lại mọi sự tấn công từ bên ngoài. Việc bố phòng ở cảng hết sức cẩn mật với một hệ thống lưới thép đặc biệt chống ngư lôi và tàu ngầm. Ngoài Trân Châu Cảng ra, hạm đội còn một căn cứ khác là cảng Lahaina trên đảo Maui, một đảo nằm ở khoảng giữa Oahu và Hawaii.
Nằm ở tọa độ 21°20′38″ Bắc, 157°58′30″ Tây trên đảo Oahu, hòn đảo lớn thứ ba của nhóm đảo phía Tây quần đảo Hawaii, Trân Châu Cảng có vị trí chiến lược cực kỳ quan trọng đối với toàn bộ vùng Bắc Thái Bình Dương. Với khoảng cách tương ứng với một tầm bay tối đa của các "pháo đài bay" B-17 từ Oahu đến bờ biển phía Tây Hoa Kỳ, Trân Châu Cảng có thể trở thành căn cứ triển khai các hoạt động của không quân oanh tạc ở Tây Thái Bình Dương. Vai trò vị trí của Trân Châu Cảng đối với hải quân còn quan trọng hơn. Do vị trí gần như ở giữa vùng Bắc Thái Bình Dương, Trân Châu Cảng vừa là căn cứ chỉ huy, căn cứ hậu cần, là cơ sở bảo duỡng, sửa chữa các chiến hạm của hạm đội Thái Bình Dương. Từ căn cứ này, Hạm đội Thái Bình Dương của Hải quân Hoa Kỳ có thể tung sức mạnh của họ khống chế toàn bộ vùng Bắc Thái Bình Dương bằng các lực lượng tàu nổi, tàu ngầm và không quân của Hạm đội. Nếu như đối với Hoa Kỳ, Trân Châu Cảng và Midway là hai bàn đạp quan trọng nối tiếp nhau để vươn sang lục địa châu Á thì đối với Nhật Bản, Trân Châu Cảng là bàn đạp để tiến đến Hoa Kỳ và toàn bộ lục địa Bắc Mỹ. Tuy nhiên, vào những năm 1941-1942, lục quân và hải quân Nhật Bản không có tham vọng đánh chiếm hoàn toàn quần đảo này như họ đã làm với quần đảo Midway. Với trận tấn công Trân Trâu Cảng, Nhật Bản chỉ đủ sức làm tê liệt Hạm đội Thái Bình Dương của Hoa Kỳ trong một khoảng thời gian vừa đủ để họ có thể rảnh tay đánh chiếm toàn bộ vùng bờ biển và các quần đảo Tây Thái Bình Dương, uy hiếp Ấn Độ và Australia, đẩy lùi ảnh hưởng của Hoa Kỳ khỏi châu Á, chia đôi Thái Bình Dương với Hoa Kỳ trong một thế cân bằng chiến lược mới ở đại dương rộng nhất thế giới này, tiến tới hiện thực hóa học thuyết "Đại Đông Á".

### Mục tiêu
Cuộc tấn công có nhiều mục đích chính. Trước tiên, người Nhật hi vọng nó sẽ tiêu diệt các đơn vị của hạm đội Hoa Kỳ, và do đó ngăn cản hạm đội Thái Bình Dương can thiệp vào việc Nhật chinh phục Đông Ấn. Kế tiếp, đó là cách người Nhật tranh thủ thời gian để củng cố vị thế của họ và tăng cường sức mạnh hải quân, trước khi các tàu chiến mới của Hoa Kỳ được chế tạo theo Đạo luật Vinson-Walsh sẽ xóa tan mọi cơ hội chiến thắng. Cuối cùng, nó được trù tính sẽ là một đòn mạnh giáng vào tinh thần của người Mỹ, có thể gây nản lòng, cho phép Nhật tiếp tục chinh phục Đông Nam Á mà không bị can thiệp.
Đặt mục tiêu chính vào những chiếc thiết giáp hạm là một cách đánh vào tinh thần, vì chúng là niềm tự hào của mọi lực lượng hải quân vào thời điểm đó. Vì các ý tưởng chiến lược và văn kiện quân sự của cả hai phía Nhật Bản và Hoa Kỳ đều xuất phát từ công trình của Đại tá Hải quân Alfred Mahan, vốn cho rằng những chiếc thiết giáp hạm có vai trò quyết định trong các trận hải chiến. Nó cũng là cách đánh vào sức mạnh tác chiến của Hạm đội Thái Bình Dương; và nếu như thành công, điều đó sẽ trì hoãn, nếu không thể ngăn ngừa vĩnh viễn, trận chiến Thái Bình Dương tổng lực ("trận đánh quyết định", theo suy nghĩ của Hải quân Nhật), một cuộc chiến chắc chắn là cuộc đối đầu giữa các thiết giáp hạm. Với những suy nghĩ ấy, Yamamoto dự định phải tìm kiếm và tấn công Hạm đội Thái Bình Dương "bất cứ nơi nào có thể tìm gặp tại Thái Bình Dương." Ngày 14 tháng 11 năm 1941, cuộc diễn tập trên sa đồ đã đưa ra giả định lực lượng phòng thủ khi được báo động sẽ có thể đánh chìm hai tàu sân bay của Nhật và làm hư hại thêm hai chiếc nữa, ngay cả khi có thời tiết thuận lợi; đó là tất cả sức mạnh mà Bộ Tổng tham mưu Hải quân Nhật dự định tung ra cho chiến dịch này. Dù sao, Yamamoto vẫn ra lệnh tiếp tục tiến hành. Phía Nhật Bản đã quá tin tưởng vào khả năng đạt được thắng lợi nhanh chóng trong Thế Chiến Thứ Hai, và do đó đã bỏ qua các mục tiêu khác trong cảng, đặc biệt là các xưởng tàu hải quân, kho chứa dầu và căn cứ tàu ngầm, vì tin rằng chiến tranh sẽ kết thúc trước khi các cơ sở đó có thể phát huy tác dụng.

## Kế hoạch và tương quan lực lượng

### Kế hoạch sử dụng binh lực của Hải quân Nhật Bản

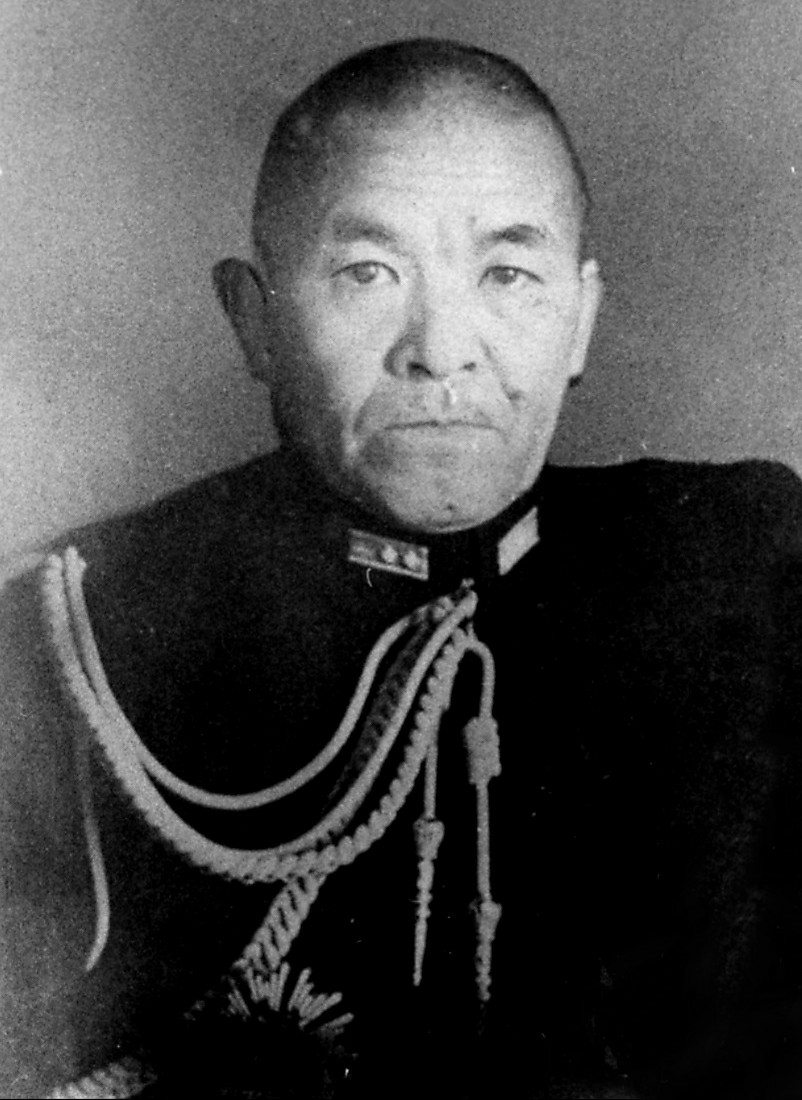
Đô đốc Nagumo Chūichi, tư lệnh Hạm đội 1 Nhật Bản

Không lực của Hải quân của các tàu sân bay Nhật Bản tham gia vào các cuộc tấn công Trân Châu Cảng sử dụng ba loại máy bay chủ yếu, thường được biết đến với tên mã cho chúng trong Hải quân Hoa Kỳ: máy bay tiêm kích Mitsubishi A6M Kiểu 11 ("Zero"), máy bay phóng ngư lôi Nakajima B5N Kiểu 97 ("Kate") và máy bay ném bom bổ nhào Aichi D3A Kiểu 99 ("Val"). Đặc điểm của các phương tiện này như sau:
- Máy bay chiến đấu Mitsubishi A6M kiểu 11 ("Zero") do một phi công điều khiển; tốc độ tối đa 545 km/giờ; tầm hoạt động tối đa 1.870 km; được trang bị một súng máy 20 mm và hai bom 60 kg dưới cánh. Tổng số lần xuất kích trong trận đánh: 10 đợt từ các tàu sân bay Akagi, Kaga, Sōryū, Hiryū, Shōkaku và Zuikaku với 78 chiếc.
- Máy bay ném bom bổ nhào Aichi D3A kiểu 99 ("Val") do hai phi công điều khiển; tốc độ tối đa 450 km/giờ; tầm hoạt động tối đa 1.400 km; được trang bị một bom 250 kg dưới thân và hai bom 60 kg dưới cánh. Tổng số lần xuất kích trong trận đánh: 6 đợt từ các tàu sân bay Agaki, Kaga, Sōryū, Hiryū, Shōkaku và Zuikaku với 129 chiếc.
- Máy bay phóng ngư lôi Nakajima B5N kiểu 97 ("Kate") do hai đến ba phi công điều khiển; tốc độ tối đa 360 km/giờ; tầm hoạt động tối đa 1.100 km; được trang bị một ngư lôi MK-91 457 mm hoặc một quả bom 800 kg dưới thân. Tổng số lần xuất kích trong trận đánh: 11 đợt từ các tàu sân bay Agaki, Kaga, Sōryū, Hiryū, Shōkaku và Zuikaku với 143 chiếc, trong đó có 49 chiếc mang bom 800 kg và 94 chiếc mang ngư lôi MK-91.

Các tàu sân bay được hộ tống bởi một hạm đội tàu nổi mạnh gồm các thiết giáp hạm nhanh Hiei và Kirishima, tàu tuần dương hạng nặng Chikuma, 9 tàu khu trục. Soái hạm của hạm đội Nhật Bản là chiếc tàu tuần dương hạng nhẹ Nagara.
Phân hạm đội liên hợp số 1 của đế quốc Nhật Bản chịu trách nhiệm tấn công Trân Châu Cảng do đô đốc Nagumo Chūichi chỉ huy, có 2 tàu sân bay Akagi và Kaga với sự phân công nhiệm vụ như sau:

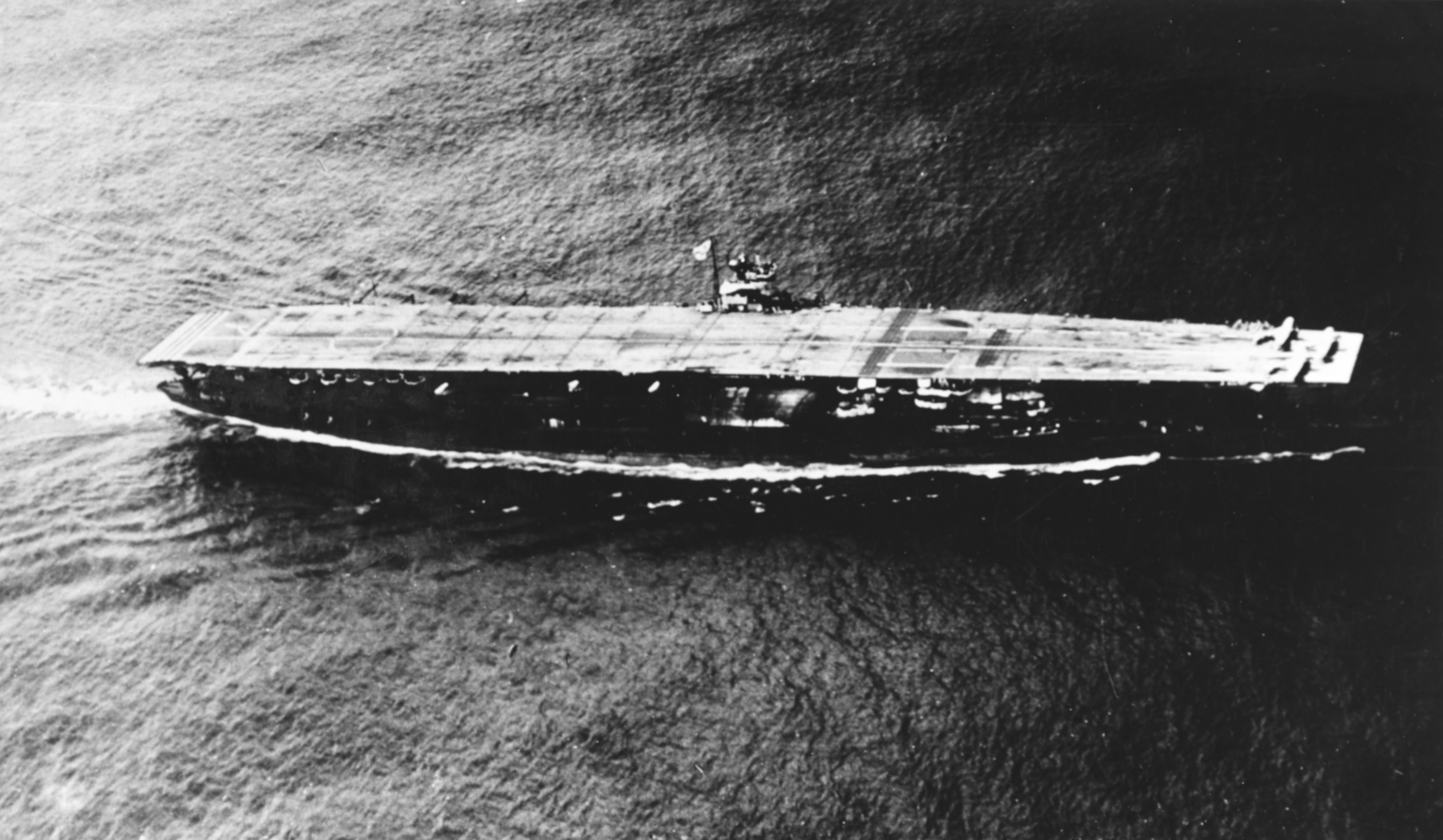
Tàu sân bay Akagi (1927)

- Tàu sân bay Akagi do hạm trưởng Kiichi Hasegawa chỉ huy, chỉ huy không quân Masuda Shogo; được giao nhiệm vụ tấn công các thiết giáp hạm USS Maryland (BB-46), USS Tennessee (BB-43), USS West Virginia (BB-48), USS Oklahoma (BB-37) và USS California (BB-44); tàu chở dầu USS Neosho (AO-23), căn cứ không quân Hickam, căn cứ thủy phi cơ Ford, khu vực Eva. Trong biên chế có:
  - Liên đội hỗn hợp phóng lôi - ném bom có 15 chiếc Nakajima B5N do thiếu tá Fuchida Mitsuo chỉ huy, gồm phi đội 1 của thiếu tá Fuchida, phi đội 2 của trung úy Goro Iwasaki và phi đội 3 của trung úy Izumi Furukawa.
  - Liên đội phóng lôi có 15 chiếc Nakajima B5N do trung tá Murata Shigeharu chỉ huy, gồm các phi đội 1 và 2 do trung tá Shigeharu chỉ huy, phi đội 3 và 4 do trung úy Asao Negishi chỉ huy.
  - Phi đoàn ném bom có 18 chiếc Aichi D3A do trung úy Takehiko Chihaya chỉ huy gồm các phi đội 21, 22, 23 do trung úy Takehiko Chihaya chỉ huy, các phi đội 25, 26, 27 do trung úy Zenji Abe chỉ huy.
  - Liên đội tiêm kích đánh chặn có 18 chiếc A6M Zero do trung tá Shigeru Itaya chỉ huy, gồm phi đội 1 của trung tá Itaya, phi đội 2 của trung úy Saburo Shindo. Liên đội này còn có 9 chiếc A6M Zero dự trữ.

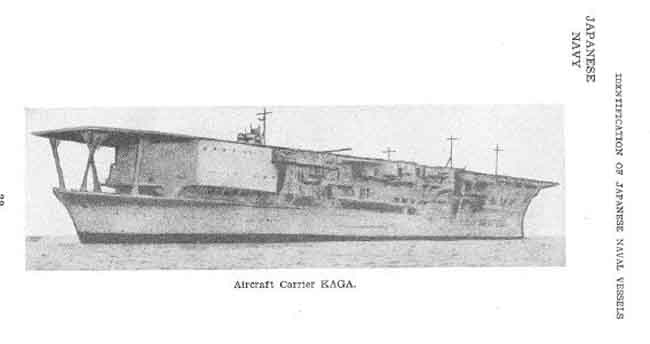
Tàu sân bay Kaga (1928)

- Tàu sân bay Kaga do hạm trưởng Okada Jisaku chỉ huy, không quân do thiếu tá Sata Naohito chỉ huy; được giao nhiệm vụ tấn công các thiết giáp hạm USS Arizona (BB-39), USS Tennessee (BB-43), USS West Virginia (BB-48), USS Oklahoma (BB-37), USS Nevada (BB-36), căn cứ không quân Hickam và căn cứ thủy phi cơ Ford. Trong biên chế có:
  - Liên đội hỗn hợp phóng lôi - ném bom có 15 chiếc Nakajima B5N do trung tá Kakuichi Hashiguchi chỉ huy, gồm phi đội 1 của trung tá Kakuichi Hashiguchi, phi đội 2 của trung úy Hideo Maki, phi đội 3 của trung uý Yoshitaka Mikami.
  - Liên đội phóng lôi có 12 chiếc Nakajima B5N do trung tá Kazuyoshi Kitajima chỉ huy, gồm các phi đội 1 và 2 của trung tá Kazuyoshi Kitajima chỉ huy, các phi đội 3 và 4 của trung úy Mimori Suzuki.
  - Liên đội ném bom có 27 chiếc Aichi D3A do trung úy Saburo Makino chỉ huy, gồm các phi đội 21, 22, 23 do đích thân Makino chỉ huy, các phi đội 24, 25, 26 do trung úy Shoichi Ogawa chỉ huy, các phi đội 27, 28, 29 do trung úy Shoichi Ibuki chỉ huy.
  - Liên đội tiêm kích đánh chặn có 18 chiếc A6M Zero do trung úy Yoshio Shiga chỉ huy, gồm phi đội 1 do đích thân trung úy Yoshio Shiga chỉ huy, phi đội 2 do trung úy Yaushi Nikaido chỉ huy. Liên đội này có 9 chiếc A6M Zero dự trữ.

Phân hạm đội liên hợp số 2 của đế quốc Nhật Bản chịu trách nhiệm tấn công Trân Châu Cảng do phó đô đốc Yamaguchi Tamon chỉ huy, có 2 tàu sân bay Sōryū và Hiryū với sự phân công nhiệm vụ như sau:

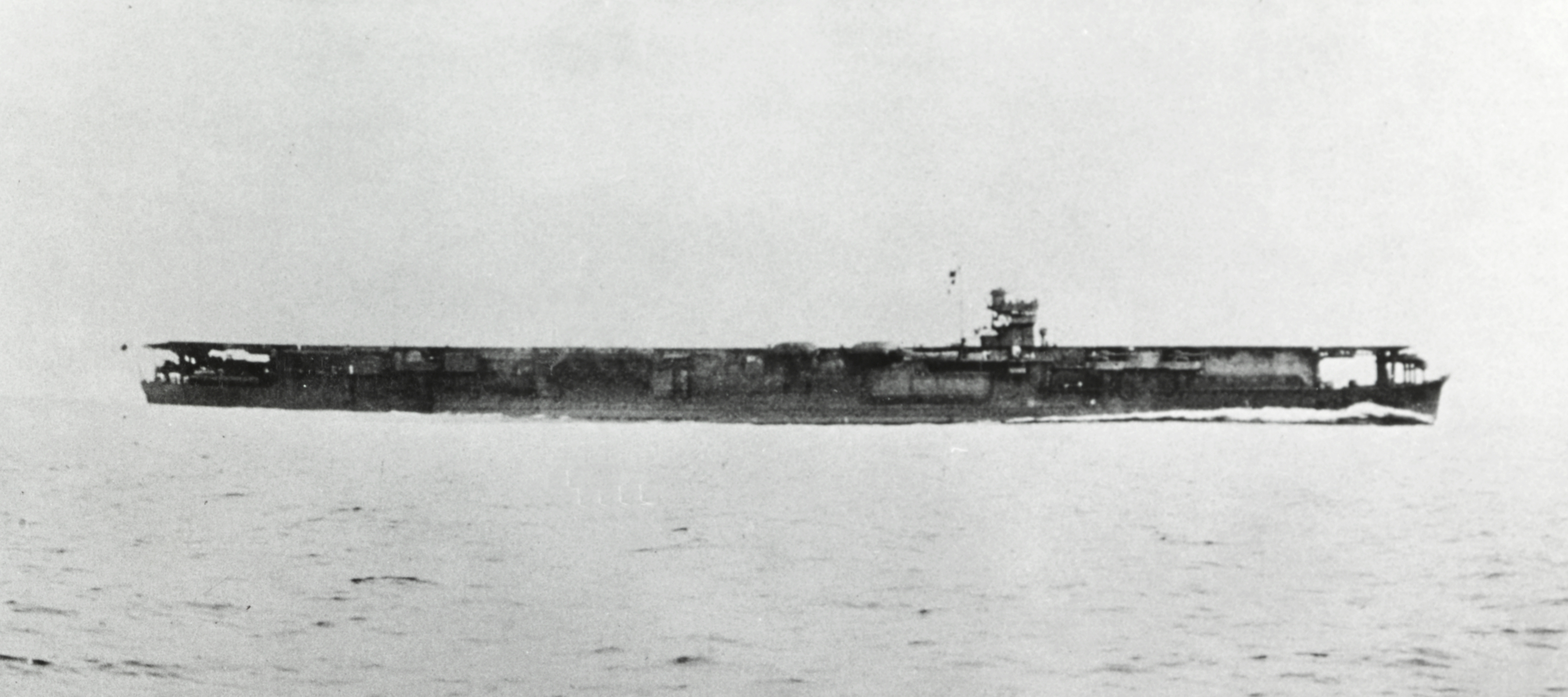
Tàu sân bay Sōryū

- Tàu sân bay Sōryū do hạm trưởng Yanagimoto Ryusaku chỉ huy; không quân do thiếu tá Kusumoto Ikuto chỉ huy được giao nhiệm vụ tấn công các chiến hạm USS Nevada (BB-36), USS Tennessee (BB-43), USS West Virginia (BB-48), USS Utah (BB-31), USS Helena (CL-50), USS California (BB-44) và USS Raleigh (CL-7); sân bay Wheeler và cơ sở sửa chữa máy bay tại Barbers. Trong biên chế có:
  - Liên đội hỗn hợp ném bom - phóng lôi có 10 chiếc Nakajima B5N do trung úy Heijiro Abe chỉ huy, gồm phi đội 1 do trong úy Abe chỉ huy và phi đội 2 do trung úy Sadao Yamamoto chỉ huy.
  - Liên đội phóng lôi có 8 chiếc Nakajima B5N do trung úy Tsuyoshi Nagai chỉ huy, gồm phi đội 1 và phi đội 2 do trung úy Nagai chỉ huy, phi đội 3 và phi dội 4 do trung úy Tatsumi Nakajima chỉ huy.
  - Liên đội ném bom có 18 chiếc Aichi D3A do thiếu tá Egusa Takeshige chỉ huy, gồm các phi đội phi đội 21, 22, 23 của thiếu tá Egusa Takeshige và các phi đội 24, 25, 26 của trung úy Masatake Ikeda.
  - Liên đội tiêm kích đánh chặn có 18 chiếc A6M Zero do trung úy Masaji Suganami chỉ huy gồm phi đội 1 của trung úy Masaji Suganami và phi đội 2 của trung úy Fusata Iida. Liên đội này có 9 chiếc A6M Zero dự trữ.

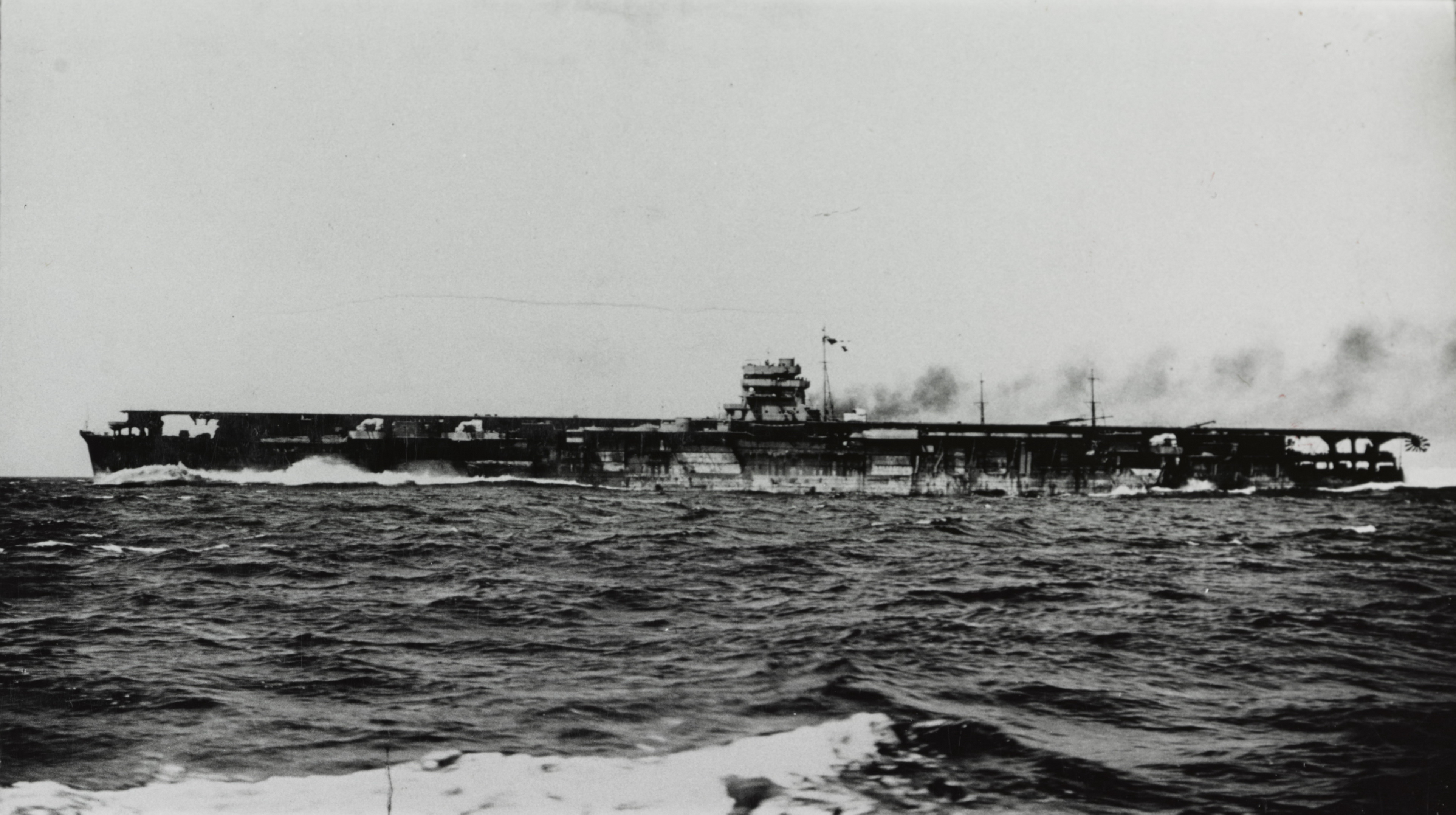
Tàu sân bay Hiryū

- Tàu sân bay Hiryū do hạm trưởng Kaku Tomeo chỉ huy, Amagai Takahisa chỉ huy không quân, được giao nhiệm vụ tấn công các chiến hạm USS Arizona (BB-39), USS California (BB-44), USS West Virginia (BB-48), USS Oklahoma (BB-37) và USS Helena (CL-50); các công trình ngầm và cơ sở sửa chữa máy bay tại Barbers. Trong biên chế có:
  - Liên đội hỗn hợp ném bom - phóng lôi có 10 chiếc Nakajima B5N do trung tá Tadashi Kosumi chỉ huy gồm phi đội 1 của trung tá Kosumi và phi đội 2 của trung úy Toshio Hashimoto.
  - Liên đội phóng lôi có 8 chiếc Nakajima B5N do trung úy Heita Matsumura gồm các phi đội 1 và 2 của trung úy Heita Matsumura, các phi đội 3 và 4 của trung úy Hiroharu Sumino.
  - Liên đội ném bom có 10 chiếc Aichi D3A do trung tá Michio Kobayashi chỉ huy gồm các phi đội 21, 22, 23 của trung tá Michio Kobayashi, các phi đội 24, 25, 26 của trung úy Shun Nakagawa.
  - Liên đội tiêm kích đánh chặn có 15 chiếc A6M Zero do trung úy Kiyokima Okajima gồm phi đội 1 của trung úy Kiyokima Okajima và phi đội 2 của trung úy Sumio Nono. Liên đội này có 9 chiếc A6M Zero dự trữ.

Phân hạm đội liên hợp số 5 của đế quốc Nhật Bản chịu trách nhiệm tấn công Trân Châu Cảng do phó đô đốc Chūichi Hara chỉ huy có 2 tàu sân bay Shōkaku và Zuikaku với sự phân công nhiệm vụ như sau:

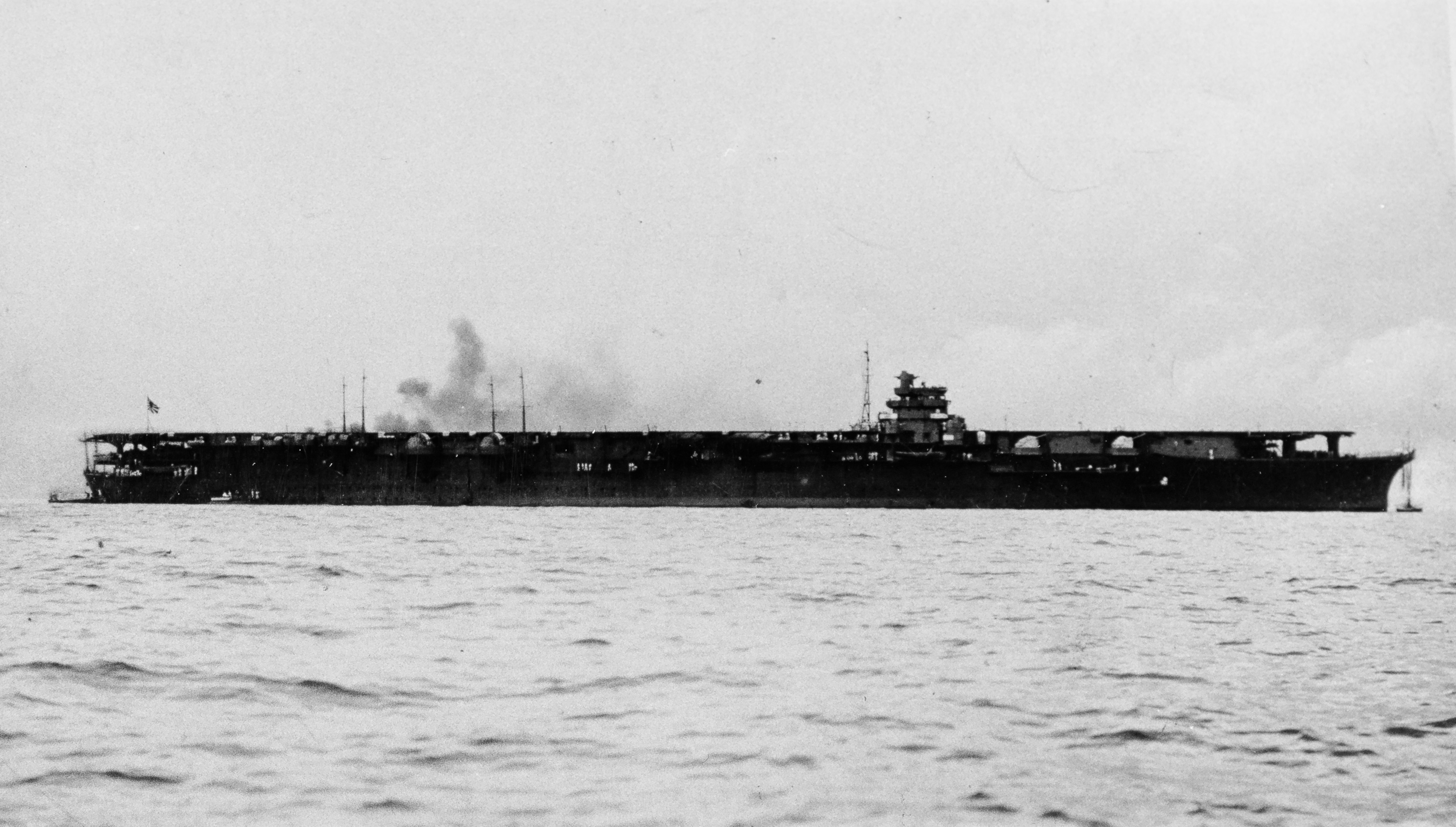
Tàu sân bay Shōkaku

- Tàu sân bay Shōkaku do hạm trưởng Jojima Takatsugu chỉ huy, Wada Tetsujiro chỉ huy không quân được giao nhiệm vụ tấn công căn cứ không quân Hickam, sân bay Kane'ohe và các trận địa cao xạ. Trong biên chế có:
  - Liên đội hỗn hợp ném bom - phóng lôi có 27 chiếc Nakajima B5N do trung úy Tatsuo Ichihara chỉ huy gồm phi đội 1 của trung úy Tatsuo Ichihara, phi đội 2 của trung úy Tsutomu Hagiwara và phi đội 3 của trung úy Yoshiaki Ikuin
  - Liên đội ném bom do có 27 chiếc Aichi D3A do trung tá Takahashi Kakuichi chỉ huy gồm phi đội 1 của trung tá Takahashi Kakuichi, phi đội 2 của trung úy Masao Yamaguchi và phi đội 3 của trung úy Hisayoshi Fujita.
  - Liên đội tiêm kích đánh chặn có 5 chiếc A6M Zero do trung úy Tadashi Kaneko chỉ huy, liên đội này có 9 chiếc A6M Zero trong lực lượng dự trữ.

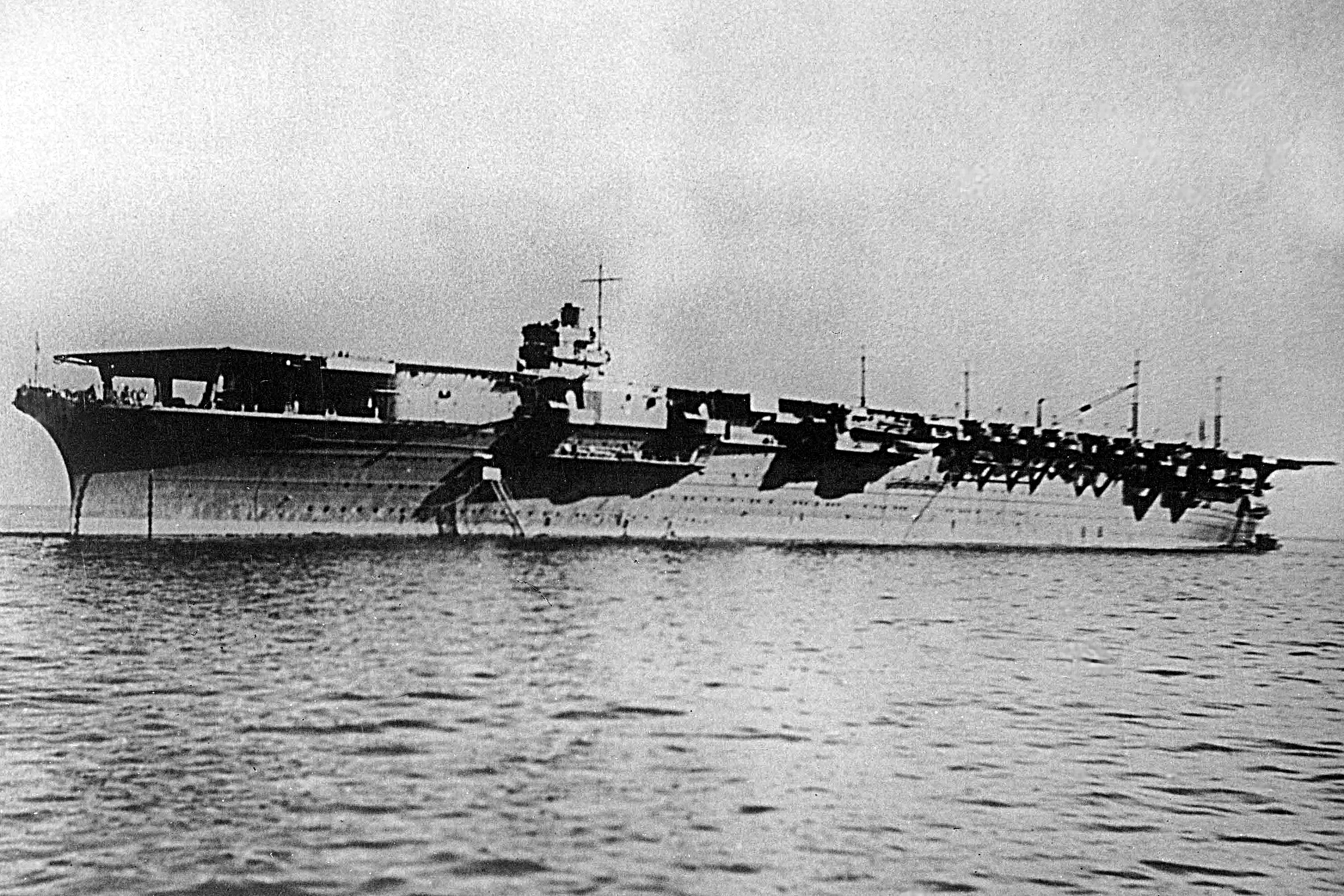
Tàu sân bay Zuikaku

- Tàu sân bay Zuikaku do hạm trưởng Yokokawa Ichibei chỉ huy, Shimoda Hisao chỉ huy không quân, được giao nhiệm vụ tấn công căn cứ không quân Hickam, sân bay Kane'ohe và các trận địa cao xạ. Trong biên chế có:
  - Liên đội hỗn hợp ném bom - phóng lôi có 27 chiếc Nakajima B5N do trung tá Shigekazu Shimazaki chỉ huy gồm phi đội 1 của Shigekazu Shimazaki, phi đội 2 của trung úy Takemi Iwami và phi đội 3 của trung úy Yoshiaki Tsubota.
  - Liên đội ném bom có 27 chiếc Aichi D3A do trung tá Sakamoto Akira chỉ huy gồm phi đội 1 của Sakamoto Akira, phi đội 2 của trung úy Tomatsu Ema và phi đội 3 của trung úy Hayashi.
  - Liên đội tiêm kích đánh chặn có 6 chiếc A6M Zero do trung úy Masao Sato chỉ huy và 9 chiếc trong lực lượng dự trữ.

Tàu khu trục Akigumo thuộc lớp Yugumo hoạt động độc lập.
Phân hạm đội thiết giáp hạm số 3 do phó đô đốc Gunichi Mikawa chỉ huy gồm hai thiết giáp hạm Hiei và Kirishima.
Phân hạm đội tuần dương số 8 do đô đốc Hiroaki Abe chỉ huy gồm các tuần dương hạm Tone và Chikuma.
Phân hạm đội khu trục số 1 do phó đô đốc Sentarō Ōmori chỉ huy chỉ có khu trục hạm Abukuma thuộc lớp Nagara.
Phân hạm đội khu trục số 17' gồm các tàu khu trục Urakaze, Isokaze, Tanikaze và Hamakaze đều thuộc lớp Kagerō.
Phân hạm đội khu trục số 18' gồm các tàu khu trục Kagerō và Shiranuhi thuộc lớp Kagerō, các tàu khu trục Arare và Kasumi thuộc lớp Asashio
Đơn vị khu trục Midway do hạm trưởng Ohishi Kaname gồm các tàu khu trục Akebono (1930) và Ushio (1930) đều thuộc lớp Fubuki.
Phân hạm đội tàu ngầm số 2 do hạm trưởng Imaizumi Kijiro chỉ huy gồm tàu ngầm I-10 thuộc lớp Kiểu A, các tàu ngầm I-21 và I-23 thuộc phân lớp I-15, Kiểu B1.
Đoàn tàu vận tải số 1 gồm tàu chở dầu Kyokuto Maru, các tàu vận tải Kenyo Maru, Kokuyo Maru, Shinkiku Maru và Akebono Maru.
Đoàn tàu vận tải số 2 gồm tàu chở dầu Tōhō Maru, các tàu vận tải Toei Maru và Nippon Maru.
Hạm đội tàu ngầm số 6 do phó đô đốc Shimizu Mitsumi chỉ huy trong biên chế có:
- Phân hạm đội tàu ngầm số 1 do phó đô đốc Sato Tsutomu chỉ huy gồm tàu ngầm I-9 thuộc lớp I-9, kiểu A1, các tàu ngầm I-15, I-17 và I-25 đều thuộc lớp I-15 kiểu B1.
- Phân hạm đội tàu ngầm số 2 do phó đô đốc Yamazaki Shigeaki chỉ huy gồm tàu ngầm I-7 thuộc lớp I-7, kiểu J3, các tàu ngầm I-1, I-2, I-3, I-4 đều thuộc lớp I-1, kiểu J1, tàu ngầm I-5 thuộc lớp I-5, kiểu J1M và tàu ngầm I-6 thuộc lớp I-6, kiểu J2.
- Phân hạm đội tàu ngầm số 3 do đô đốc Shigeyoshi Miwa chỉ huy gồm các tàu ngầm I-8 lớp I-7 kiểu J3, I-68, I-69, I-70, I-71, I-72, I-73 đều thuộc lớp I-68 kiểu KD6A, các tàu ngầm I-74 và I-75 thuộc lớp I-74 kiểu KD6B.
- Phân hạm công kích đặc biệt do hạm truởng Sasaki Hanku chỉ huy tàu ngầm "mẹ" gồm các tàu ngầm "bỏ túi" I-22 và I-22A do thuyền trưởng Naoji Iwasa chỉ huy, I-16 do thuyền truởng Hiroshi Hanabusa chỉ huy, I-16A, I-18, I-18A, I-20, I-20A, I-21 và I-21A.
- Đơn vị tàu ngầm trinh sát do hạm trưởng Kashihara Yasuchika chỉ huy gồm các tàu ngầm I-10 và I-26 do Minoru Yokota chỉ huy.[39]

### Binh lực của Hải quân Hoa Kỳ
Hạm đội Thái Bình Dương của Hoa Kỳ thực sự là hạm đội mạnh nhất thế giới lúc bấy giờ với khoảng 170 hạm tàu các loại
- Tư lệnh hải quân Hoa Kỳ, Đô đốc Harold Rainsford Stark.
- Chỉ huy hạm đội Hoa Kỳ tại Thái Bình Dương, Đô đốc Husband Edward Kimmel.
- Lực lượng đặc nhiệm số 1 do Phó Đô đốc William Satterlee Pye chỉ huy, trong biên chế có:
  - Hạm đội thiết giáp do Chuẩn Đô đốc Walter Stratton Anderson chỉ huy, gồm các đơn vị:
    - Hải đoàn 1 do Chuẩn Đô đốc Issac C. Kidd chỉ huy gồm các chiến hạm USS Nevada (BB-36) của hạm trưởng Francis W. Scanland, USS Pennsylvania (BB-38) của hạm truởng Charles M. "Saavy" Cooke, Jr. và USS Arizona (BB-39) của hạm trưởng Franklin Van Valkenburgh
    - Hải đoàn 2 gồm các chiến hạm USS Oklahoma (BB-37) của hạm truởng Howard D. "Ping" Bode, USS Tennessee (BB-43) và USS California (BB-44) của hạm truởng Joel W. Bunkley.
    - Hải đoàn 4 do Chuẩn Đô đốc Walter S. Anderson chỉ huy gồm các chiến hạm USS Maryland (BB-46) của hạm trưởng D. C. Godwin và USS West Virginia (BB-48) của hạm truởng Mervyn Sharp Bennion.

  - Hạm đội tuần dương do Chuẩn Đô đốc H. Fairfax Leary chỉ huy, gồm các đơn vị:
    - Hải đoàn tuần dương số 6 gồm các tàu tuần dương USS New Orleans (CA-32) và USS San Francisco (CA-38)
    - Hải đoàn tuần dương số 9 do đích thân Chuẩn Đô đốc H. Fairfax Leary chỉ huy gồm các tuần dương hạm USS Phoenix (CL-46), USS Honolulu (CL-48), USS Helena (CL-50) và USS St. Louis (CL-49) của hạm trưởng George A. Rood

  - Hạm đội khu trục do Chuẩn Đô đốc Milo F. Draemel chỉ huy gồm các đơn vị:
    - Phân hạm đội khu trục 1 gồm các tàu khu trục USS Raleigh (CL-7) và USS Phelps (DD-360).
    - Hải đoàn khu trục số 1 gồm các tàu khu trục USS Dewey (DD-349), USS Hull (DD-350), USS Macdonough (DD-351) và USS Worden (DD-352)
    - Hải đoàn khu trục số 2 gồm các tàu khu trục USS Farragut (DD-348), USS Dale (DD-353), USS Monaghan (DD-354) và USS Aylwin (DD-355)
    - Tiểu hạm đội 3 chỉ có tàu khu trục USS Selfridge (DD-357)
    - Hải đoàn khu trục số 5 gồm các tàu khu trục USS Reid (DD-369), USS Conyngham (DD-371), USS Cassin (DD-372) và USS Downes (DD-375).
    - Hải đoàn khu trục số 6 gồm các tàu khu trục USS Cummings (DD-365), USS Case (DD-370), USS Shaw (DD-373) và USS Tucker (DD-374).
    - Phân hạm hạm đội khu trục 2 gồm các tàu USS Detroit (CL-8), USS Bagley (DD-386), USS Blue (DD-387), USS Helm (DD-388), USS Mugford (DD-389), USS Ralph Talbot (DD-390), USS Henley (DD-391), USS Patterson (DD-392), USS Jarvis (DD-393)
    - Các tàu khu trục độc lập USS Allen (DD-66), USS Schley (DD-103), USS Chew (DD-106), USS Ward (DD-139)

  - Các tàu ngầm USS Narwhal (SS-167), USS Dolphin (SS-169), USS Cachalot (SS-170), USS Tautog (SS-199).
  - Tàu rải mìn USS Oglala (CM-4).
  - Các tàu quét mìn USS Turkey (AM-13), USS Bobolink (AM-20), USS Rail (AM-26), USS Tern (AM-31), USS Grebe (AM-43), USS Vireo (AM-52).
  - Các tàu quét mìn ven bờ USS Cockatoo (AMc-8), USS Crossbill (AMc-9), USS Condor (AMc-14), USS Reedbird (AMc-30).
  - Các tàu khu trục rải mìn USS Gamble (DM-15), USS Ramsay (DM-16), USS Montgomery (DM-17), USS Breese (DM-18), USS Tracy (DM-19), USS Preble (DM-20), USS Sicard (DM-21), USS Pruitt (DM-22).
  - Các tàu khu trục quét mìn USS Zane (DMS-14), USS Wasmuth (DMS-15), USS Trever (DMS-16), USS Perry (DMS-17
  - Pháo hạm tuần tra USS Sacramento (PG-19)
  - Các tàu khu trục hạng nhẹ USS Dobbin (AD-3) và USS Whitney (AD-4)
  - Các tàu chở thủy phi cơ USS Curtiss (AV-4) và USS Tangier (AV-8)
  - Các tàu chở thủy phi cơ loại nhỏ USS Avocet (AVP-4) và USS Swan (AVP-7)
  - Các tàu chở thủy phi cơ được cải biến từ tàu khu trục USS Hulbert (AVD-6) và USS Thornton (AVD-11).
  - Tàu chở đạn USS Pyro (AE-1)
  - Các tàu chở dầu USS Ramapo (AO-12) và USS Neosho (AO-23)
  - Các tàu công xưởng USS Medusa (AR-1), USS Vestal (AR-4) và USS Rigel (AR-11).
  - Tàu ngầm loại nhẹ USS Pelias (AS-14)
  - Tàu ngầm cứu hộ USS Widgeon (ASR-1)
  - Tàu bệnh viện USS Solace (AH-5)
  - Tàu chở hàng USS Vega (AK-17)
  - Các tàu cung cấp USS Castor (AKS-1) và USS Antares (AKS-3)
  - Các tàu kéo USS Ontario (AT-13), USS Sunnadin (AT-28), USS Keosanqua (AT-38) và USS Navajo (AT-64).
  - Các tàu hỗ trợ USS Utah (AG-16), USS Argonne (AG-31), USS Sumner (AG-32) và USS Baltimore (CM-1).

Bảo vệ hạm đội và toàn bộ quần đảo, có một lực lượng lục quân gồm 43.000 binh lính và sĩ quan, trong đó 35.000 đóng tại Oahu. Lực lượng này được trang bị các vũ khí rất hiện đại. Trên đảo Oahu có 5 sân bay, quan trọng nhất là sân bay Hickam ở ngay gần Trân Châu Cảng và sân bay Wheeler ở phía Bắc đảo. Vào ngày 7 tháng 12 năm 1941, trên đảo có tất cả 233 máy bay quân sự của Lục quân, trong đó 150 chiến đấu cơ, 35 pháo đài bay hiện đại B17, còn lại là các máy bay ném bom khác. Với lực lượng nói trên, tướng Walter Short, tư lệnh Lục quân tại đảo Hawaii (từ tháng 2 năm 1941) vẫn cho rằng ông thiếu phương tiện phòng thủ, đặc biệt là những vũ khí để giáng trả những cuộc tấn công bằng không quân của kẻ địch. Có 81 chiếc thủy phi cơ Catalina và bổ sung thêm 6 chiếc B17 làm nhiệm vụ trinh sát cho toàn quần đảo, đô đốc Kimmel cũng tho rằng ông không đủ khả năng thường xuyên thám sát từ xa toàn bộ vùng biển xung quanh quần đảo. Bởi thế, ông chỉ chú trọng tuần tra vùng biển phía Nam, nơi gần quần đảo Marshall của Nhật.
Đã nhiều lần, Short đề nghị bổ sung những phương tiện còn thiếu, nhưng các thượng cấp không tán thành, vì họ không cùng quan điểm với ông. Trong một bản báo cáo đệ trình Tổng thống Franklin Roosevelt ngày 24 tháng 4 năm 1941, Bộ trưởng Quốc phòng Henry Stimson và Tổng tham mưu trưởng Lục quân George Marshall nhất trí khẳng định rằng:
| “                  | Nhờ sự phòng thủ vững chắc của mình, nhờ những lực lượng đồn trú, nhờ những đặc điểm của thiên nhiên, đảo Oahu có thể coi là pháo đài mạnh nhất thế giới. | ” |
| — George Marshall, | |   |

## Tiếp cận và tấn công

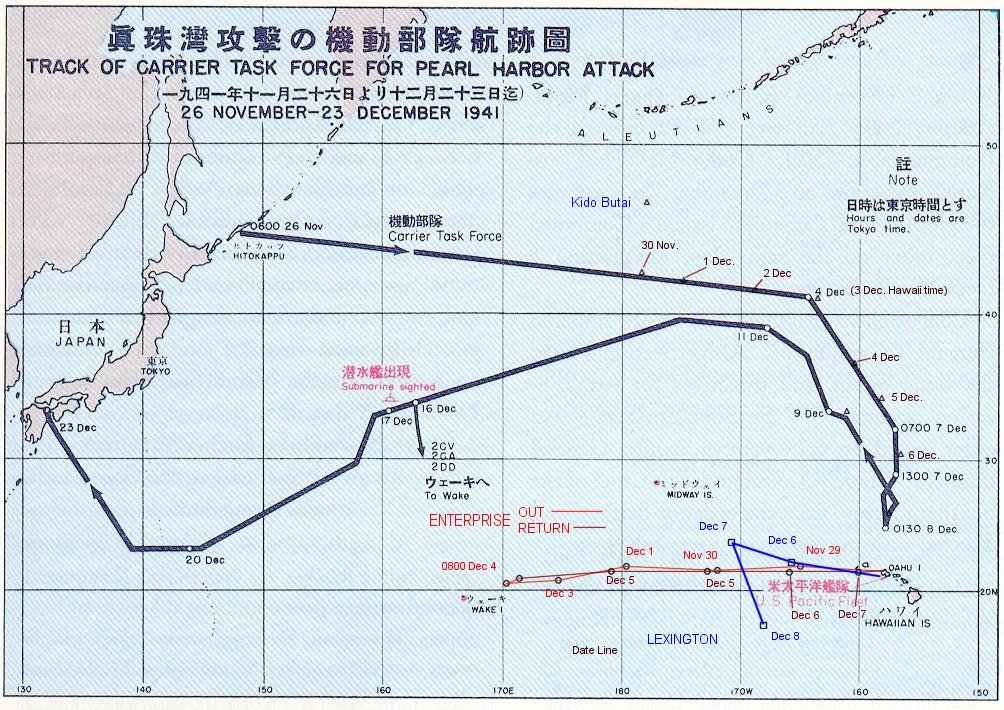
Con đường mà Hạm đội Nhật đã đi đến Trân Châu Cảng rồi rút lui

Ngày 26 tháng 11 năm 1941, một lực lượng đặc nhiệm Nhật Bản (Kido Butai, hay là Lực lượng Tấn công) gồm sáu tàu sân bay hạm đội cùng một số tàu hộ tống và tàu chở dầu tiếp nhiên liệu, dưới quyền chỉ huy của Phó Đô đốc Chuichi Nagumo đã lên đường rời miền Bắc Nhật Bản đi đến một địa điểm ở phía Tây Bắc Hawaii, dự định sẽ tung số máy bay trên đó, 405 chiếc, để tấn công vào Trân Châu Cảng. Cuộc tấn công dự định được chia làm hai đợt với 360 chiếc dành cho hai đợt tấn công, và 48 máy bay làm nhiệm vụ phòng thủ tuần tra chiến đấu trên không (CAP), kể cả chín chiếc của đợt thứ nhất quay về.
Đợt thứ nhất sẽ là đòn tấn công chủ lực, trong khi đợt thứ hai sẽ hoàn tất những công việc còn sót lại. Đợt thứ nhất mang theo phần lớn vũ khí, chủ yếu là ngư lôi, để tấn công các tàu chủ lực. Các phi công được lệnh phải chọn những mục tiêu có giá trị cao nhất có mặt tại Trân Châu Cảng để tấn công. Máy bay ném bom bổ nhào dùng để tấn công các mục tiêu trên mặt đất. Trong khi đó, Máy bay tiêm kích được yêu cầu phải bắn phá các sân bay và tiêu diệt số máy bay đậu trên mặt đất càng nhiều càng tốt nhằm đảm bảo chúng không thể cất cánh để phản công lại các máy bay ném bom, đặc biệt là trong đợt đầu tiên. Khi những máy bay tiêm kích bị cạn nhiên liệu, chúng sẽ được tiếp thêm nhiên liệu từ các tàu sân bay rồi quay trở lại chiến đấu. Những máy bay tiêm kích sẽ làm nhiệm vụ tuần tra chiến đấu trên không ở nơi cần thiết, đặc biệt là bên trên các sân bay Hoa Kỳ.
Để bảo đảm bí mật, đoàn tàu được lệnh đánh chìm mọi tàu bè của các nước trung lập mà nó gặp. Nếu gặp tàu Mỹ trước ngày 6 tháng 12 thì hủy bỏ cuộc hành quân quay trở về; trong ngày 6 thì tùy theo tình hình mà có quyết định thích hợp; còn trong ngày 7 thì tấn công tiêu diệt trong bất cứ tình huống nào. May mắn thay, đúng như kế hoạch đã dự tính, trong suốt cuộc hành hình hơn 10 ngày, "Kido Butai" không gặp một tàu bè nào khác trên đường đi. Trong khi đó, mỗi ngày nó đều nhận được những tin tức tình báo về tình hình Trân Châu Cảng và những chỉ thị cần thiết của Tư lệnh chiến dịch do đô đốc Isoroku Yamamoto phát đi từ hạm đội Liên hợp đang thả neo trong vịnh Hashirajima thuộc biển Nội Hải (Nhật Bản). Những tin tình báo ấy do tòa Tổng lãnh sự Nhật ở Honolulu điện về cho đô dốc Yamamoto theo những giờ quy định.
Sáng 6 tháng 12, khi đoàn tàu còn cách đảo Oahu 600 dặm về phía Bắc-tây Bắc, phó đô đốc Nagumo đã được đô đốc Yamamoto thông báo về chỉ thị của Thiên hoàng quyết định tiến hành chiến tranh với Hoa Kỳ. Đoàn tàu được tiếp nhiên liệu lần cuối cùng, các tàu chở dầu quay trở lại còn "Kido Butai" chuyển sang hướng Nam-Đông Nam, tăng tốc độ để tiến đến mục tiêu. Buổi trưa, đô đốc Yamamoto lại thông báo cho Nagumo rằng tại Trân Châu Cảng không có tàu sân bay Mĩ. Tin ấy làm cho trung tá Minoru Genda và một số nhân vật quan trọng khác của "Kido Butai" có phần thất vọng, nhưng nó không được Nagumo quan tâm vì ông vẫn luôn cho rằng các thiết giáp hạm mới là lực lượng chủ yếu của hải quân. Trước khi cuộc tấn công được thực hiện, hai máy bay trinh sát được phóng lên từ các tàu tuần dương để thám sát bên trên Oahu và báo cáo về thành phần và vị trí của hạm đội đối phương. Bốn chiếc máy bay thám sát khác sẽ tuần tra trong khu vực giữa Kido Butai và Niihau nhằm ngăn ngừa lực lượng đặc nhiệm khỏi bị phản công bất ngờ. Theo kế hoạch máy bay của hạm đội sẽ tiến công Trân Châu Cảng trước lúc rạng đông nhưng nhiều phi công đã than phiền về nguy cơ có thể gặp khi họ phải cất cánh lúc đêm tối. Bởi thế Genda cùng Bộ chỉ huy hạm đội đã quyết định lùi thời hạn xuất phát lại hai tiếng đồng hồ vào thời điểm mà họ cho là rất thuận lợi vì người Mỹ hết sức lơ là mất cảnh giác.
Trong khi đó, về phía Hoa Kỳ, ngày 26 tháng 11, vài giờ sau khi Lực lượng đặc nhiệm Z của Nhật rời khỏi vịnh Hitokapu, trung tá Wilfred Holmes, người chịu trách nhiệm theo dõi hoạt động của các chiến hạm Nhật đã mật báo về phòng tình báo hải quân Trân Châu Cảng rằng 6 tàu sân bay Nhật "vẫn còn ở trong nước". Nhưng kể từ lúc đó, ông ta hoàn toàn bị mất dấu vết của chúng, và các ngày sau đó đều báo cáo rằng "không có tin tức gì". Bằng giọng khôi hài, đô đốc Kimmel đã trách trưởng phòng tình báo của ông là trung tá Eward Layton:"Anh nghĩ sao, nếu như trong giờ phút này chúng xuất hiện ngay trên trước Đồi kim cương, còn anh thì không biết gì về chúng ? " Tuy vậy, Kimmel vẫn không có biện pháp nào để đề phòng các tàu sân bay mất tích này.

### Tàu ngầm
Các tàu ngầm hạm đội của Nhật Bản I-16, I-18, I-20, I-22 và I-24, mỗi chiếc mang theo một tàu ngầm con Kiểu A để chở đến vùng biển ngoài khơi Oahu. Năm chiếc tàu ngầm này rời Căn cứ hải quân Kure vào ngày 25 tháng 11 năm 1941, đi đến một vị trí cách lối vào Trân Châu Cảng 19 km (10 hải lý) rồi tung các tàu ngầm con ra lúc khoảng 01 giờ 00 giờ Hawaii sáng sớm ngày 7 tháng 12. Lúc 03 giờ 42 phút, chiếc tàu quét mìn USS Condor phát hiện kính tiềm vọng của một chiếc tàu ngầm bỏ túi ở phía Đông Nam của phao dẫn vào cảng và đã báo động cho chiếc tàu khu trục USS Ward. Con tàu ngầm bỏ túi này có thể đã lọt vào Trân Châu Cảng, nhưng Ward đã đánh chìm được một chiếc khác vào lúc 06 giờ 37 phút trong phát súng đầu tiên của Hoa Kỳ trong Chiến tranh thế giới thứ hai. Một chiếc tàu ngầm con khác ở phía Bắc đảo Ford đã bắn trượt tàu Curtiss với quả ngư lôi đầu tiên của nó rồi lại bắn trượt tàu khu trục Monaghan với quả ngư lôi còn lại trước khi bị Monaghan đánh chìm lúc 08 giờ 43 phút.
Chiếc tàu ngầm con thứ ba bị mắc cạn hai lần, một lần bên ngoài lối vào cảng và một lần nữa ở phía Đông của Oahu, nơi nó bị bắt giữ vào ngày 8 tháng 12. Thiếu úy Kazuo Sakamaki rời khỏi nó bơi lên bờ và trở thành tù binh chiến tranh người Nhật Bản đầu tiên trong Chiến tranh Thái Bình Dương. Chiếc thứ tư bị hư hại bởi cuộc tấn công bằng mìn sâu khiến thủy thủ đoàn phải bỏ tàu khi chưa bắn được quả ngư lôi nào. Viện Hải quân Hoa Kỳ vào năm 1999, sau khi đã tiến hành một cuộc phân tích các bức ảnh chụp cuộc tấn công, cho biết một tàu ngầm bỏ túi có thể đã bắn trúng một ngư lôi vào chiếc thiết giáp hạm USS West Virginia. Lực lượng Nhật Bản nhận được một liên lạc vô tuyến từ một tàu ngầm bỏ túi lúc 00 giờ 41 phút ngày 8 tháng 12 báo cáo đã gây hư hại cho một tàu chiến lớn bên trong Trân Châu Cảng. Số phận của chiếc cuối cùng này cho đến nay vẫn chưa được xác định.

### Nhật Bản tuyên chiến
Dù cuộc tấn công trên thực tế đã xảy ra trước khi có một lời tuyên chiến chính thức của Nhật Bản, Đô đốc Yamamoto ban đầu đã quy định rằng cuộc tấn công chỉ được thực hiện 30 phút sau khi Nhật Bản thông báo cho Hoa Kỳ rằng họ muốn chấm dứt các cuộc đàm phán về hòa bình. Bằng cách này, người Nhật cố gắng đồng thời duy trì các quy ước về chiến tranh trong khi vẫn đạt được yếu tố bất ngờ. Cho dù có những dự định như thế, cuộc tấn công đã được khởi sự trước khi bản thông điệp dài 5.000 từ này được chuyển giao. Tokyo truyền bức thông điệp đến Tòa đại sứ Nhật Bản (chia thành hai phần), mà cuối cùng thời gian truyền quá lâu để có thể kịp trao cho Hoa Kỳ đúng lúc, trong khi các chuyên viên mật mã Hoa Kỳ đã giải mã và dịch xong phần lớn bức thông điệp nhiều giờ trước khi Đại sứ Nhật Bản dự định trao bức thông điệp đó. Tuy được xem là một lời tuyên chiến, "bức thông điệp không hề tuyên bố chiến tranh hay ảnh hưởng đến quan hệ ngoại giao hai nước". Việc tuyên chiến chính thức chỉ được đăng tải trên trang đầu của các tờ nhật báo Nhật Bản trong số phát hành buổi chiều tối ngày 8 tháng 12.

### Đợt tấn công thứ nhất

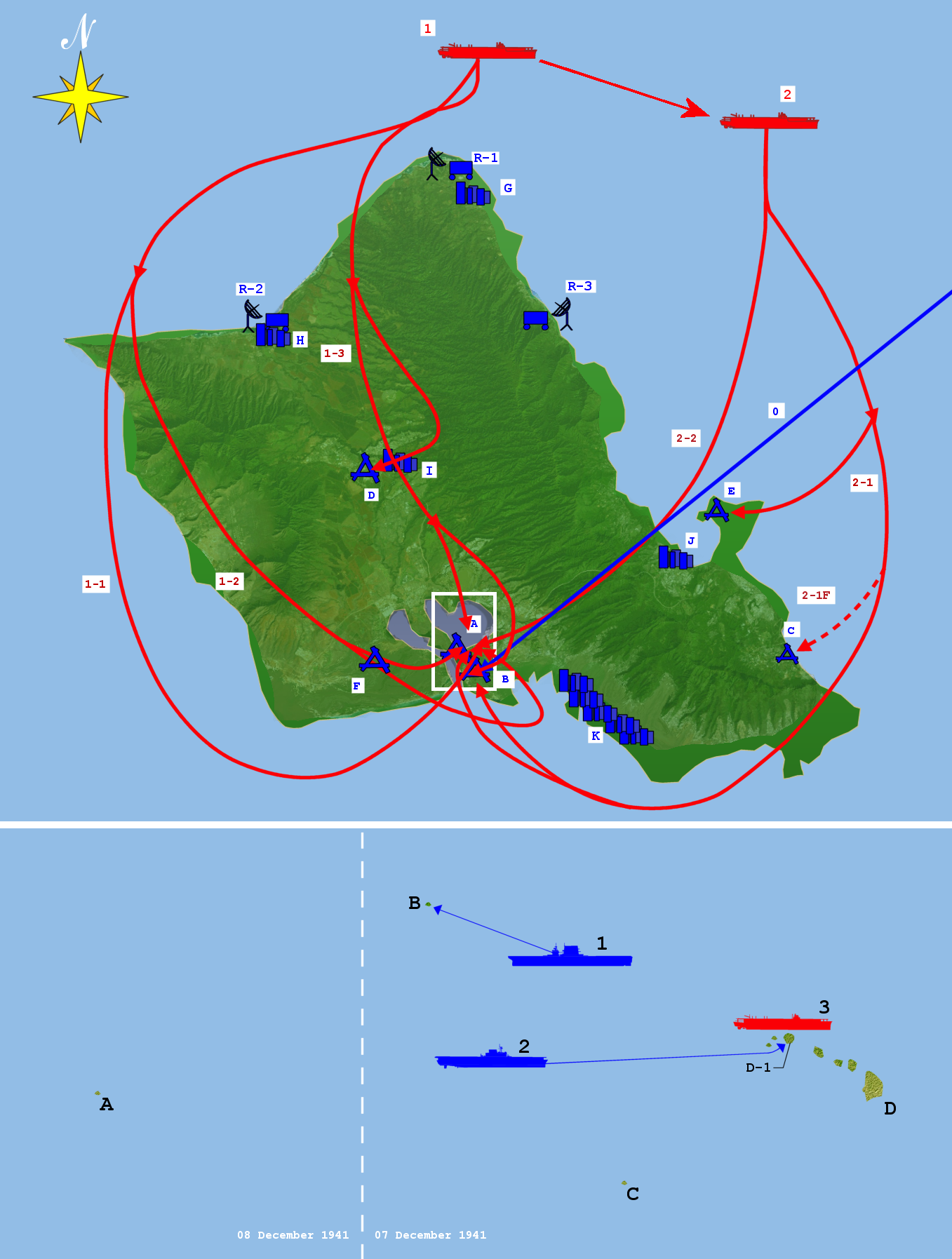
Quân Nhật tấn công làm hai đợt. Đợt thứ nhất bị radar Lục quân Hoa Kỳ phát hiện khi còn cách 136 hải lý nhưng nhầm chúng với những máy bay ném bom Không lực Hoa Kỳ đến từ lục địa
Bên trên:
A. Căn cứ không lực hải quân Ford Island B. Sân bay Hickam C. Sân bay Bellows D. Sân bay Wheeler Field
E. Căn cứ không lực hải quân Kaneohe F. Ewa MCAS R-1. trạm radar Opana R-2. trạm radar Kawailoa R-3. trạm radar Kaaawa
G. Haleiwa H. Kahuku I. Wahiawa J. Kaneohe K. Honolulu
0. B-17 đến từ lục địa 1. Đợt tấn công thứ nhất 1-1. máy bay ném bom bay ngang 1-2. máy bay ném ngư lôi 1-3. máy bay ném bom bổ nhào 2. Đợt tấn công thứ hai 2-1. máy bay ném bom bay ngang 2-1F. máy bay tiêm kích 2-2. máy bay ném bom bổ nhào
Bên dưới:
A. Đảo Wake B. Đảo Midway C. Đảo Johnston D. Hawaii
D-1. Oʻahu 1. USS Lexington 2. USS Enterprise 3. Lực lượng Đặc nhiệm Nhật Bản

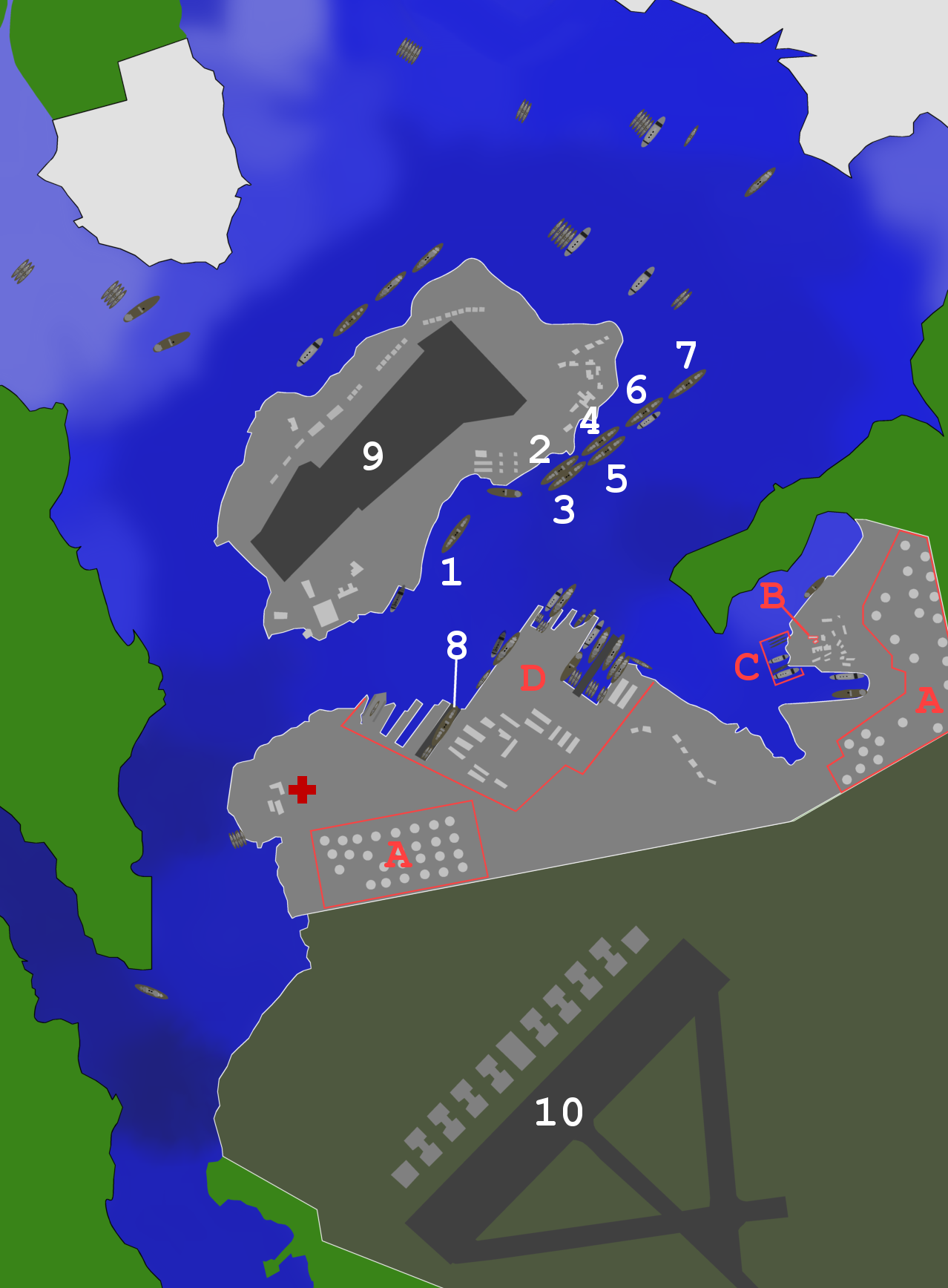
<21 ft
22-23 ft
29 ft
30-32 ft
33-34 ft
34-35 ft
36-37 ft
38-39 ft
40-41 ft
42-48 ft
>49 ft
Thành phố
Căn cứ quân sự
Căn cứ hải quân Các mục tiêu bị tấn công:
1: USS California
2: USS Maryland
3: USS Oklahoma
4: USS Tennessee
5: USS West Virginia
6: USS Arizona
7: USS Nevada
8: USS Pennsylvania
9: Căn cứ không lực hải quân đảo Ford
10: Sân bay Hickam
Các mục tiêu cơ sở hạ tầng bị bỏ qua:
A: Kho chứa dầu
B: Toà nhà sở chỉ huy CINCPAC
C: Căn cứ tàu ngầm
D: Xưởng đóng tàu hải quân

Rạng ngày 7, Nagumo ra lệnh chuyển đội hình hành quân thành đội hình chiến đấu. Đúng 3 giờ 30 lệnh báo thức phát ra, tất cả thành viên của "Kido Butai", chuẩn bị sẵn sàng chiến đấu. Đó là lúc đoàn tàu đã đến địa điểm quy định và thả neo ở vị trí này, cách Trân Châu Cảng hơn 200 dặm về phía Bắc. Mặc dù đã được thông báo chính thức rằng hạm đội Thái Bình Dương của Mĩ hiện đang tập trung ở Trân Châu Cảng, Nagumo vẫn quyết định kiểm tra lại một lần nữa. Lúc 5 giờ 30, ông ra lệnh cho 4 máy bay trinh sát bay đi quan sát: 2 chiếc đến Trân Châu Cảng, 2 chiếc kia đến cảng Lahaina trên đảo Maui.
Dưới ánh sáng mờ nhạt của buổi bình minh, sóng biển vỗ mạnh, tàu nghiêng hơn 12 độ. Thông thường nếu tàu nghiêng hơn 5 độ, máy bay không được cất cánh. Nhưng hôm nay quy định này đã bị bỏ qua. Đúng 6 giờ, tham mưu trưởng Lực lượng đặc nhiệm là phó đô đốc Kusaka hạ lệnh kéo lên lá cờ có chữ Z trên tàu sân bay - kì hạm Akagi để làm hiệu lệnh chiến đấu. Đó là lá cờ mà đô đốc Togo đã dùng trong trận hải chiến Tsushima đánh chìm hạm đội Nga hoàng năm 1905. Tư lệnh hành quân, trung tá Mitsuo Fuchida mặc sơmi đỏ, quấn ngang đầu một tấm băng trắng để biểu thị tinh thần quyết tử của truyền thống võ sĩ đạo, bước vào buồng lái chiếc máy bay ném bom cùng với viên phi công và hiệu thính viên của mình. Trên đường băng của 6 tàu sân bay, các máy bay của đợt tiến công đầu tiên đã sẵn sàng cất cánh. Đợt tấn công thứ nhất gồm 183 máy bay được phóng lên ở phía Bắc Oʻahu, do Đại tá Mitsuo Fuchida chỉ huy. Sáu máy bay không thể cất cánh do trục trặc kỹ thuật. Chúng bao gồm:
- Nhóm thứ nhất (mục tiêu: các thiết giáp hạm và tàu sân bay)[65]
  - 50 máy bay ném ngư lôi Nakajima B5N trang bị bom xuyên thép 800 kg (1.760 lb), được tổ chức thành bốn đội
  - 40 máy bay ném ngư lôi B5N trang bị ngư lôi Kiểu 91, cũng được tổ chức thành bốn đội
- Nhóm thứ hai — (mục tiêu: Đảo Ford và căn cứ không quân Wheeler).
  - 54 máy bay ném bom bổ nhào Aichi D3A trang bị bom đa dụng 250 kg (550 lb).
- Nhóm thứ ba — (mục tiêu: máy bay tại các sân bay ở đảo Ford, căn cứ không quân Hickam, căn cứ không quân Wheeler, Barber’s Point và Kaneohe).
  - 45 máy bay tiêm kích Mitsubishi A6M để kiểm soát trên không và bắn phá.[64]

Đúng 6 giờ 20, lệnh xuất kích được ban ra. Chỉ trong khoảnh khắc, trong tiếng gầm rú kinh khủng, 183 máy bay chiến đấu, theo trình tự định sẵn lao vút lên trời theo những đội hình chữ "V" nối tiếp nhau ào ạt tiến với tốc độ 125 hải lý/giờ. Toàn bộ số máy bay này đã cất cánh trong vòng chưa tới 15 phút – một kỷ lục – và chỉ có một chiếc chiến đấu cơ Zero bị rơi do tai nạn.
Mãi đến 7 giờ 35, các máy bay trinh sát mới điện về "Kido Butai":Hạm đội địch không có ở Lahaina.
Và một lát sau: 
| “ | Hạm đội địch đang ở Trân Châu Cảng ! | ” |
|   |                                      |   |

Khi đợt máy bay tấn công thứ nhất tiến đến gần Oʻahu, một trạm radar SCR-270 của Lục quân Hoa Kỳ đặt tại Opana Point gần mũi cực Bắc của hòn đảo (một vị trí chưa đưa vào hoạt động, đang trong giai đoạn huấn luyện được vài tháng) phát hiện ra chúng và phát đi lời cảnh báo. Dù những người vận hành radar báo cáo rằng sóng dội của một mục tiêu lớn chưa từng thấy; một viên sĩ quan chưa được huấn luyện tại một Trung tâm Thông tin vừa được đưa vào vận hành một phần, Trung úy Kermit A. Tyler, đoán chừng rằng đó là do sự có mặt của sáu chiếc máy bay ném bom B-17 đang được dự định sẽ bay đến. Hướng mà những chiếc máy bay bay đến khá gần (hai hướng bay vào chỉ lệch nhau vài độ), trong khi những người vận hành chưa từng thấy một đội hình lớn như vậy trên radar; họ đã thờ ơ không báo cho Tyler về kích cỡ, trong khi Tyler, vì những lý do an ninh, không thể báo cho họ biết những chiếc B-17 đang sắp đến (dù điều này được biết một cách rộng rãi).
Nhiều máy bay Hoa Kỳ bị bắn rơi khi đợt tấn công đầu tiên tiến vào đất liền, và ít nhất một chiếc qua radio đã phát đi lời cảnh báo dù không được mạch lạc. Các lời cảnh báo khác, xuất phát từ những chiếc tàu bên ngoài lối vào cảng, vẫn còn đang được xử lý hoặc chờ đợi để được xác nhận khi những chiếc máy bay tấn công bắt đầu ném bom và bắn phá. Dù sao, vẫn không rõ là những lời cảnh báo này có đem lại hiệu quả thiết thực nào hay không ngay cả khi chúng được hiểu đúng đắn và kịp thời hơn. Có thể thấy điều đó qua kết quả mà quân Nhật đạt được tại Philippines về cơ bản giống như tại Trân Châu Cảng, cho dù tướng MacArthur có đến gần chín giờ báo động rằng quân Nhật đã tấn công Trân Châu Cảng, và đã có các chỉ thị đặc biệt để tiến hành các hoạt động trước khi đối phương thực sự tấn công sở chỉ huy của ông.
Từ độ cao 3500 m, đoàn máy bay Nhật bay giữa một biển mây dày dặc tưởng chừng như vô tận khiến các phi công không tránh khỏi lo lắng. Sau gần một giờ bay, Fuchida ra lệnh cho hiệu thính viên dò bắt sóng của dài phát thanh Honolulu để ông theo đó mà xác định hướng bay của phi đoàn. Cũng nhờ thông tin bắt được qua sóng, Fuchida biết được tình hình thời tiết vùng trời Hawaii nhiều mây riêng tại Oahy mây thưa thớt; khu vực Trân Châu Cảng hoàn toàn trong sáng đúng với mong muốn của Fuchida. Lúc 7 giờ 40 phút, Fuchida mừng rỡ nhận ra bầu trời quả nhiên không còn mây mù. Đúng theo kế hoạch, Fuchida cho toàn phi đoàn lượn theo bờ biển phía Tây Bắc đảo để tiếp cận mục tiêu. Qua ống nhòm, toàn cảnh Trân Châu cảng đã hiện ra dưới mắt Fuchida với đầy đủ 8 thiết giáp hạm xếp hàng thẳng tắp. Chiếc Oklahoma đứng cạnh Maryland, sau đó là chiếc West Virginia bên chiếc Tennesse, tiếp đến chiếc Arizona đứng cạnh chiếc tàu công xưởng mang tên Vestal, chiếc Nevada đứng cuối hàng, còn chiếc California dẫn đầu đứng chếch hàng một chút. Cách một quãng về phía trước là kì hạm của hạm đội, chiếc Pensylvania có hai khu trục hạm hộ tống. Ngoài ra còn nhiều tuần dương hạm và khu trục hạm khác nhưng không có tàu sân bay nào. Cả một hạm đội lớn chưa từng thấy đã gây cho các phi công Nhật một ấn tượng rất mạnh.
Phần không kích của cuộc tấn công vào Trân Châu Cảng bắt đầu lúc 7 giờ 48 phút sáng giờ Hawaii (3 giờ 18 phút sáng ngày 8 tháng 12 giờ tiêu chuẩn Nhật Bản, như ghi nhận trên các con tàu thuộc Bộ đội cơ động), bằng việc tấn công vào Kaneohe. Tổng cộng có 353 máy bay Nhật Bản gồm hai đợt bay đến được đến Oʻahu. Để phát lệnh tấn công, Fuchida đã phát đi mật mã "To... To... To..." với một phát súng bắn pháo hiệu màu đen, đây là hiệu lệnh tấn công trong điều kiện địch quân đã bị bất ngờ. Theo đúng dự kiến, 40 máy bay phóng ngư lôi của trung tá Shigeharu Murata hạ thấp xuống lượn về Trân Châu cảng. 49 máy bay do Fuchida chỉ huy bắt đầu triển khai theo hướng đó để sẵn sàng nhập cuộc. Đoàn máy bay ném bom bổ nhào tách làm hai nhóm: 25 chiếc của trung tá Akira Sakamoto đến sân bay Wheeler, căn cứ máy bay tiêm kích chủ yếu của Không lực Lục quân Hoa Kỳ còn 26 chiếc do trung tá Kakuichi Takahasi chỉ huy thì đến Trân Châu cảng và sân bay Hickam gần đó. Nhưng nhóm chiến đấu cơ 43 chiếc do trung tá Shigeru Itaya chỉ huy lại không triển khai được đội hình do không nhìn thấy pháo hiệu. Fuchida buộc phải bắn thêm phát pháo hiệu nữa. Các phi công lái máy bay ném bom bổ nhào trông thấy cho rằng pháo hiệu thứ hai này có nghĩa là tính bất ngờ đã mất nên họ thực hiện theo phương án hai dự phòng là bổ nhào ném bom xuống các sân bay làm cho kế hoạch bị xáo trộn vì các máy bay phóng ngư lôi và ném bom bổ nhào đã hành động cùng một lúc. Đúng 7 giờ 53 phút, ngay trước khi trái bom đầu tiên rơi xuống Trân Châu cảng, Fuchida đánh đi mật mã thứ hai "Tora... Tora... Tora... ". Mật mã này có nghĩa là cuộc tấn công đã được đảm bảo hoàn toàn bất ngờ. 171 máy bay trong đợt thứ hai tấn công các sân bay Bellows Field của Không lực Hoa Kỳ gần Kaneohe ở rìa phía Đông của hòn đảo và Ford Island. Chỉ có khoảng một chục chiếc P-36 Hawk và P-40 Warhawk đối đầu với lực lượng Nhật Bản.
Thủy thủ trên những con tàu chiến Hoa Kỳ tỉnh giấc do tiếng báo động, bom nổ và tiếng súng; buộc những con người còn đang ngái ngủ vội vã mặc quần áo và lao đến các vị trí trực chiến. Bức điện nổi tiếng "Air raid Pearl Harbor. This is not drill" (Trân Châu Cảng bị không kích. Đây không phải là diễn tập), được gửi từ sở chỉ huy Không đoàn Thám sát 2, là vị chỉ huy cao cấp đầu tiên tại Hawaii trả lời. Những người phòng thủ hoàn toàn không được chuẩn bị. Các kho đạn còn đang bị khóa lại, máy bay đậu sát cánh lại với nhau ngoài bãi đậu để ngăn ngừa phá hoại, các khẩu pháo không có người (không có khẩu pháo 5 inch/38 nào của hải quân và chỉ có một phần tư số súng máy hoạt động, và chỉ có ba trong tổng số 31 khẩu đội Lục quân đi vào hoạt động). Cho dù với tình huống như vậy và tình trạng báo động thấp, nhiều quân nhân Hoa Kỳ đã phản ứng một cách hiệu quả trong trận đánh. Thiếu úy Joe Taussig đã đưa chiếc thiết giáp hạm USS Nevada của anh khởi hành từ tình trạng lạnh máy trong quá trình cuộc tấn công. Một trong các tàu khu trục, chiếc USS Aylwin, di chuyển chỉ với bốn sĩ quan trên tàu, tất cả đều là Thiếu úy và không ai trong số họ có thâm niên phục vụ nhiều hơn một năm; nó hoạt động ngoài biển được bốn ngày trước khi sĩ quan chỉ huy của nó tìm cách lên được tàu. Thuyền trưởng Mervyn Bennion, người chỉ huy chiếc thiết giáp hạm USS West Virginia (soái hạm của Kimmel), đã lãnh đạo người của ông cho đến khi bị trúng phải mảnh bom từ một quả bom phát nổ trên chiếc thiết giáp hạm USS Tennessee thả neo bên cạnh.
Sự dũng cảm được thể hiện ở nhiều nơi khác. Tổng cộng đã có 14 sĩ quan và thủy thủ được trao tặng Huân chương Danh dự. Sau này, một phần thưởng quân sự đặc biệt, Huy chương Tưởng niệm Trân Châu Cảng, đã được đặt ra và tưởng thưởng cho mọi cựu quân nhân từng tham gia trong cuộc tấn công này.

### Đợt tấn công thứ hai
Đúng 7 giờ 15, các máy bay của đợt tấn công thứ hai dưới sự chỉ huy của Trung tá Shigekazu Shimazaki bắt đầu cất cánh bao gồm 171 máy bay: 54 chiếc B5N, 81 chiếc D3A và 36 chiếc A6M. Bốn máy bay đã không thể cất cánh do gặp trục trặc kỹ thuật. Thành phần và mục tiêu của đợt tấn công này là:
- Nhóm thứ nhất: 54 chiếc B5N trang bị bom đa dụng 250 kg (550 lb) và 55 kg (120 lb)[65]
  - 27 chiếc B5N – mục tiêu: kho và máy bay tại các sân bay Kaneohe, đảo Ford và Barber's Point.
  - 27 chiếc B5N – mục tiêu: kho và máy bay tại sân bay Hickam.
- Nhóm thứ hai (mục tiêu: các tàu sân bay và tuần dương hạm).
  - 81 chiếc D3A trang bị bom đa dụng 250 kg (550 lb), được tổ chức thành bốn đội.
- Nhóm thứ ba (mục tiêu: máy bay tại các sân bay Ford Island, Hickham Field, Wheeler Field, Barber’s Point, Kaneohe)
  - 36 chiếc A6M để phòng thủ và bắn phá.

Đợt tấn công thứ hai được chia làm ba nhóm. Một nhóm được giao nhiệm vụ tấn công Kāneʻohe, số còn lại tập trung vào Trân Châu Cảng. Các nhóm tấn công tách rời đã bay đến địa điểm tấn công hầu như đồng thời từ nhiều hướng khác nhau.

### Tấn công các chiến hạm

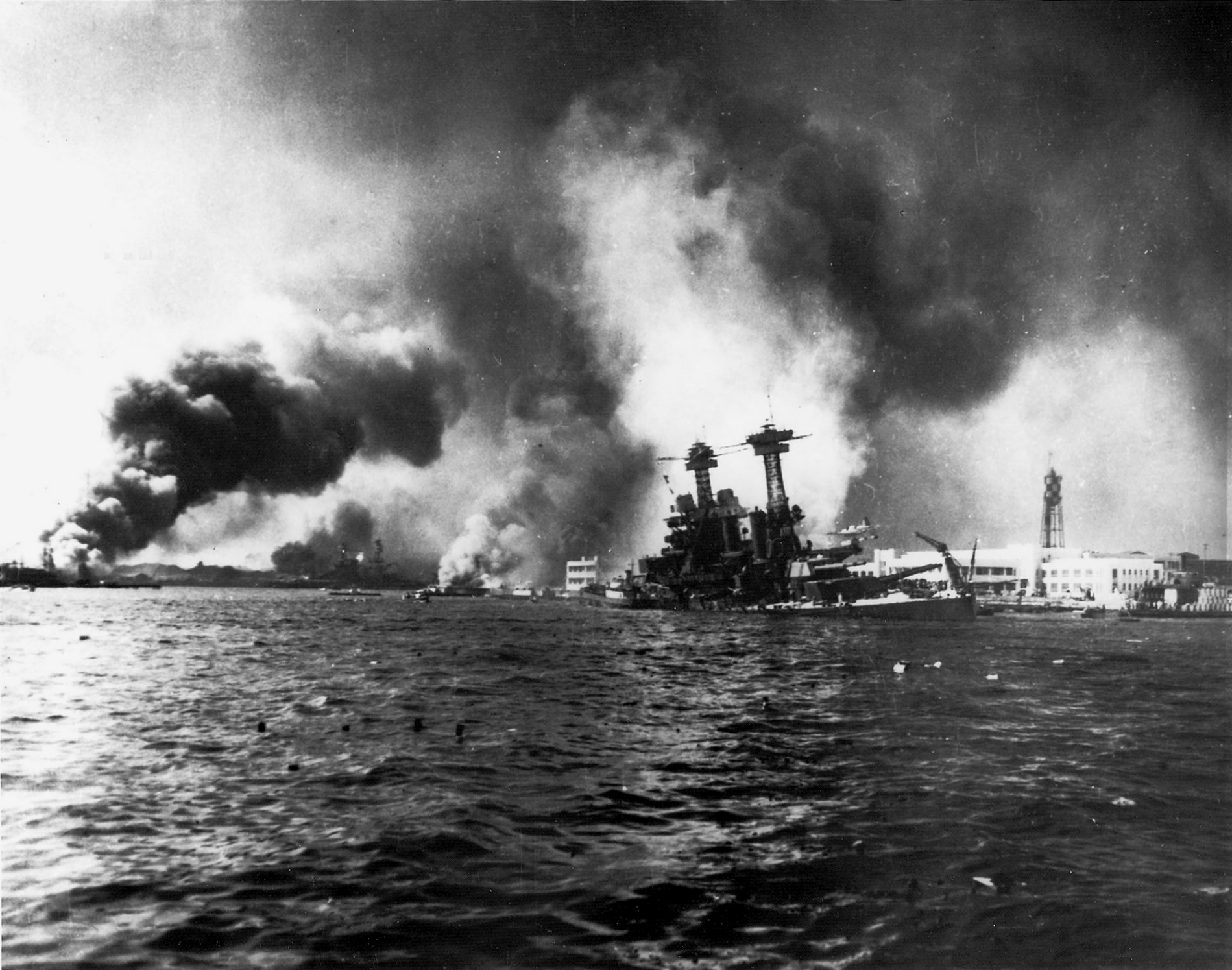
Thiết giáp hạm USS California đang chìm

Hai quả ngư lôi đầu tiên đã đánh trúng thiết giáp hạm Oklahoma. Hai giây sau, thêm 2 quả nữa đập mạnh vào sườn tàu và nổ tung. Nước tràn vào, tàu nghiêng 30 độ. Phó hạm trưởng Ken Worthy ra lệnh đóng kín các của sập, ngăn không cho nước tràn vào các khoang khác. Tàu không bị chìm ngay, nhưng nước vẫn vào. Vài phút sau nó lại nhận thêm một chùm bom nữa. Loạt ngư lôi tiếp theo đánh trúng chiếc USS Utah, vốn là một thiết giáp hạm đã 33 năm đi biển, nay được tháo bỏ mọi vũ khí để trở thành chiếc tàu bia dành cho huấn luyện. Tiếp đó các thiết giáp hạm West Virginia và California bắt đầu bị trúng ngư lôi riêng 
thiết giáp hạm California trúng phải hai bom và hai ngư lôi. Khói đen cuồn cuộn bốc lên từ nhũng chiếc tàu bị ngư lôi đánh trúng. người Mỹ cho rằng, độ sâu của vịnh biển chỉ 10m không thể phóng ngư lôi được, cho nên họ chỉ đề phòng máy bay ném bom và tàu ngầm mà không thả lưới ngăn ngư lôi quanh các chiến hạm. Giờ đây, họ đã phải bất ngờ chứng kiến phát minh mới của người Nhật về cách dùng ngư lôi ở vùng biển nông: cho máy bay bay sát mặt biển với tốc độ chậm để phóng ra những quả ngư lôi lướt trên mặt nước với tốc độ cũng rất chậm, chỉ khoảng 30-40 hải lý/giờ.
Đến lúc 8 giờ, tin về cuộc tấn công Trân Châu cảng mới được báo về Washington và các hạm tàu trên biển. Hỏa lực phòng không từ các chiến hạm và trên bờ bắn lên mỗi lúc một mạnh. Trên nhiều chiến hạm, người ta buộc phải phá cửa các hầm chứa vũ khí đạn dược vì không có thời gian để tìm chìa khóa. Những đám khói đen, trắng của đạn phòng không nổ tung trên nền trời xanh mỗi lúc một thêm dày đặc, gây khó khăn cho các phi công Nhật. Hỏa lực phòng không tuy rất mạnh nhưng lại thiếu tổ chức, nên kết quả bị hạn chế. Trong lúc hoảng loạn, người ta đã lắp cả đạn huấn luyện vào pháo phòng không để vạch lên trời những đường đạn vô ích. Tám phút sau khi bị quả ngư lôi đầu tiên đánh trúng thiết giáp hạm Oklahoma đã bị lật nhào. Nước tràn qua những chiếc cửa sập không thể đóng lại được nữa. Hơn 400 sĩ quan và thủy thủ mắc kẹt bên trong chết chìm cùng với tàu. Các cột buồm nằm dưới nước, trên mặt biển chỉ còn nhô lên mạn bên phải và một phần của sống tàu. Tiếp theo đó, thêm một loạt bom và ngư lôi đánh trúng chiếc California khiến nó bốc cháy dữ dội và chìm tại chỗ chỉ còn nhô mấy cột buồm lên khỏi mặt nước.
Chiếc Arizona bị ngư lôi đánh hụt, nhưng các máy bay ném bom đã rót trúng nó 5 trái bom cùng một lúc. Một trong 5 trái đó chui vào ống khói xuống bên dưới nổ ngay ở hầm chứa đạn. Chiếc tàu phát nổ long trời lở đất với một cột khói và lửa cao 300m rồi gãy làm đôi trong 9 phút. Cả hai phần tàu chúi xuống biển rồi từ từ chìm dần làm 1.102 người chết theo tàu. Trong số các tổn thất về nhân mạng về phía Hoa Kỳ, gần một nửa là do vụ nổ hầm đạn phía trước của chiếc thiết giáp hạm USS Arizona sau khi nó bị trúng phải một quả bom 40 cm (16 inch) cải biến. Trên mặt nước, hàng ngàn người bơi khỏi các tàu đang cháy, định vào bờ đảo Ford nhưng mặt nước bị ngập dầu dày hơn 3 phân, bắt cháy như một biển lửa. Phần đông những người nhảy xuống nước đều chết cháy.

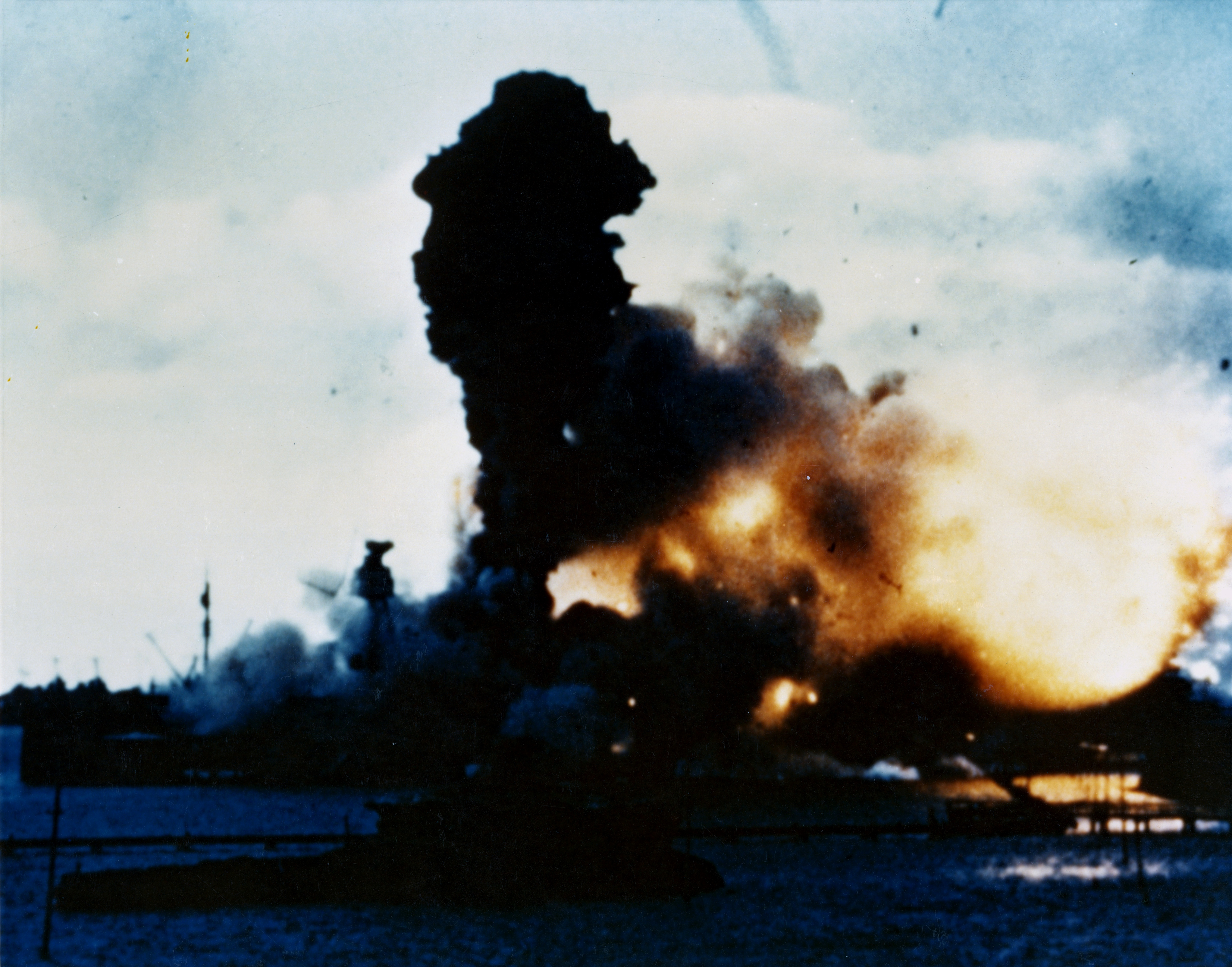
Thiết giáp hạm USS Arizona nổ tung

Từ trên không nhìn xuống, nhiều phi công Nhật lầm tưởng chiếc Utah là một tàu sân bay, vì nó đậu riêng một chỗ ở bờ bên kia đảo Ford và có mặt boong trống trải. Do đó khoảng nửa tá máy bay Nhật đã lao vào tấn công liên tục chiếc tàu bia không có vũ khí tự vệ này. Lúc 8 giờ 12 phút, chiếc Utah bị lật úp. Giống như chiếc Maryland đã bị thương sau khi chiếc Oklahoma đậu bên ngoài nó bị đánh chìm, chiếc Tennessee bắt đầu bị trúng bom và ngư lôi sau khi chiếc West Virginia không còn đứng bên để che cho nó nữa. Còn Nevada là chiếc tàu duy nhất dứng cuối hàng các thiết giáp hạm, phơi mình chịu hỏa lực máy bay Nhật. Một quả ngư lôi đánh trúng mũi tàu làm nó hơi chúi xuống và một quả bom rơi trúng boong phía mạn tàu. Mặc dù bị thương, nhưng các bộ phận điều khiển và vô tuyến điện trên tàu vẫn còn tốt. Một sĩ quan đã nhận lấy quyền chỉ huy trong khi vắng hạm trưởng để đưa tàu chạy thoát ra biển. Thông thường, muốn cho thiết giáp hạm di chuyển, cần phải có hai giờ rưỡi để khởi động các nồi hơi và sử dụng 4 tàu kéo. Lần này may mắn là một nồi hơi của tàu đã được khởi động từ sáng sớm để thử máy, nhờ đó tàu có thể rời cảng sau 45 phút kể từ lúc máy bay Nhật bắt đầu tấn công. Nhờ sự chỉ dẫn luồng lạch của viên thuyền trưởng một tàu cuốc đậu tại lối ra vào cảng, chiếc Nevada vừa chạy vừa chiến đấu và khéo léo xoay chuyển trong bến cảng chật chội đầy khói lửa để tránh bom và ngư lôi. Hai tàu kéo được phái đến giúp thiết giáp hạm này đi vào luồng lạch.
8 giờ 50 phút, các máy bay của đợt tấn công thứ hai tiếp cận Oahu theo hướng ngược với đợt 1: vòng qua bờ đông của đảo để tiến tới mục tiêu. Với sự yểm trợ của 36 chiến đấu cơ, 54 máy bay ném bom độ cao hướng tới các sân bay và 78 máy bay ném bom bổ nhào do trung tá Takashige Egusa chỉ huy ập đến Trân Châu Cảng. 8 giờ 55, Shimazaki hạ lệnh tấn công, nhưng khói lửa mịt mù và hỏa lực phòng không cực mạnh đã làm cho các phi công mới nhập cuộc khó có thể ném bom chính xác. Fuchida ra lệnh cho các máy bay đợt 1 quay trở về còn mình thì nhập vào đợt 2, lập tức bắt liên lạc với Shimazaki để chỉ dẫn và giao nhiệm vụ cho các phi công mới tới. Các máy bay ném bom bổ nhào của Egusa đã nhanh chóng xác định được mục tiêu của mình: đánh tiếp vào các thiết giáp hạm còn lại và tấn công các tuần dương hạm, khu trục hạm.
Từ trên không nhìn qua màn khói, các phi công Nhật vẫn thấy rõ chiếc Nevada đang di chuyển. Khi thiết giáp hạm đã tiến vào luồng lạch, máy bay Nhật đã dồn dập tấn công nhằm đánh chìm nó để bịt kín lối ra vào Trân Châu Cảng. Thêm 6 quả bom rơi trúng tàu làm tung lên trời chiếc cầu gần ống khói và những cấu trúc phía trước. Tuy vậy chiếc Nevada vẫn ngoan cường bắn trả mãnh liệt và tiếp tục tiến lên. Nhưng đến 9 giờ 10 phút thì tàu bị mắc cạn ngay gần lối ra vào cảng. Nhờ đó, viên hạm trưởng mới đuổi kịp và leo lên mạn tàu, nhận lại trách nhiệm chỉ huy của mình. Trong suốt trận đánh, trên chiếc Nevada có 50 người tử trận và hơn 100 người khác bị thương. Nhưng các thủy binh dũng cảm đã giữ cho con tàu của mình không bị đánh chìm.

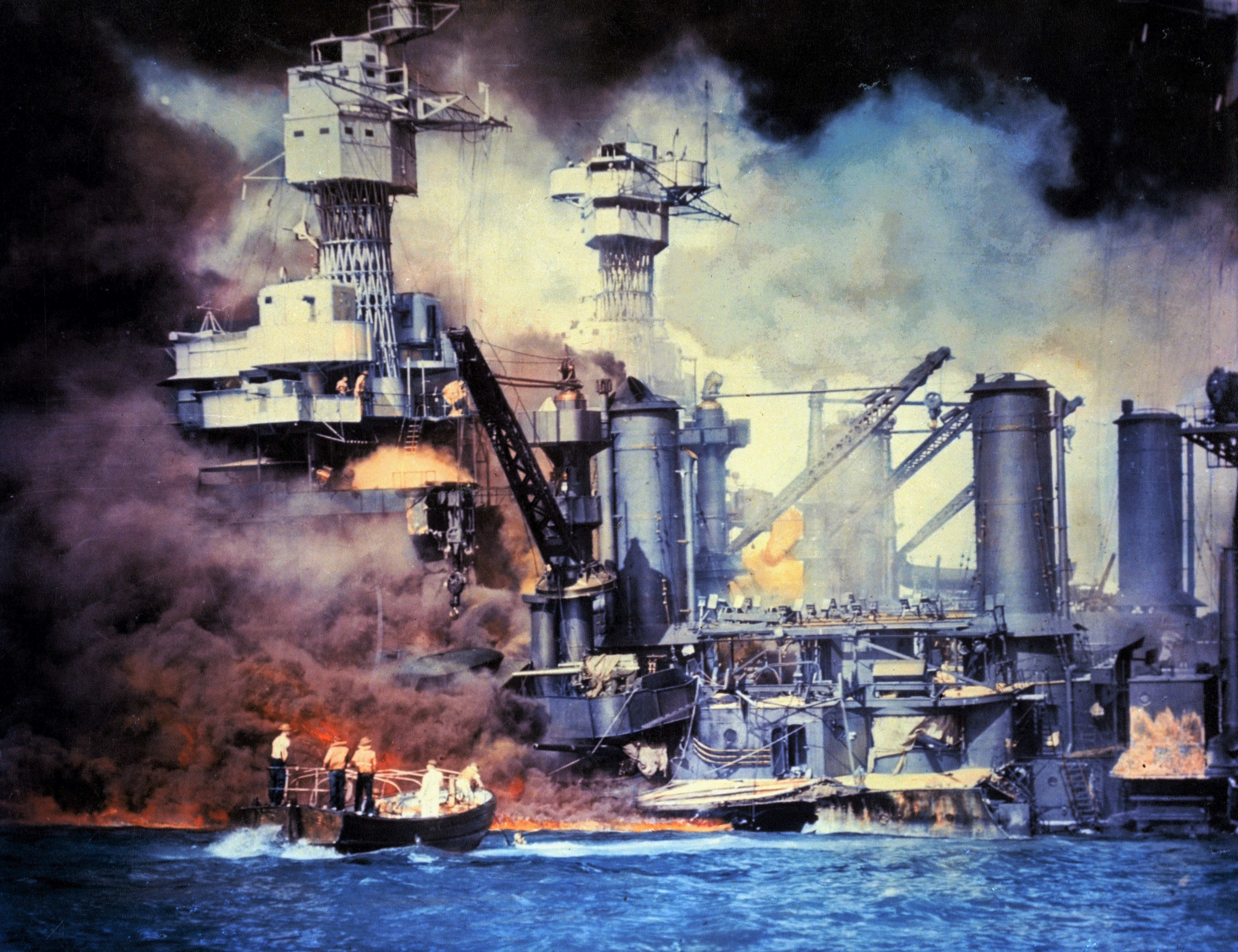
Một chiếc thuyền nhỏ cứu một thủy thủ từ Thiết giáp hạm USS West Virginia, khi tàu này bốc cháy và đang chìm. Phía sau là tàu USS Tennessee (BB-43)

Thiết giáp hạm Pennsylvania, kì hạm của hạm đội, với hai khu trục hạm đứng sát hai bên cùng đậu ở ụ tàu. Nước trong ụ tàu đã được hút ra, các chiến hạm được hạ xuống và nhũng tấm chắn cao của ụ tàu khô đã che chở cho các chiến hạm bên trong thoát khỏi đòn giáng của ngư lôi Nhật. Nhưng những tấm chắn đó lại cản trở tầm nhìn của các xạ thủ phòng không trên tàu, khiến họ không thể thấy máy bay địch từ xa và luôn bị tấn công bất ngờ. Nhận ra điều đó, một công nhân lái chiếc cần cẩu chạy trên đường ray dọc theo tấm chắn ụ tàu tên là George Walters đã quyết định đóng góp phần mình vào việc bảo vệ các chiến hạm. Ngồi trên buồng lái cần cẩu ở độ cao 15m, Walters theo dõi các máy bay địch tiến đến ụ tàu và cho cần cẩu di động về hướng có máy bay. Các xạ thủ nhận ra ý nghĩa của hành động này đã hướng mũi súng theo chiếc cần cẩu để kịp thời bắn chặn máy bay địch, hạn chế độ chính xác của các trận mưa bom. Nhờ vậy, mặc dù cả hai khu trục hạm cùng chiếc cần cẩu có người công nhân dũng cảm ấy bị bom phá hủy tan tành, thiết giáp hạm Pennsylvania chỉ bị hư hỏng không nặng lắm. Theo nhận định của Fuchida, các máy bay của đợt 2 đã lao vào tấn công những chiến hạm có hỏa lực phòng không mạnh nhất bởi vì những chiến hạm này đã bị tổn thất ít hơn trong đợt tấn công thứ nhất.
Thiết giáp hạm USS West Virginia trúng phải bảy ngư lôi, quả thứ bảy xé rách bánh lái của nó. Trong giây lát, chiếc West Virginia bốc cháy và chìm xuống biển khi vẫn giữ thăng bằng. Thiết giáp hạm USS Oklahoma trúng phải bốn ngư lôi, hai quả cuối cùng chạm đích phía trên đai giáp bảo vệ làm cho nó bị lật úp. Thiết giáp hạm USS Maryland trúng phải hai quả đạn 40 cm được cải biến, nhưng không bị hư hại nghiêm trọng. 

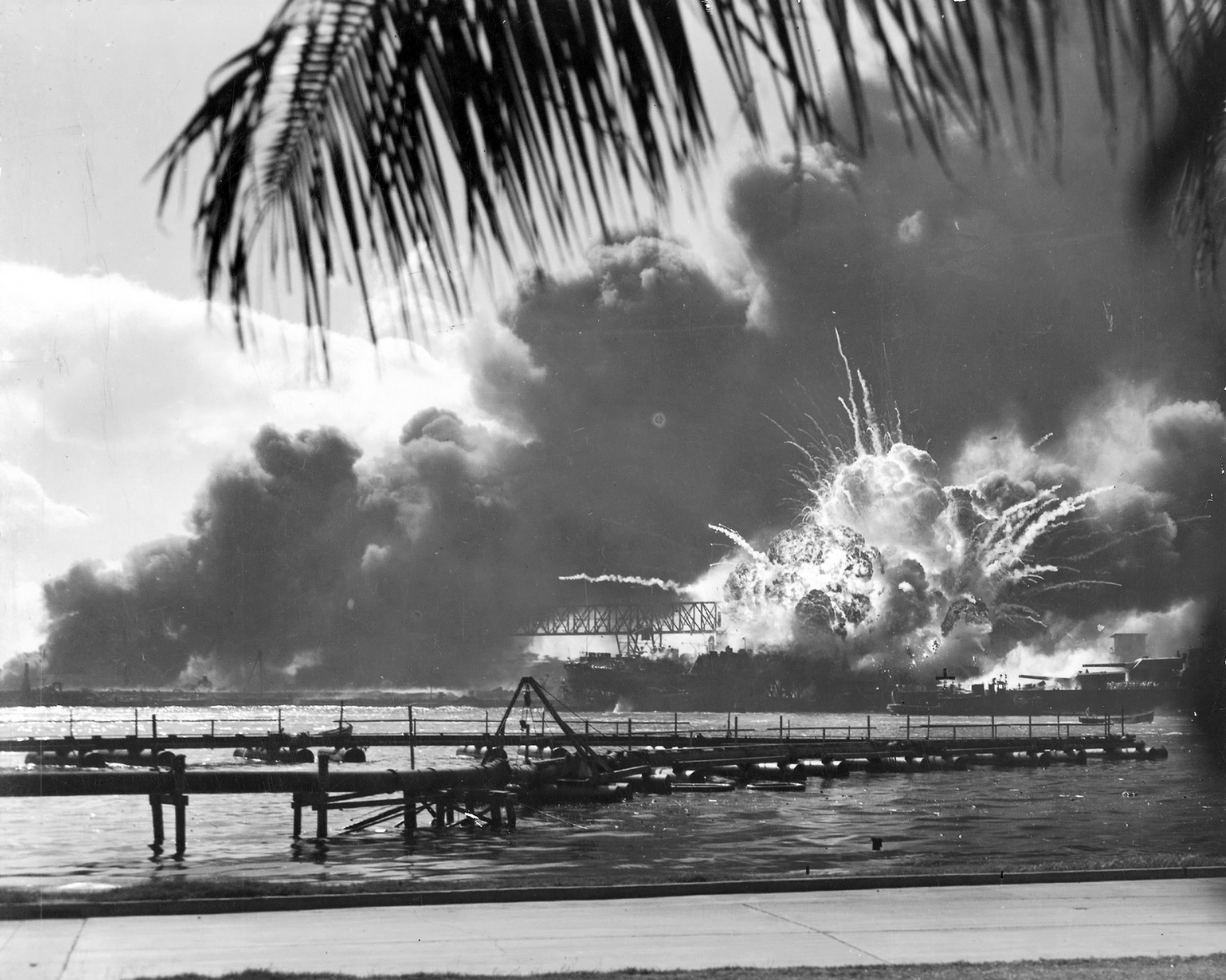
Tàu khu trục USS Shaw nổ tung sau khi hầm đạn phía trước của nó bị đánh trúng

Mặc dù quân Nhật tập trung vào các tàu chiến lớn quan trọng nhất, họ cũng không bỏ qua các mục tiêu khác. Tàu tuần dương hạng nhẹ USS Helena bị trúng ngư lôi, và sự rung chuyển của vụ nổ đã làm lật úp chiếc tàu thả mìn USS Oglala kế cận. Hai tàu khu trục đang nằm trong ụ tàu bị phá hủy khi bom xuyên trúng bồn chứa nhiên liệu của chúng. Nhiên liệu bị rò rỉ đã bắt lửa, và nỗ lực dập lửa bằng cách làm ngập ụ tàu đã khiến dầu đang bốc cháy dâng cao thiêu rụi con tàu. Tàu tuần dương hạng nhẹ USS Raleigh bị thủng một lỗ bởi ngư lôi. Tàu tuần dương hạng nhẹ USS Honolulu bị hư hại nhưng vẫn tiếp tục hoạt động. Tàu khu trục USS Cassin bị lật úp, còn tàu khu trục USS Downes bị hư hỏng nặng. Chiếc tàu sửa chữa USS Vestal neo đậu bên cạnh chiếc Arizona bị hư hỏng nặng và mắc cạn. Tàu chở thủy phi cơ USS Curtiss cũng bị hư hại. Tàu khu trục USS Shaw bị hư hỏng đáng kể khi hai quả bom xuyên trúng hầm đạn phía trước.

### Tấn công các sân bay

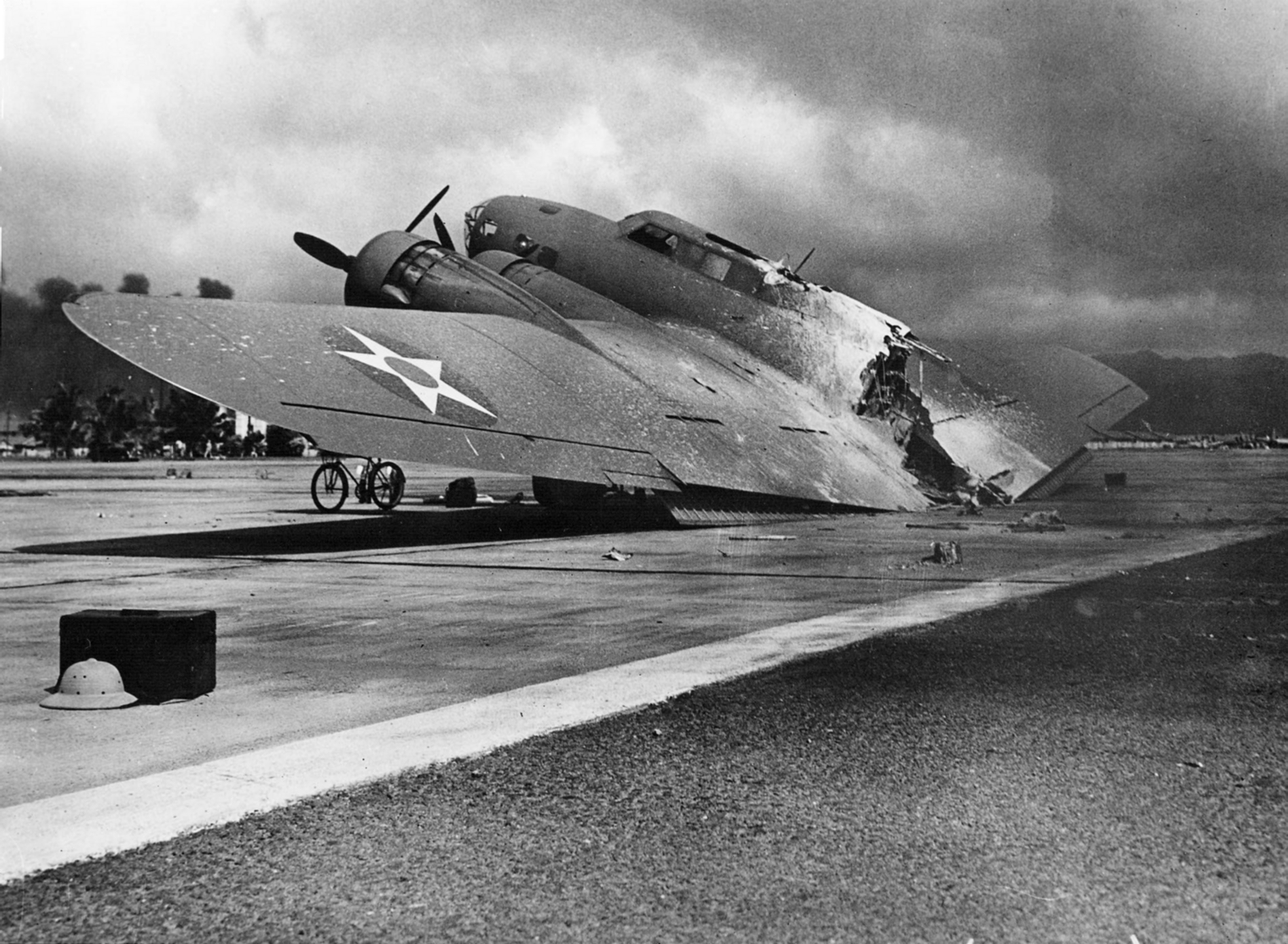
Một chiếc máy bay ném bom B-17 bị phá hủy sau trận tấn công tại sân bay Hickam

Nếu như hải quân chỉ lo đối phó với tàu ngầm thì lục quân và không quân của lục quân trên đảo chỉ đề phòng bọn phá hoại, không hề chuẩn bị đối phó với một cuộc tấn công bằng không quân. Theo lệnh tướng Short, máy bay trên các sân bay đều được xếp thành từng tốp cánh sát cánh và thẳng hàng với nhau trên những bãi đậu hoàn toàn trống trải. Bố trí như vậy là để chống phá hoại máy bay, nhưng lại tạo ra điều kiện lý tưởng để không quân dịch tiêu diệt chúng. Các thủy phi cơ tại căn cứ Kaneohe của hải quân cũng xếp hàng thẳng tắp.
7 giờ 50 phút, loạt bom đầu tiên đã rơi xuống sân bay Wheeler, căn cứ chính của các chiến đấu cơ. Các sĩ quan không quân Hoa Kỳ đang ngủ trong một doanh trại gần sân bay choàng tỉnh dậy và nhốn nháo hẳn lên. Có người tưởng là động đất, người khác cho rằng máy bay của hải quân diễn tập. Nhưng khi chạy ra ngoài thì họ đã hiểu: các máy bay Nhật nối tiếp nhau bổ nhào xuống ném bom sân bay. Đó chính là đoàn máy bay ném bom bổ nhào của trung tá Akira Sakamoto. Những tốp máy bay Mĩ đậu sát nhau trên bãi đã bùng cháy. Một số phi công Hoa Kỳ nâng đệm trải giường lên đầu chạy ra sân bay để cố cứu máy bay của mình.
7 giờ 55 phút, máy bay Nhật thuộc phi đoàn của trung tá Kakuichi Takashi bắt đầu ném bom tấn công sân bay Hickam. Lục quân và không quân trên đảo được báo động gần như cùng lúc với hải quân. Từ các sân bay, người ta dùng bất cứ loại vũ khí nào kiếm được để bắn lên trời: từ súng máy, súng trường cho đến cả súng lục. Nhưng hỏa lực chủ yếu vẫn dựa vào hơn 80 khẩu pháo phòng không cỡ 3 inches, 20 pháo phòng không 37 mm và hơn 100 súng máy cỡ lớn nhưng vì thiếu tổ chức phối hợp nên không gây thiệt hại đáng kể cho máy bay Nhật.
Chỉ trong ít phút đầu, các căn cứ không quân của lục quân là Wheeler, Hickam, Bellows cũng như các căn cứ không quân của hải quân ở Kaneohe, đảo Ford và sân bay Ewa đều bị tàn phá khủng khiếp. Phối hợp với các máy bay ném bom bổ nhào, các chiến đấu cơ Nhật cũng sà xuống xả súng vào các sân bay và các ổ phòng không. Không một máy bay nào của hải quân Mĩ có thể bay lên được vì hầu hết chúng đã bị phá hủy. Các thủy phi cơ đã chìm hoặc cháy ngay trong nhà để máy bay. Các phi công của hải quân trên đảo Ford mất hết máy bay đã nấp sau các cây cọ để chiến đấu bằng súng lục và súng trường. Trên tất cả các sân bay của lục quân, cũng chỉ có 10 máy bay Mĩ cất cánh. Trong trận không chiến không cân sức trên bầu trời Oahu sáng hôm đó, các máy bay này đã hạ được 11 máy bay Nhật. Trong đó, chỉ riêng hai trung úy George Welch và Kenneth Taylor đã bắn rơi 7 chiếc và trở thành các anh hùng không quân đầu tiên của Hoa Kỳ trong cuộc chiến tranh này.
Khoảng 8 giờ, các pháo đài bay khổng lồ B-17 có 4 động cơ của Hoa Kỳ mà người ta chờ đón đã đến Oahu sau khi hoàn tất chuyến bay kỉ lục 14 giờ không nghỉ. Thiếu tá Truman Landon chỉ huy phi đội đi trong tốp đầu gồm 6 chiếc. Trông thấy nhiều chiến đấu cơ lượn vòng trên đảo, ông nghĩ rằng không quân Mĩ ở đây đang bay lên để đón chào đội bay của mình. Nhưng khi các chiến đấu cơ ấy lao vút đến gần các pháo đài bay và bắn xả vào các máy bay Mĩ, thì Landon đã nhận rõ tình hình. Các máy bay của Landon bay tán loạn và vội vã tìm nơi hạ cánh. Chịu đựng cùng một lúc từng tràng đạn súng máy của các máy bay Nhật và hỏa lực phòng không Mĩ, chiếc pháo đài bay của Landon cùng 4 chiếc khác lần lượt đáp xuống sân bay Hickam giữa những máy bay đang bốc cháy trên mặt đất, còn 1 chiếc bay lên phía Bắc và hạ cánh xuống sân bay Bellows đang bị tàn phá.
Tốp 6 chiếc pháo đài bay thứ hai do đại úy Richard Cannichael chỉ huy cũng dự định đáp xuống Hickam nhưng tình hình nguy hiểm ở đây đã làm chúng phải phân tán đi nhiều hướng. Hai chiếc đến Wheeler nhưng bị bắn mạnh lại phải vòng về Haleiwa và hạ cánh một cách khó khăn trên đường băng quá ngắn của sân bay này. Một chiếc bay lên tận mỏm cực bắc của đảo để đáp xuống một bãi đất hoang gần biển. Ba chiếc còn lại liều mạng hạ cánh tại Hickam giữa làn đạn phòng không bắn xối xả. Trên thân các pháo đài bay, ngoài phù hiệu không quân còn có hàng chữ "USARMY" viết rất lớn. Nhưng trong cơn hoảng loạn, các xạ thủ phòng không Mĩ hoặc đã không nhận thấy hoặc cho rằng quân Nhật đã sơn lên thân máy bay chữ ấy để đánh lừa họ. Nhờ có vỏ thép dày và cấu tạo đặc biệt, các pháo đài bay Mĩ không bị đạn súng máy và đạn phòng không hủy diệt. Tất cả đã hạ cánh an toàn với một số tổn thương.
Một lúc sau, sau khi hoàn tất việc đua một đội hạm tàu và các chiến đấu cơ đến đảo Wake, tàu sân bay Mĩ Enterprise do đô đốc William Halsey điều khiển trở về căn cứ. Sáng 7 tháng 12, còn cách Oahu 200 dặm về phía Tây, khi chưa được biết về cuộc tấn công Trân Châu Cảng, đô đốc Halsey đã phái một đoàn máy bay gồm 19 chiếc bay về trước để thăm dò tình hình và báo cáo với Bộ tư lệnh hạm dội về nhiệm vụ đã hoàn thành. Gần 8 giờ 30 phút, tốp đầu tiên trong số đó gồm 6 máy bay phóng ngư lôi đã tiếp cận Trân Châu Cảng và chứng kiến một cảnh tượng mà các phi công của đội bay cho là "cuộc diễn tập ngày chủ nhật". Lúc sắp sửa hạ cánh xuống sân bay trên đảo Ford, máy bay của họ bị các chiến đấu cơ Nhật bám đuôi và bắn xối xả đồng thời hỏa lực phòng không Mĩ cũng tập trung bắn vào họ. Khi các phi công Mĩ hiểu rõ sự tình thì đã muộn: 5 máy bay của họ bị bắn rơi, thỉ còn 1 chiếc đáp xuống sân bay với thương tích đầy mình. 

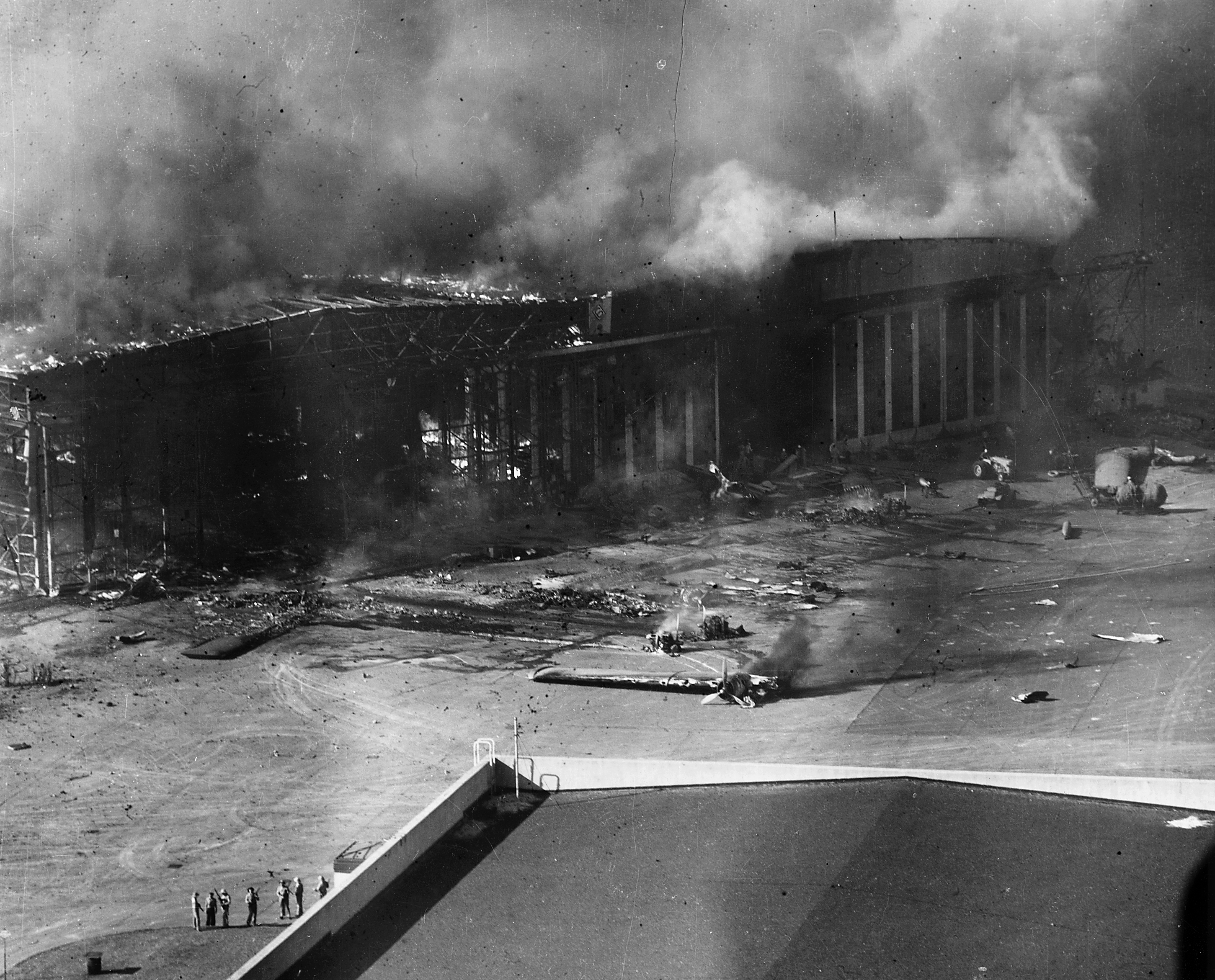
Kho chứa máy bay tại đảo Ford đang cháy

Thành phố Honolulu chỉ bị một trái bom Nhật lạc hướng rơi trúng. Còn 40 vụ nổ khác trong thành phố là do lực lượng phòng không Mĩ gây ra, làm 68 thường dân chết và bị thương. Đúng 9 giờ 45 phút, Mitsuo Fuchida ra lệnh cho tất cả các máy bay Nhật quay tụ về mũi đất Kaena để quay về hạm đội, kết thúc cuộc tấn công. Tiếng đạn bom im bặt, nhưng trên bầu trời Oahu vẫn còn một máy bay Nhật bay lượn thêm nửa giờ nữa. Đó là máy bay của tư lệnh hành quân Fuchida đang xác định lại lần cuối cùng kết quả của trận đánh. Những đám cháy vẫn còn bốc cao trên cảng làm ông khó quan sát, nhưng Fuchida cũng chụp được nhiều bức ảnh tốt. Việc đánh giá mức độ hủy diệt tại các sân bay tuy khó khăn nhưng thực tế việc trên trời không hề có một máy bay Hoa Kỳ nào đã cho thấy được kết quả rõ ràng của cuộc tấn công.

### Cuộc tập kích kết thúc
Gần 10 giờ sáng, lần lượt các máy bay phóng ngư lôi, các máy bay ném bom và sau cùng là các chiến đấu cơ của đợt tấn công thứ nhất đã quay trở về đoàn chiến hạm "Kido-Butai". Một giờ sau, đến lượt các máy bay của đợt hai hạ cánh. Các máy bay vừa mới trở về lập tức được sửa chữa, nạp nhiên liệu, lắp vũ khí để chờ lệnh xuất kích. Trung tá Genda lên gặp đô đốc Nagumo đề nghị cho hạm đội lưu lại Hawaii thêm một số ngày nữa để tìm kiếm và tiêu diệt các tàu sân bay địch.
Khoảng gần giữa trưa, chiếc máy bay cuối cùng mang số hiệu AI - 301 đáp vội vã xuống boong kì hạm Akagi, đó là máy bay của Fuchida. Bất chấp những lời nài nỉ của Fuchida và Genda và đề nghị của đô đốc Yamaguchi về một đợt đợt tấn công thứ ba, đúng 13 giờ, đô đốc Nagumo ra lệnh nhổ neo và tất cả các chiến hạm của "Kido-Butai" quay sang hướng Tây thẳng tiến về bờ biển Nhật Bản.
Ở cách Hawaii hơn 5000 dặm, Hạm đội Liên hợp thả neo tại một vịnh biển thuộc hòn đảo nhỏ Hashirajima gần thành phố Hiroshima bên bờ Nội Hải (Nhật Bản) được đặt trong tình trạng sẵn sàng chiến đấu từ khi bắt đầu cuộc tấn công Trân Châu Cảng. Ngay từ 2 giờ sáng, đô đốc Isoroku Yamamoto và Bộ tham mưu của ông đã có mặt trong buồng chỉ huy thiết giáp hạm Nagato với một tấm bản đồ lớn của vùng Hawaii trên bàn và một máy khuếch đại âm thanh vô tuyến trên tường. Khoảng 8 giờ, trung tá Watanabe ghi nhận tổn thất của Hoa Kỳ trên một tờ giấy và trao cho tư lệnh đọc:
- Thiết giáp hạm: 3 chiếc chìm, 4 chiếc bị hư hỏng.
- Tuần dương hạm: 2 chiếc bị hư hỏng.
- Khu trục hạm: 2 hoặc 3 chiếc bị hư hỏng.
- Máy bay bị phá: hàng trăm chiếc.

Sau khi nghiên cứu một lát, Yamamoto ra lệnh "Quá tốt nếu là sự thật. Kiểm chứng lại. Chiều nay khi nào chắc chắn rồi mới trình Thiên hoàng." Trên thực tế, số liệu thực sự về tổn thất Hoa Kỳ còn lớn hơn báo cáo ấy.

### Kết quả cuộc tập kích
Chín mươi phút kể từ khi bắt đầu, cuộc tấn công kết thúc. 2.386 người Mỹ bị thiệt mạng (55 người là thường dân, đa số bị giết khi các quả đạn pháo cao xạ của Mỹ không được kích nổ rơi xuống các khu vực dân cư), và thêm 1.139 người khác bị thương. Mười tám tàu bị đánh chìm hoặc hư hại nặng, kể cả năm chiếc thiết giáp hạm bị đánh chìm.
Trong số 402 máy bay Mỹ có mặt tại Hawaii, 188 chiếc bị phá hủy và 159 chiếc bị hư hỏng, 155 trong số đó đậu trên mặt đất. Hầu như không có chiếc nào thực sự sẵn sàng để cất cánh nhằm bảo vệ căn cứ. Trong số 33 chiếc thủy phi cơ PBY ở Hawaii, 24 chiếc bị phá hủy và sáu chiếc khác bị hư hỏng nặng đến mức không thể sửa chữa, ba chiếc khác đang phiên đi tuần tra khi cuộc tấn công xảy ra đã quay trở về an toàn. Pháo phòng không cũng đã bắn nhầm một số máy bay Mỹ, kể cả năm chiếc xuất phát từ tàu sân bay USS Enterprise trên đường quay về. Cuộc tấn công của Nhật vào các trại binh cũng đã gây thêm một số thương vong.
Về phía Nhật, 55 phi công và chín thủy thủ tàu ngầm tử trận cùng một người bị bắt làm tù binh. Trong số 414 máy bay tham gia tấn công, 29 chiếc bị rơi trong trận đánh (9 chiếc trong đợt tấn công thứ nhất và 20 chiếc trong đợt thứ hai), cùng 74 chiếc khác bị hư hại (trong đó 42 chiếc không thể sửa chữa).

### Khả năng thực hiện đợt tấn công thứ ba
Nhiều sĩ quan cấp dưới của Nhật Bản, trong đó có cả Mitsuo Fuchida và Minoru Genda, kiến trúc sư chính của cuộc tấn công, đã thuyết phục Đô đốc Nagumo tiếp tục thực hiện đợt không kích thứ ba nhằm tiêu diệt càng nhiều càng tốt nhiên liệu và ngư lôi dự trữ tại Trân Châu Cảng, cũng như các cơ sở sửa chữa và ụ tàu. Các sử gia quân sự đều cho rằng việc phá hủy các cơ sở này sẽ ảnh hưởng đến hoạt động của Hạm đội Thái Bình Dương nặng nề hơn nhiều so với phá hủy các thiết giáp hạm. Nếu chúng bị quét sạch, "các chiến dịch quân sự nghiêm túc tại Thái Bình Dương phải bị trì hoãn hơn một năm." Tuy nhiên, Nagumo đã quyết định rút lui vì nhiều lý do:
- Hỏa lực phòng không Hoa Kỳ đã cải thiện đáng kể trong đợt tấn công thứ hai, và hai phần ba các tổn thất của phía Nhật Bản xảy ra trong đợt này.[98] Nagumo cảm thấy nếu ông tung ra đợt tấn công thứ ba, ông sẽ phải đặt ba phần tư sức mạnh tấn công của Hạm đội Liên hợp vào nguy hiểm để càn quét các mục tiêu còn lại (bao gồm các cơ sở nói trên) trong khi phải chịu nhiều tổn thất máy bay hơn nữa.[98]
- Vị trí của các tàu sân bay Hoa Kỳ vẫn còn chưa được biết. Thêm vào đó, vị Đô đốc còn lo ngại rằng lực lượng của ông giờ đây nằm trong tầm hoạt động của những máy bay ném bom Mỹ xuất phát từ mặt đất.[98] Nagumo không chắc chắn rằng liệu Hoa Kỳ có còn đủ số máy bay còn sót tại Hawaii để tung ra một cuộc tấn công vào các tàu sân bay của ông hay không[99]
- Một đợt tấn công thứ ba đòi hỏi phải có sự chuẩn bị thích đáng và thời gian quay vòng, điều này có nghĩa là những máy bay tấn công khi quay trở về sẽ phải hạ cánh lúc trời tối. Cho đến thời ấy, chưa có lực lượng hải quân nào phát triển hay thực hành kỹ thuật tàu sân bay ban đêm, nên đây là rủi ro lớn.
- Tình hình nhiên liệu của Lực lượng Đặc nhiệm không cho phép ông nán lại vùng biển phía Bắc Hawaii lâu hơn nữa, vì ông đang ở sát giới hạn của khả năng tiếp vận. Việc tiếp tục tấn công sẽ mạo hiểm làm cạn đáng kể nhiên liệu, thậm chí đến mức phải bỏ lại các tàu khu trục trên đường quay trở về.[100]
- Ông tin rằng đợt tấn công thứ hai về cơ bản đã thỏa mãn mục đích chủ yếu của nhiệm vụ, đó là vô hiệu hóa Hạm đội Thái Bình Dương, và không cần thiết phải mạo hiểm để gánh thêm nhiều thiệt hại khác.[101] Hơn nữa, hoạt động của Hải quân Đế quốc Nhật Bản thiên về việc bảo toàn sức mạnh hơn là tiêu diệt toàn bộ đối phương.[102]

Trong cuộc họp trên chiếc thiết giáp hạm Nagato vào buổi sáng ngày hôm sau, Yamamoto thoạt tiên ủng hộ Nagumo. Sau này, khi nhìn lại, việc bỏ sót các ụ tàu, công xưởng sửa chữa và kho dầu mang ý nghĩa sống còn đó khiến cho người Mỹ có thể phản ứng tương đối nhanh chóng các hoạt động của Nhật tại Thái Bình Dương. Yamamoto sau đó đã lấy làm tiếc cho quyết định rút lui của Nagumo và thẳng thừng cho rằng đó là một sai lầm lớn khi không tung ra đợt tấn công thứ ba.

## Quá trình trục vớt của Hải quân Hoa Kỳ

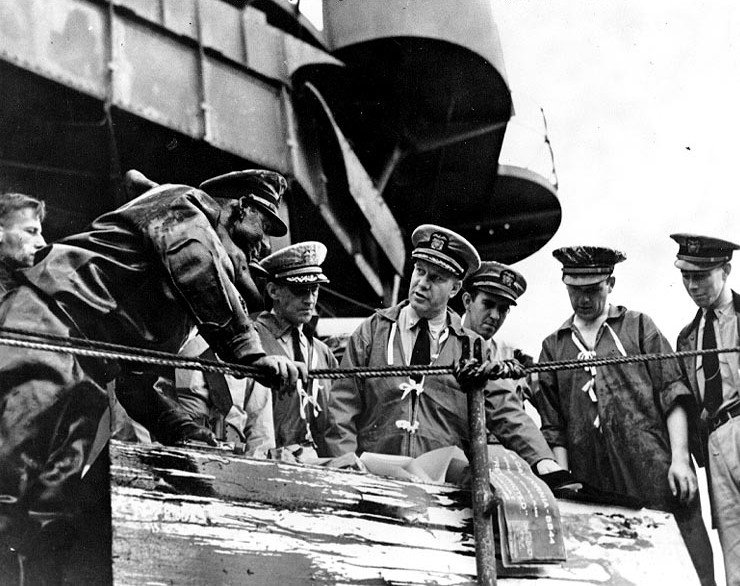
Đại tá Hải quân Homer N. Wallin (đứng giữa) giám sát các công việc trục vớt trên chiếc USS California, đầu năm 1942

Sau cuộc tìm kiếm có hệ thống những người còn sống sót, các công việc trục vớt được bắt đầu. Sĩ quan chỉ huy hậu cần của Hạm đội Thái Bình Dương, Đại tá Hải quân Homer N. Wallin, người chuẩn bị đi đến Massawa nhằm giúp người Anh dọn sạch các con tàu Đức và Italy bị đánh đắm tại đây, lập tức được giữ lại để chỉ huy các công việc trục vớt.
Chung quanh Trân Châu Cảng, thợ lặn của hải quân (trên bờ và trên các tàu vận chuyển), xưởng tàu và các nhà thầu tư nhân (Pacific Bridge và các hãng khác) bắt đầu công việc với các con tàu có thể nổi trở lại. Họ vá các lỗ thủng, dọn sạch các mảnh vỡ, và bơm nước ra khỏi tàu. Các thợ lặn hải quân làm việc bên trong các con tàu bị hư hỏng. Trong vòng sáu tháng, năm chiếc thiết giáp hạm và hai tàu tuần dương đã được vá các lỗ thủng hay trục vớt để có thể đưa vào các xưởng tàu ở Trân Châu Cảng hoặc đất liền sửa chữa triệt để.
Các hoạt động trục vớt khẩn trương được tiếp tục trong một năm sau đó, tốn kém tổng cộng 20.000 giờ lao động dưới nước. Oklahoma, cho dù được vớt lên thành công, không bao giờ được sửa chữa. Arizona và chiếc tàu mục tiêu giả Utah bị hư hại nặng nề đến mức không được vớt lên, nhưng nhiều vũ khí và thiết bị của chúng được tháo ra để sử dụng trên những con tàu khác. Ngày nay, xác của hai con tàu này vẫn còn lại nơi chúng bị đắm, với Arizona trở thành một bảo tàng chiến tranh.

## Diễn biến tiếp theo

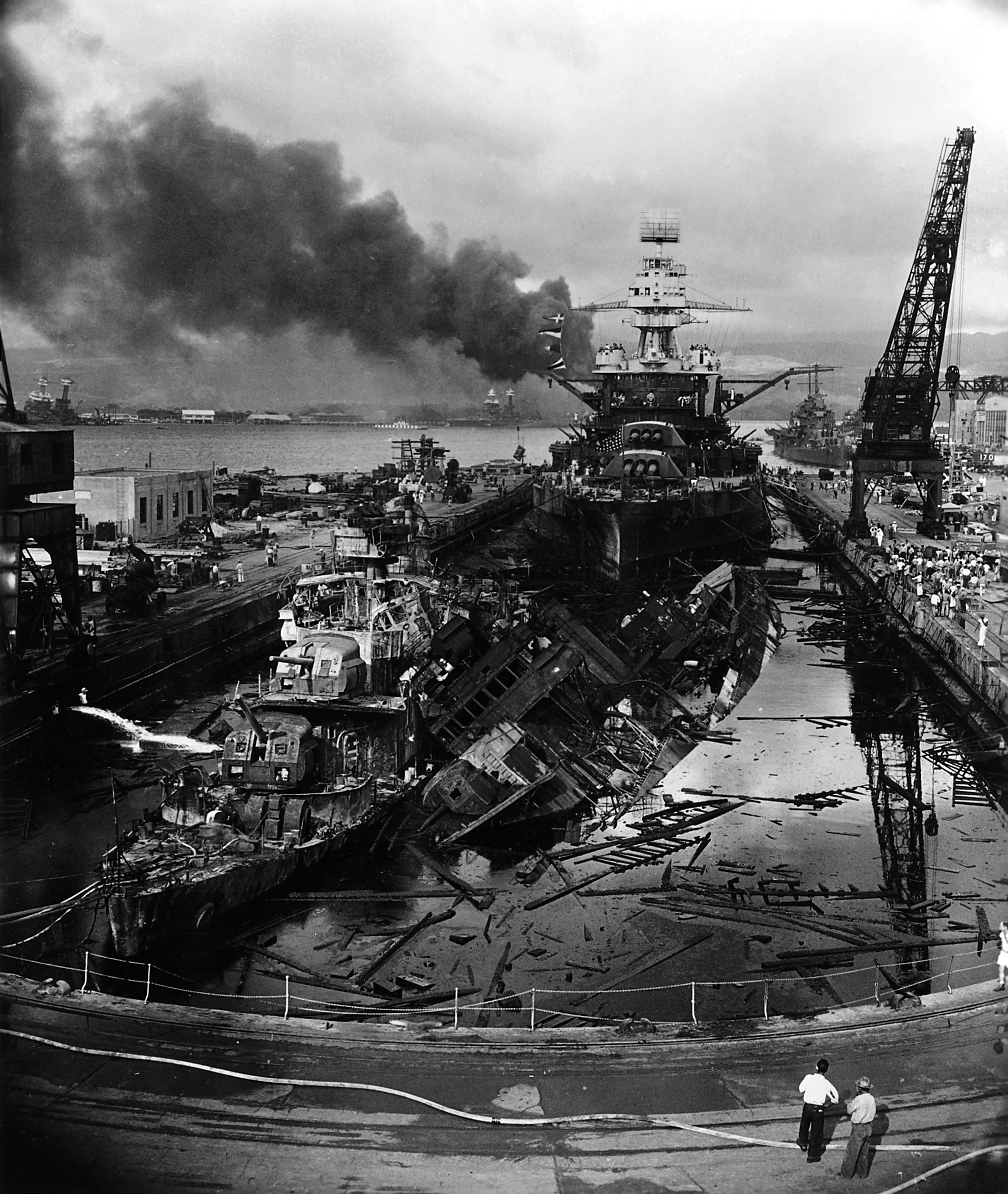
USS Pennsylvania, phía sau xác tàu đắm của những tàu khu trục USS Downes và USS Cassin

Cuộc tấn công đã kích hoạt sự đoàn kết và quyết tâm của dân Mỹ để đánh bại Nhật Bản và các đồng minh của nó. Ngày 8 tháng 12 năm 1941, Tổng thống Franklin D. Roosevelt đã tuyên bố chiến tranh với Nhật Bản và gọi cuộc tấn công là “một ngày đen tối trong lịch sử của chúng ta”.
Người Mỹ đã ủng hộ việc cung cấp quân sự, tài chính và nhân lực cho nỗ lực chiến tranh. Hàng triệu người Mỹ đã nhập ngũ hoặc làm việc trong các nhà máy sản xuất vũ khí và thiết bị quân sự. Cuộc tấn công cũng đã kết thúc chủ nghĩa cô lập của Mỹ và biến nước này thành một cường quốc toàn cầu .
Cuộc tấn công đã gây ra thiệt hại nặng nề cho Hạm đội Thái Bình Dương Hoa Kỳ và các căn cứ không quân ở Hawaii. Trong vòng hai giờ, hơn 2.400 người Mỹ đã thiệt mạng và hơn 1.100 người bị thương. Hơn 300 máy bay và 18 con tàu bị phá hủy hoặc hư hại, trong đó có 8 thiết giáp hạm.
Tuy nhiên, cuộc tấn công không thành công hoàn toàn vì nó không tiêu diệt được các tàu sân bay Mỹ, các kho chứa nhiên liệu và các xưởng đóng tàu . Những điều này sau đó đã giúp Mỹ phục hồi và phản công Nhật Bản.
Cuộc tấn công đã khiến Nhật Bản trở thành mục tiêu của sự trả thù của Mỹ và các đồng minh. Sau cuộc tấn công Trân Châu Cảng, Mỹ đã tiến hành các chiến dịch không kích nhằm vào các thành phố Nhật Bản, trong đó có cuộc ném bom nguyên tử vào Hiroshima và Nagasaki vào tháng 8 năm 1945.
Những cuộc không kích này đã gây ra hàng trăm nghìn người chết và bị thương, phá hủy hạ tầng và gây ra khủng hoảng nhân đạo. Cuộc tấn công Trân Châu Cảng cũng đã khiến Nhật Bản mất uy tín và ảnh hưởng trong khu vực Đông Nam Á, khi các nước thuộc địa như Việt Nam, Campuchia.
Cuộc chiến ở Trân Châu Cảng là một trong những sự kiện quan trọng nhất trong lịch sử Chiến tranh thế giới thứ hai. Nó đã đánh dấu sự gia nhập của Hoa Kỳ vào cuộc chiến chống lại Đức Quốc xã và Nhật Bản, và đã làm thay đổi cục diện của chiến tranh.
Sau trận tấn công, 16 Huân chương Danh dự Quốc hội, 51 Huân chương Chữ thập Hải quân, 53 Huân chương Chữ thập Bạc, bốn Huân chương Hải quân và Thủy quân Lục chiến, một Chữ thập Bay Xuất sắc, bốn Chữ thập Phục vụ Xuất sắc, một Huân chương Phục vụ Xuất sắc và ba Ngôi sao Đồng được tặng thưởng cho các quân nhân Hoa Kỳ đã tỏ ra xuất sắc trong chiến đấu tại Trân Châu Cảng.
12 giờ 30 phút ngày 8 tháng 12, tổng thống Roosevelt đã đọc Tuyên cáo chiến tranh của Hoa Kỳ đối với Nhật Bản. Ông mở đầu bài diễn văn như sau:
| “ | Hôm qua, ngày 7-12, một ngày của sự nhục nhã – Hợp chúng quốc Hoa Kỳ đã bị các lực lượng hải quân và không quân của đế quốc Nhật tấn công bất ngờ và không tuyên chiến…. " | ” |
|   | |   |

Sau khi nói rõ thiện chí hòa bình và sự tráo trở của Nhật Bản trong các cuộc hội đàm và trong hành động thực tế để dẫn đến chiến tranh, tổng thống Roosevelt tuyên bố:
| “ | Tôi yêu cầu lưỡng viện của quốc hội Hoa Kỳ tuyên chiến với Nhật Bản, kể từ ngày chủ nhật hôm qua." | ” |
|   | |   |

Hoa Kỳ đã chính thức bước vào cuộc chiến tranh tổng lực với Nhật Bản. Trong ngày 7 tháng 12, Úc cũng tuyên chiến với Nhật Bản và một ngày sau đến lượt Hà Lan. Tiếp đó, nước Pháp Tự do, New Zealand, Canada,... tất cả hơn 20 nước cũng lần lượt tuyên chiến với Nhật.
Tin chiến tranh giữa Nhật và Hoa Kỳ bùng nổ bay đến Berlin một cách đột ngột trong lúc Đức Quốc xã đang tập trung mọi sự chú ý vào mặt trận phía Đông, nơi Hồng quân Liên Xô đã phản công mãnh liệt đẩy lùi quân Đức trước Moskva. Liền đó, cũng trong ngày 8 tháng 12, Quốc trưởng Adolf Hitler đã nhận được thông điệp của chính phủ Nhật, yêu cầu Đức và Ý tuyên chiến với Hoa Kỳ theo như cam kết trong Hiệp ước Tam cường. Đêm ngày 9 tháng 12, cả Hitler lẫn Mussolini đã điện trả lời chính phủ Nhật rằng cam đoan cả ba nước sẽ chiến đấu đến thắng lợi cuối cùng, không giảng hòa riêng rẽ nhưng vẫn né tránh việc tuyên chiến với Hoa Kỳ. Trưa ngày 10 tháng 12, đại sứ Nhật Oshima đã trình lên Quốc trưởng một thông điệp mới của chính phủ Nhật trả lời điện văn nói trên của Đức và Ý. Thông điệp này bày tỏ hi vọng quân đội Đức sẽ tiến ngay vào Trung Cận Đông với ngụ ý Đức nên tuyên chiến. Ngoại trưởng Đức Joachim von Ribbentrop cố gắng thuyết phục Hitler không nên tuyên chiến với Hoa Kỳ vì theo Hiệp ước Tam Cường, Đức sẽ chiến đấu bên cạnh Nhật chỉ khi Nhật bị một nước khác tấn công. Tuy nhiên, vào lúc ấy, bộ ngoại giao Đức lại nhận được điện của tham tán ngoại vụ Hans Thompson ở Washington D.C rằng 24 giờ nữa Hoa Kỳ sẽ tuyên chiến hoặc cắt quan hệ ngoại giao với Đức. Chụp lấy cơ hội này, Hitler vội vã triệu tập Quốc hội vào ngày 11 tháng 12 và chính thức tuyên chiến với Hoa Kỳ. Cùng trong ngày hôm ấy, Ý cũng tuyên chiến với Hoa Kỳ và Hoa Kỳ tuyên chiến với Đức. Hitler đã phát biểu trong dịp này như sau:
"Sự kiện Chính phủ Nhật Bản, vốn đã thương lượng trong nhiều năm cùng con người này Franklin D. Roosevelt, cuối cùng đã trở nên mệt mỏi vì bị ông ta chơi xấu một cách vô ơn, đã khiến cho tất cả chúng ta, dân tộc Đức, cùng tất cả các dân tộc có lương tri khác trên thế giới, cảm thấy vô cùng thất vọng... Đức và Ý, sau khi xem xét tất cả các điều này và vì sự trung thành với Hiệp ước ba bên, cuối cùng đã buộc phải tiến hành cuộc chiến chống lại Hoa Kỳ và Anh Quốc, hiệp cùng và sát cánh với Nhật Bản để bảo vệ và từ đó duy trì sự tự do và độc lập của các quốc gia và vương quốc của họ... Là kết quả của sư bành trướng chính sách của Tổng thống Roosevelt, vốn nhắm vào việc chinh phục thế giới và độc tài vô giới hạn, Hoa Kỳ cùng với Anh Quốc đã không ngần ngại sử dụng mọi phương cách để tranh chấp các quyền lợi của các quốc gia Đức, Ý và Nhật Bản thậm chí đến quyền sinh tồn... Không chỉ vì chúng ta là đồng minh của Nhật Bản, mà còn vì Đức và Ý có đủ sáng suốt và sức mạnh để nhận thức rằng, trong khoảnh khắc lịch sử này, sự tồn tại hay biến mất của các quốc gia, có thể được quyết định mãi mãi."

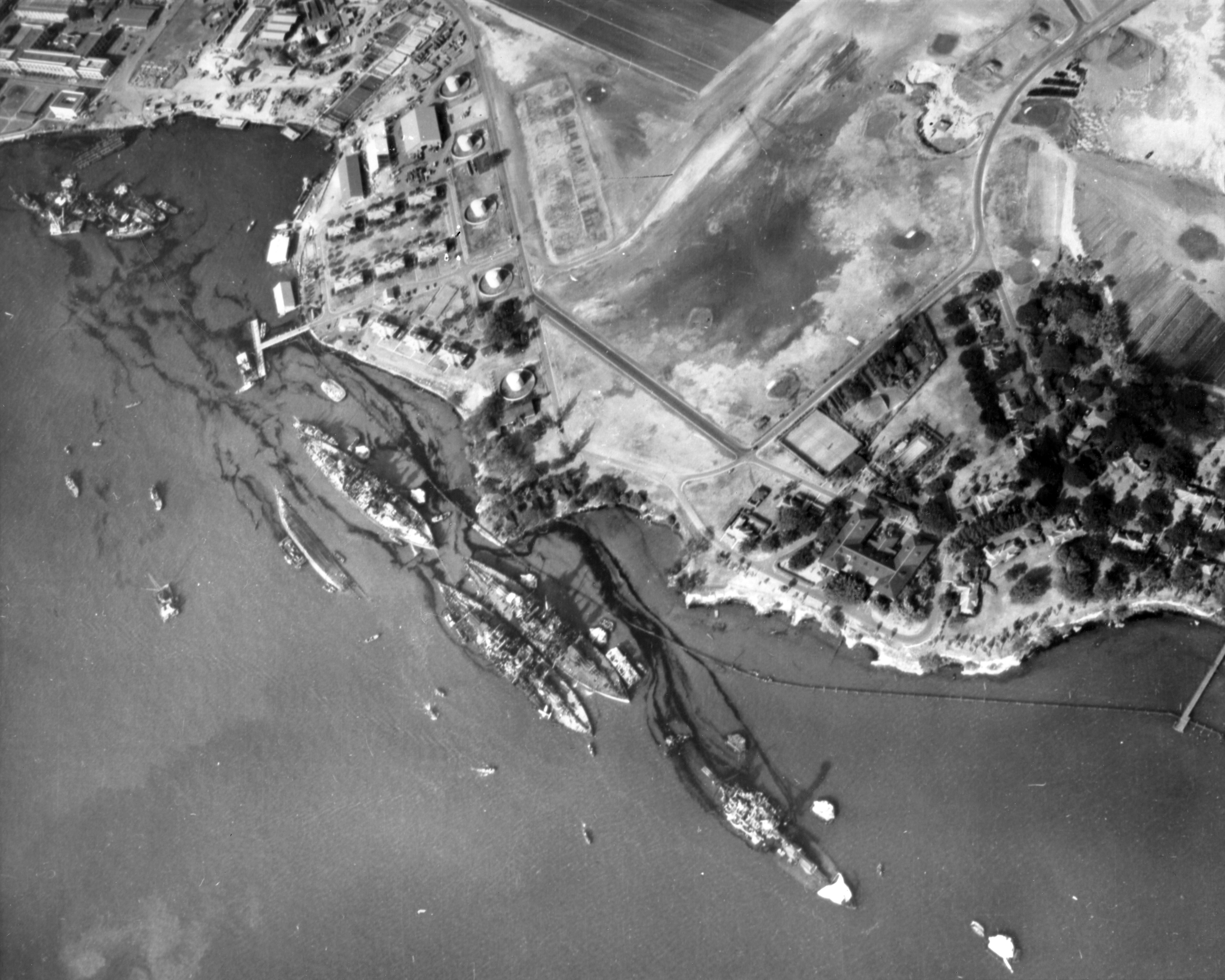
Không ảnh chụp bên trên hàng thiết giáp hạm tại bờ phía Nam đảo Ford, ngày 10 tháng 12 năm 1941, cho thấy những thiệt hại mà cuộc tấn công gây ra ba ngày trước đó. Góc trên bên trái là USS California (BB-44) bị đánh chìm, với nhiều tàu nhỏ vây quanh. Lần lượt chéo từ giữa trái đến góc dưới phải: USS Maryland (BB-46) bị hư hại nhẹ, cùng với USS Oklahoma (BB-37) bị lật úp bên ngoài, và một sà lan đang cặp theo Oklahoma hỗ trợ các công việc cứu hộ. USS Tennessee (BB-43) bị hư hại nhẹ, cùng với USS West Virginia (BB-48) bị đánh chìm bên ngoài. USS Arizona (BB-39) bị đánh chìm, khi thân tàu bị vỡ do vụ nổ hầm đạn bên dưới hai tháp pháo phía trước. Đáng chú ý là các vệt dầu đen loan ra mặt nước trong cảng, xuất phát từ các con tàu bị đánh chìm

Cho dù cuộc tấn công gây thiệt hại trên diện rộng cho tàu chiến và máy bay Mỹ, nó đã không ảnh hưởng đến các cơ sở dự trữ nhiên liệu, xưởng sửa chữa và các cơ quan tình báo tại Trân Châu Cảng.
Cuộc tấn công là một cú sốc thật sự đối với tất cả các nước Đồng Minh tại Mặt trận Thái Bình Dương. Các thiệt hại tiếp theo sau tạo ra một sự thụt lùi đáng báo động. Ba ngày sau, sự kiện các tàu chiến Prince of Wales và Repulse bị đánh chìm ngoài khơi bờ biển Malaya khiến Thủ tướng Anh Quốc Winston Churchill sau này nhớ lại: "Trong suốt cuộc chiến tranh tôi chưa bao giờ nhận được một cú sốc trực tiếp đến như thế. Khi tôi trăn trở trên giường, nỗi sợ hãi bao trùm lấy tâm trí tôi. Không còn chiếc tàu chiến chủ lực Anh hay Hoa Kỳ nào còn lại trên Ấn Độ Dương và Thái Bình Dương trừ những chiếc của Hoa Kỳ còn sống sót tại Trân Châu Cảng đang vội vã lui về California. Trên các vùng biển mênh mông này người Nhật đang là bá chủ, và chúng ta đang yếu đuối và trần trụi ở mọi nơi".
May mắn cho phía Hoa Kỳ, các tàu sân bay Hoa Kỳ đã không bị đụng đến trong cuộc tấn công của Nhật; nếu không thì khả năng tiến hành các chiến dịch tấn công của Hạm đội Thái Bình Dương sẽ bị tê liệt trong khoảng một năm (nếu không chuyển hướng một phần lực lượng Hạm đội Đại Tây Dương). Như đã thấy, lực lượng thiết giáp hạm bị loại bỏ khiến Hải quân Hoa Kỳ không còn sự lựa chọn nào khác ngoài cách dựa vào các tàu sân bay và tàu ngầm, chính những vũ khí đã giúp Hoa Kỳ chặn đứng và đảo ngược thế thượng phong của Nhật Bản. Năm trong số tám thiết giáp hạm được sửa chữa và quay trở lại hoạt động, nhưng vận tốc chậm của chúng làm giới hạn hoạt động được bố trí, và chúng phục vụ chủ yếu trong vai trò bắn phá bờ biển. Một thiếu sót lớn trong tư duy chiến lược của Nhật Bản là niềm tin về một trận chiến Thái Bình Dương cuối cùng được đấu giữa những thiết giáp hạm theo đúng học thuyết của Thuyền trưởng Alfred Mahan. Hậu quả là, Yamamoto (và những người kế tiếp ông) cố dành dụm những chiếc thiết giáp hạm cho một "trận chiến quyết định" không bao giờ xảy ra.
Cuối cùng, các mục tiêu không nằm trong danh sách của Genda, như căn cứ tàu ngầm và ngôi nhà sở chỉ huy cũ, đã chứng tỏ tầm quan trọng lớn hơn mọi chiếc tàu chiến. Chính những chiếc tàu ngầm đã vô hiệu hóa những con tàu nặng nề của Hải quân Đế quốc Nhật Bản và đưa tình trạng kinh tế của Nhật Bản đến mức trì trệ bằng cách phá hỏng sự vận chuyển dầu mỏ và nguyên liệu thô. Tương tự, tầng hầm của ngôi nhà sở chỉ huy cũ là trụ sở của đơn vị phân tích mật mã vốn đã góp phần đáng kể vào trận mai phục Midway và thành công của lực lượng tàu ngầm.

### Các ảnh hưởng chiến lược
Đô đốc Hara Tadaichi đã tóm lược kết quả cuộc tấn công về phía Nhật Bản bằng một câu nói súc tích: "Chúng ta thắng một chiến thắng chiến thuật vĩ đại tại Trân Châu Cảng, và do đó đã thua cả cuộc chiến."
Trong khi đạt được các mục tiêu đặt ra, cuộc tấn công lại tỏ ra hoàn toàn không cần thiết. Điều mà Đô đốc Isoroku Yamamoto - người đầu tiên nghĩ ra kế hoạch - chưa bao giờ biết đến, đó là Hải quân Hoa Kỳ ngay từ năm 1935 đã từ bỏ dự định "xung phong" băng ngang suốt Thái Bình Dương đến tận Philippines để trả đũa hành động mở đầu chiến tranh (như quy định trong Kế hoạch Cam). Thay vào đó Hoa Kỳ chấp thuận "Kế hoạch Dog" vào năm 1940, nhấn mạnh đến việc giữ cho Hải quân Đế quốc Nhật Bản bên ngoài khu vực Đông Thái Bình Dương và cách xa con đường biển vận chuyển đến Úc trong khi Hoa Kỳ tập trung vào việc đánh bại Đức Quốc xã.
Tác giả Robert Leckie nhận xét rằng "Tổng thống Franklin Roosevelt đã khôn ngoan che giấu những chi tiết của thảm họa này hơn là chịu đựng nguy cơ về sự hoảng sợ của công chúng, và chỉ công bố những chi tiết này sau khi Hoa Kỳ đã bắt đầu phản công tại Guadalcanal" vào tháng 8 năm 1942.

## Những hình ảnh về trận Trân Châu Cảng

Tàu chiến và máy bay Nhật Bản
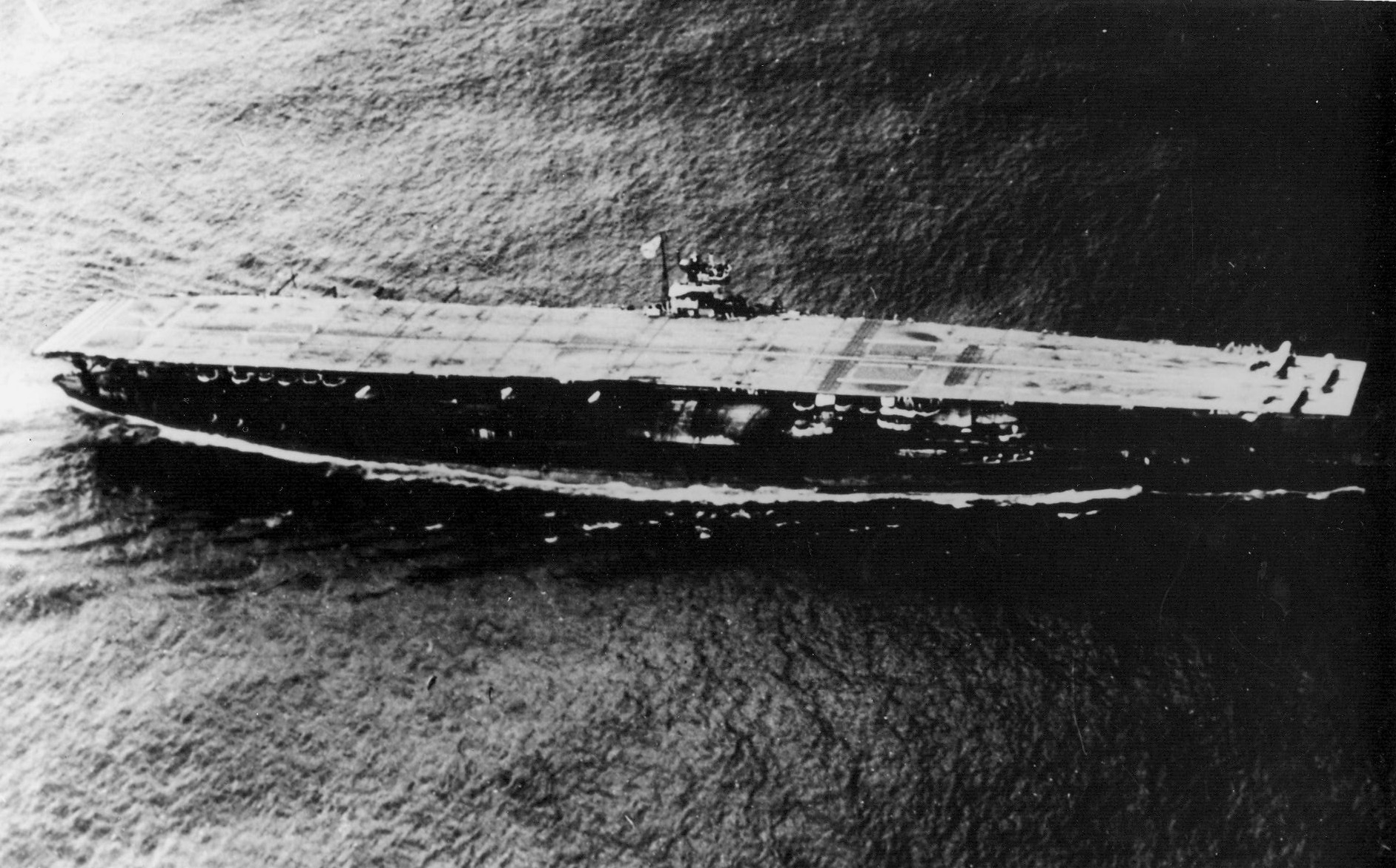
Tàu sân bay Akagi
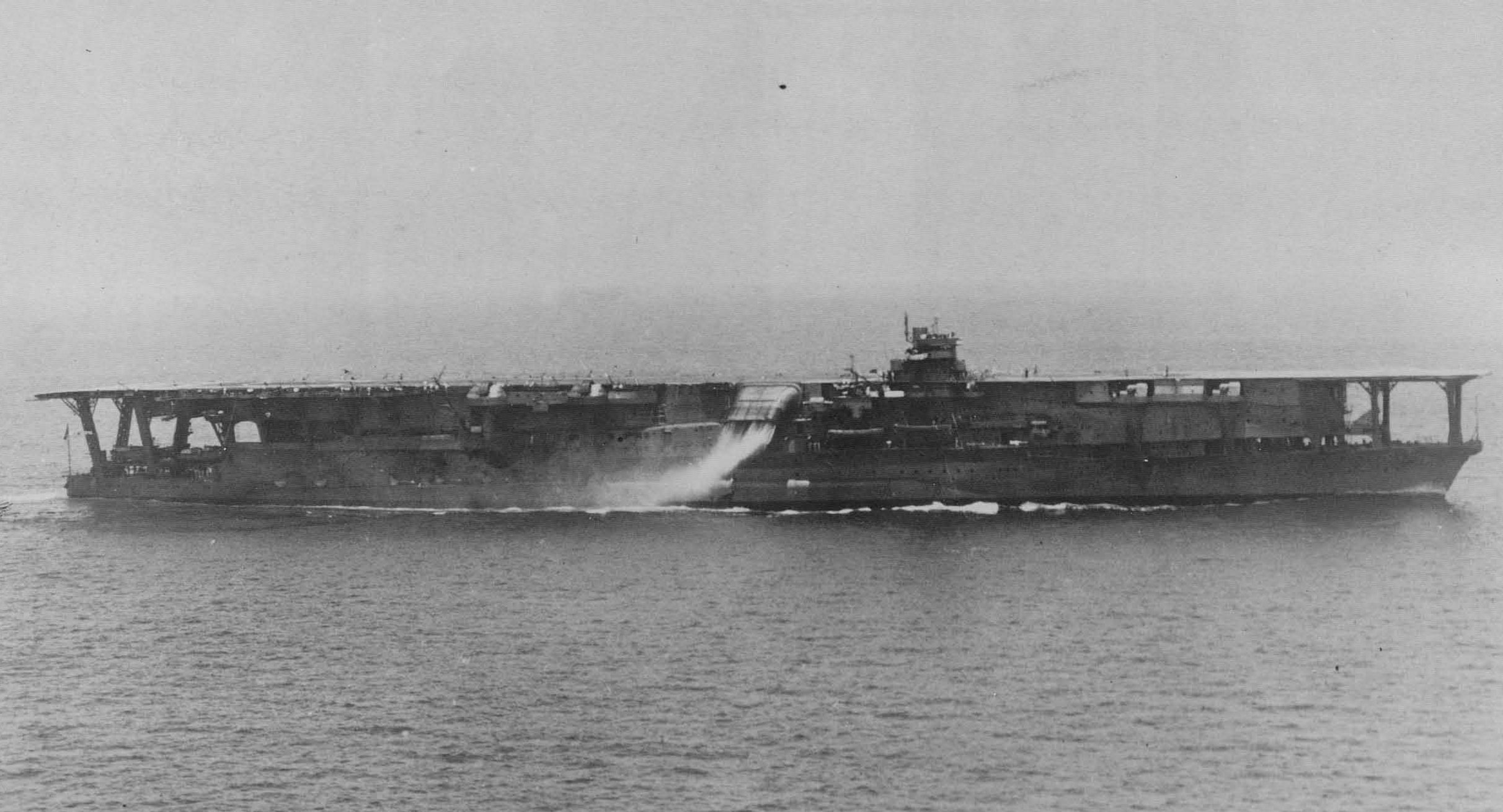
Tàu sân bay Kaga
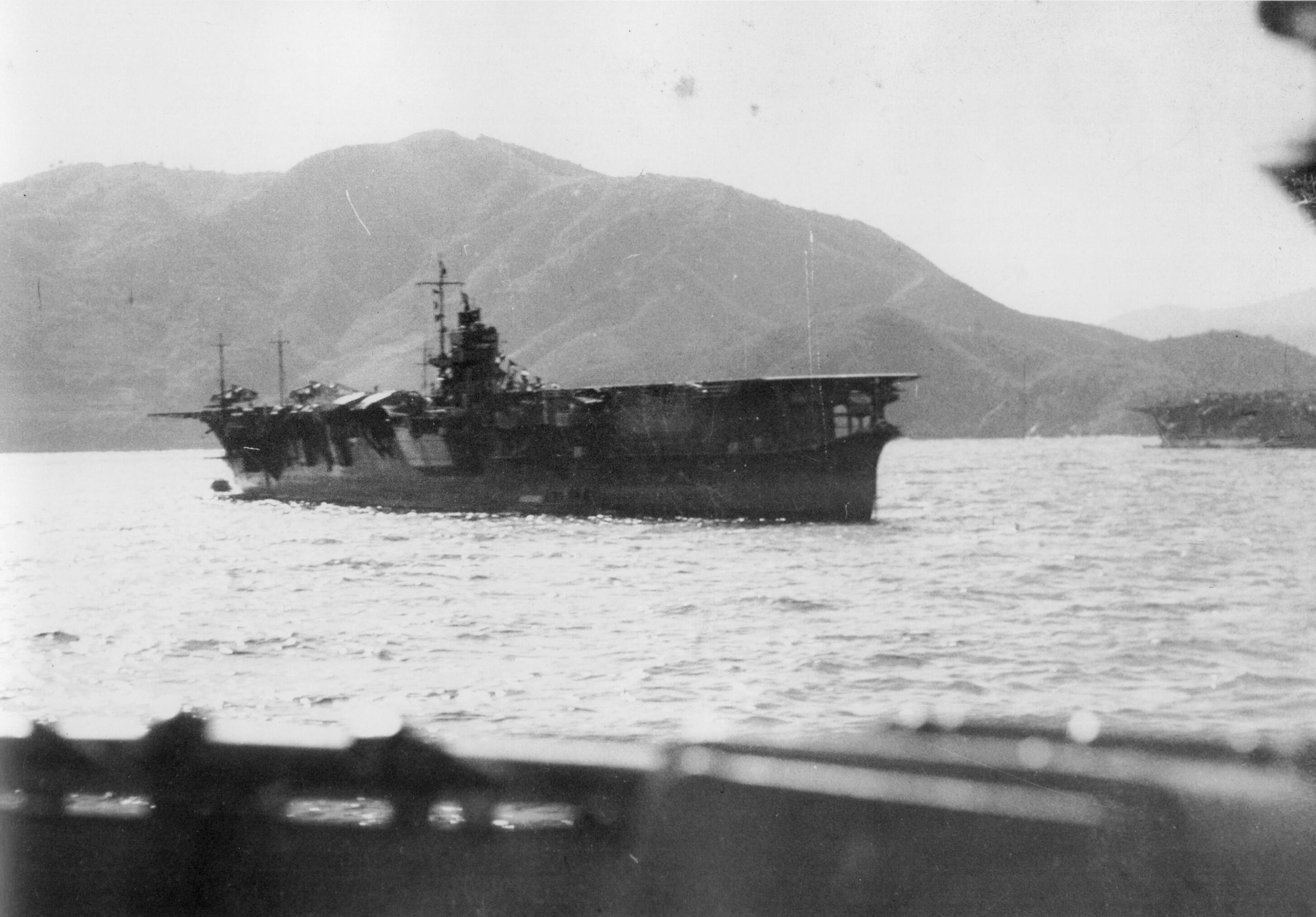
Tàu sân bay Sōryū
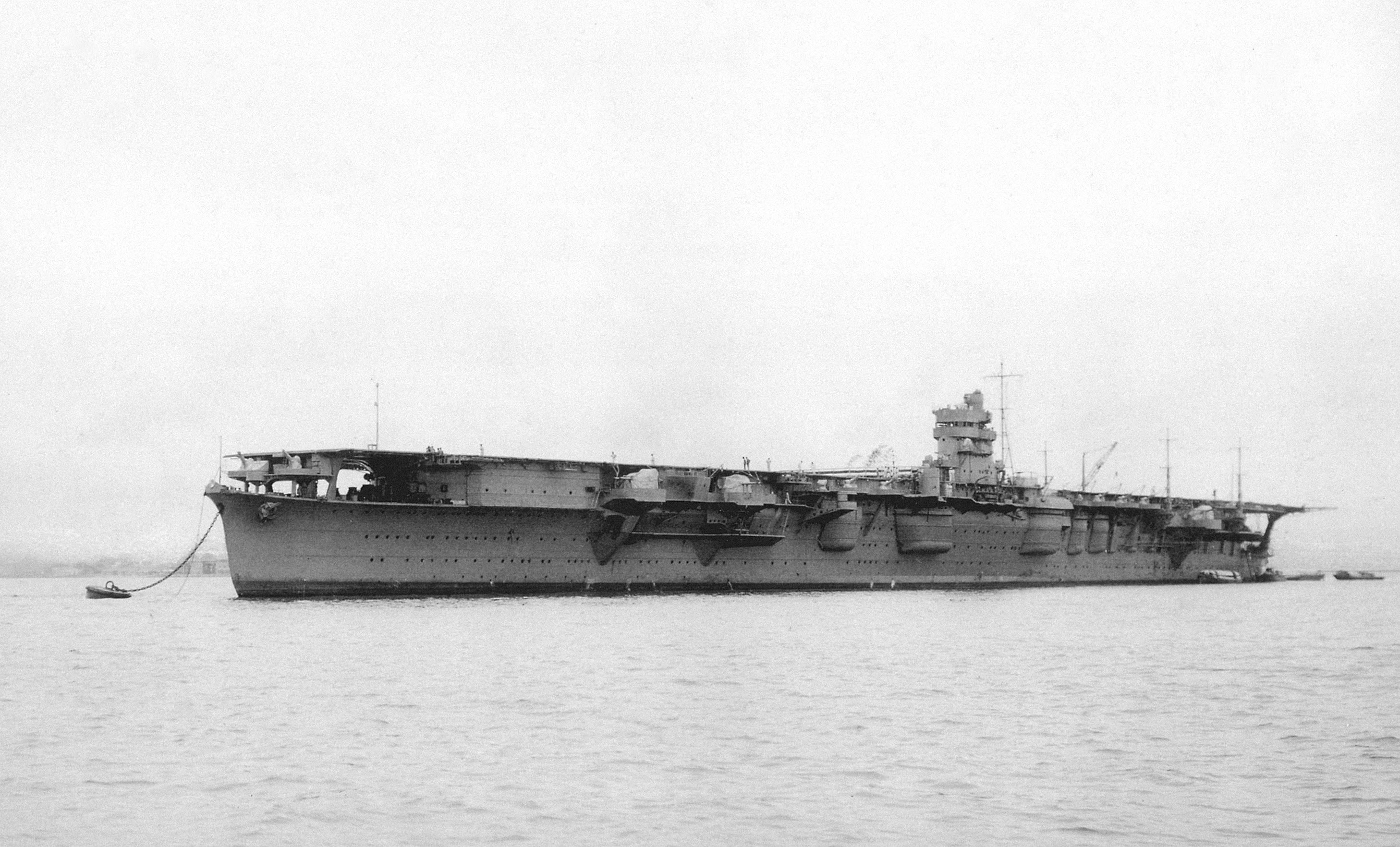
Tàu sân bay Hiryū
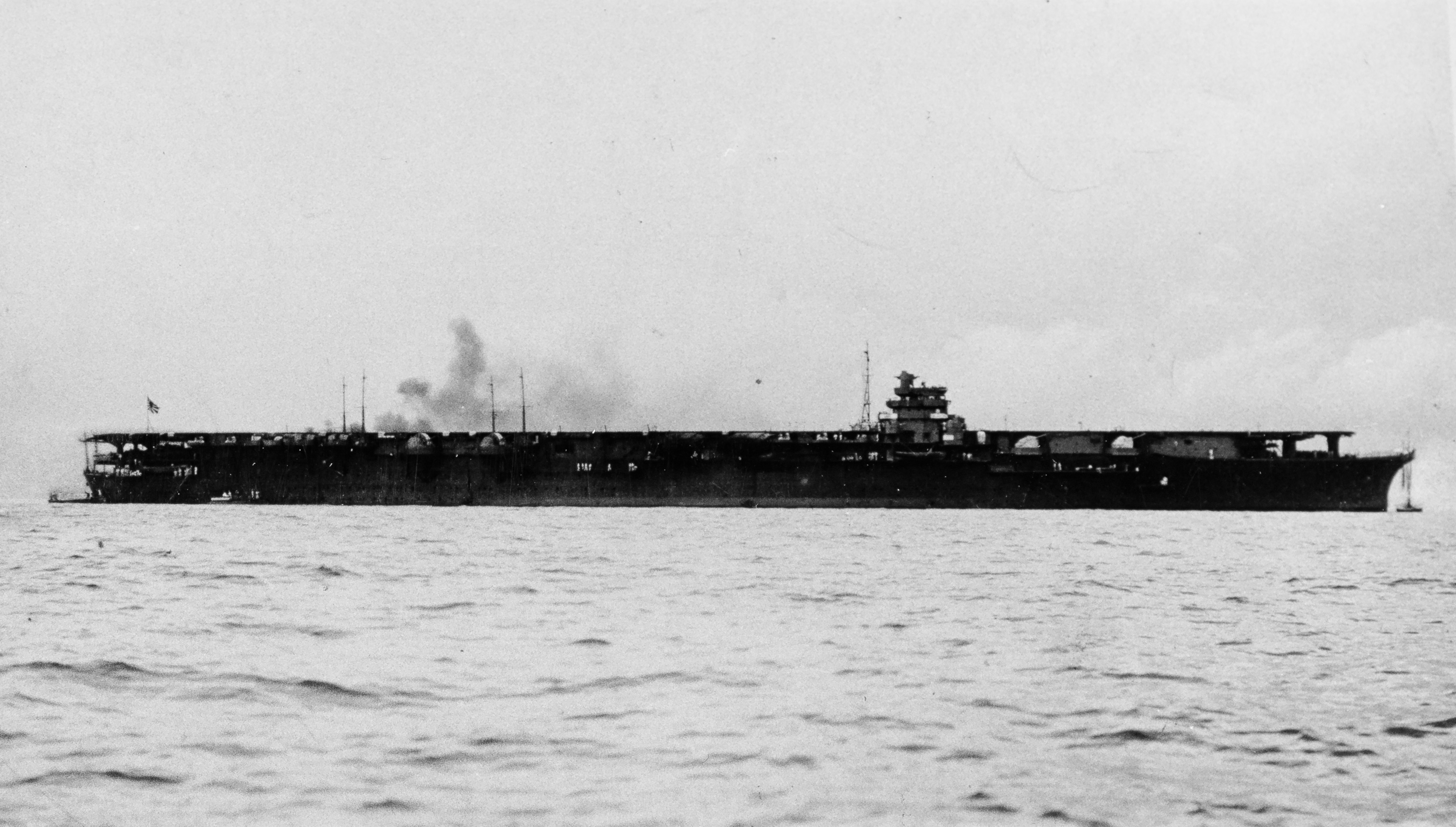
Tàu sân bay Shōkaku
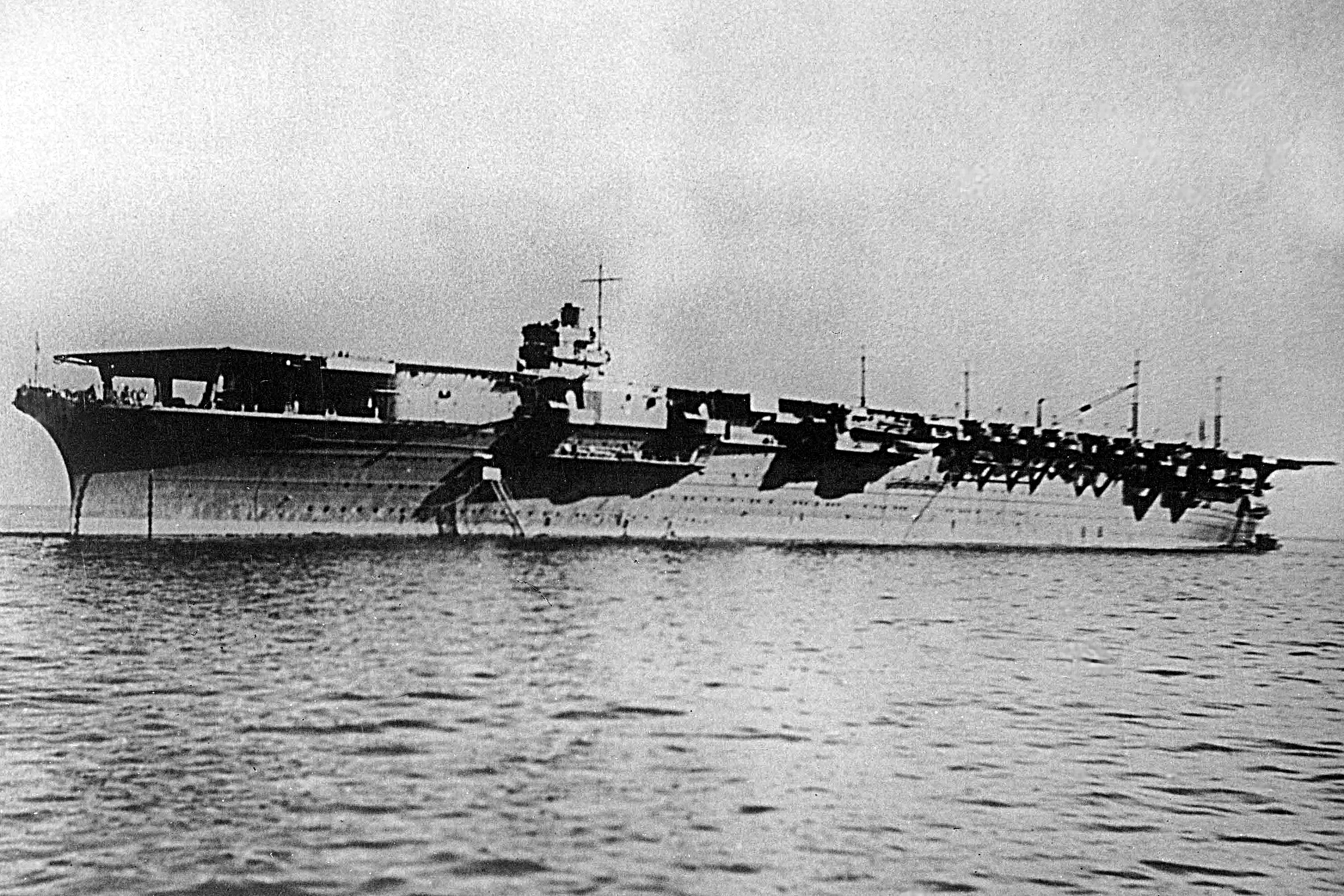
Tàu sân bay Zuikaku

Nakajima B5N KateNakajima B5N Kate
Mitsubishi A6M ZeroMitsubishi A6M Zero
Aichi D3A VALAichi D3A VAL

Những hình ảnh về cuộc tấn công
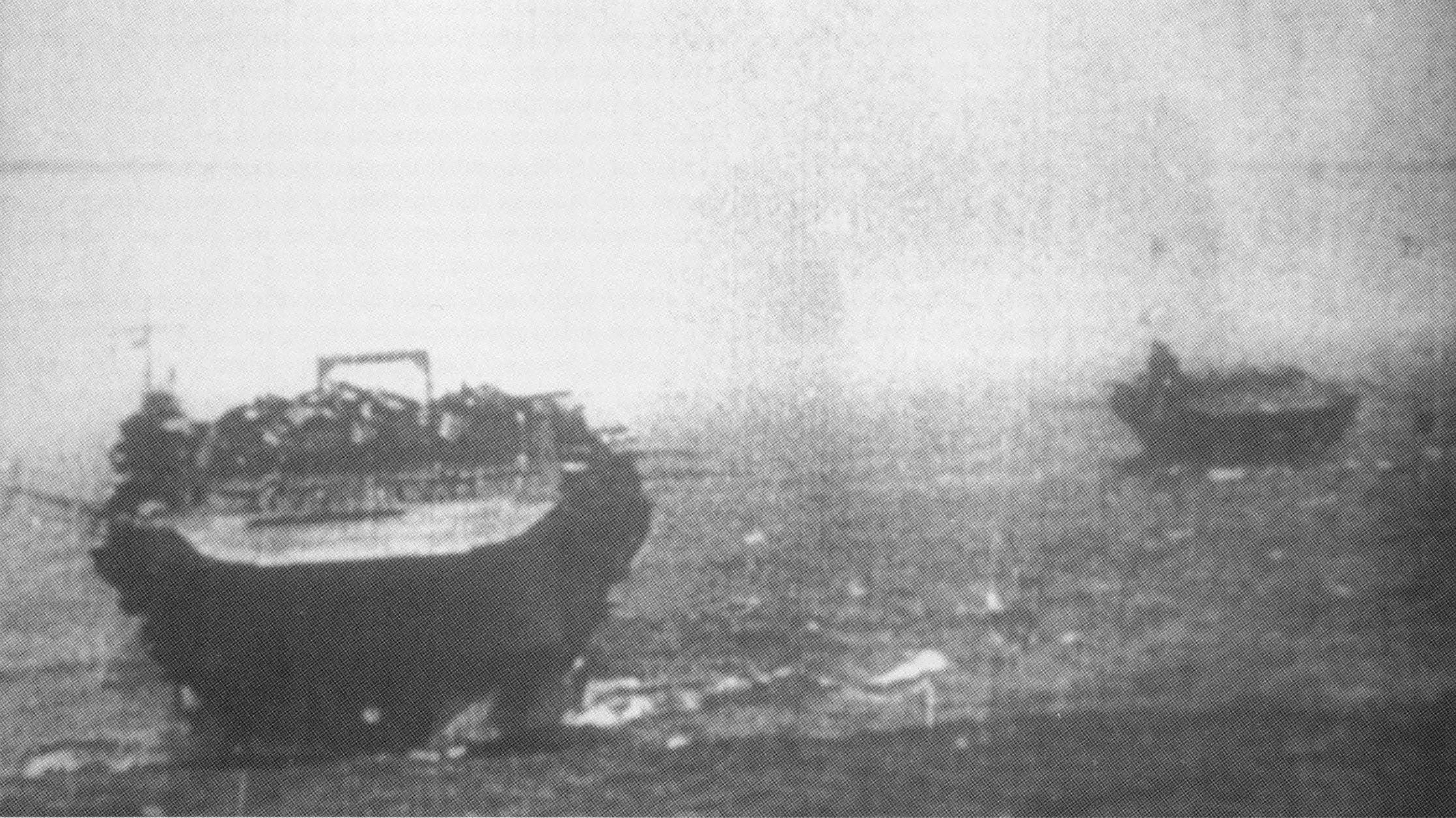
Hai trong số sáu tàu sân bay, Kaga và Zuikaku, trên đường đến Quần đảo Hawaii
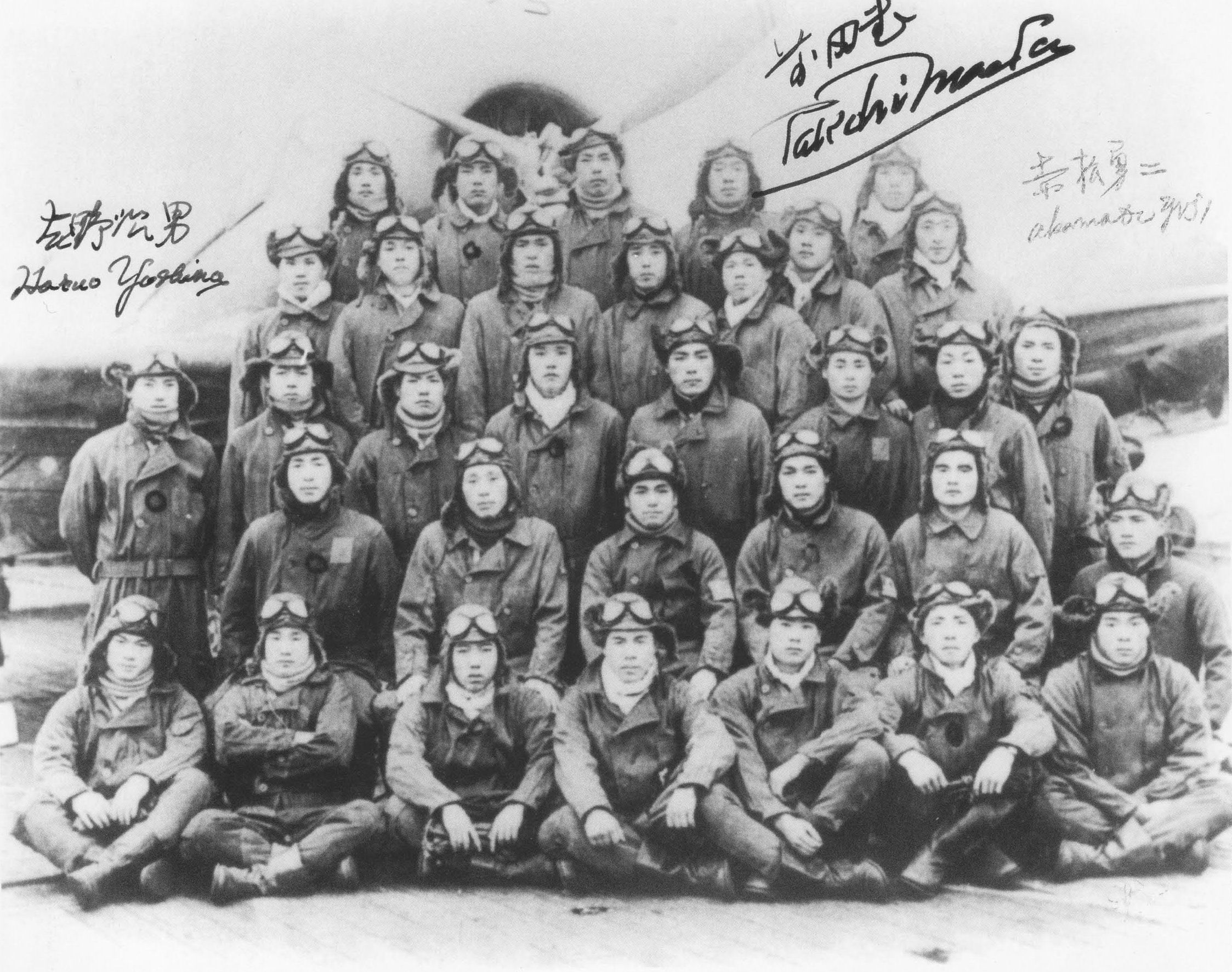
Một số phi công của hàng không mẫu hạm Kaga đặt ra một ngày trước cuộc tấn công
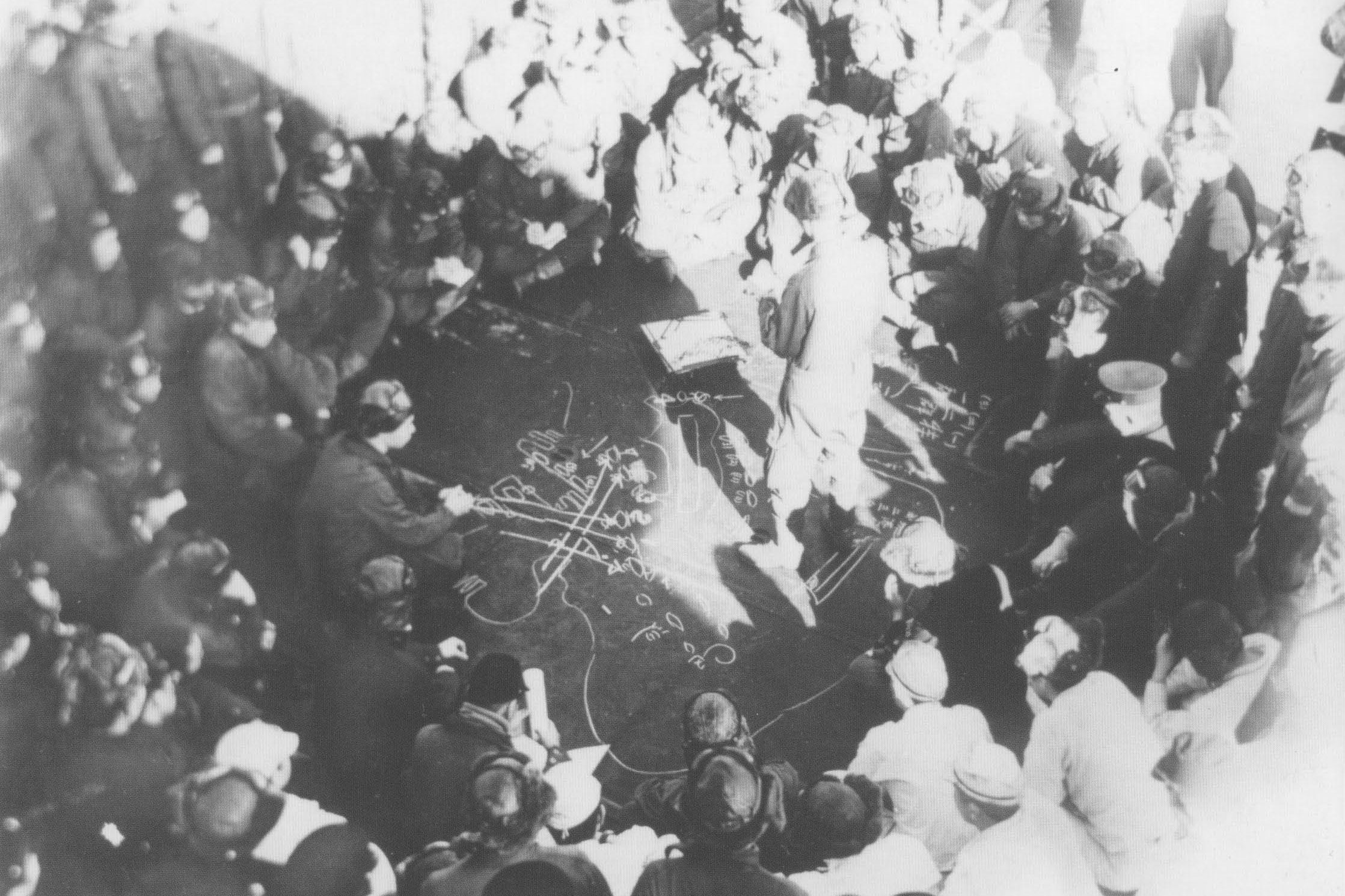
Các phi công của Kaga tóm tắt về một bản vẽ của bến cảng, một ngày trước cuộc tấn công
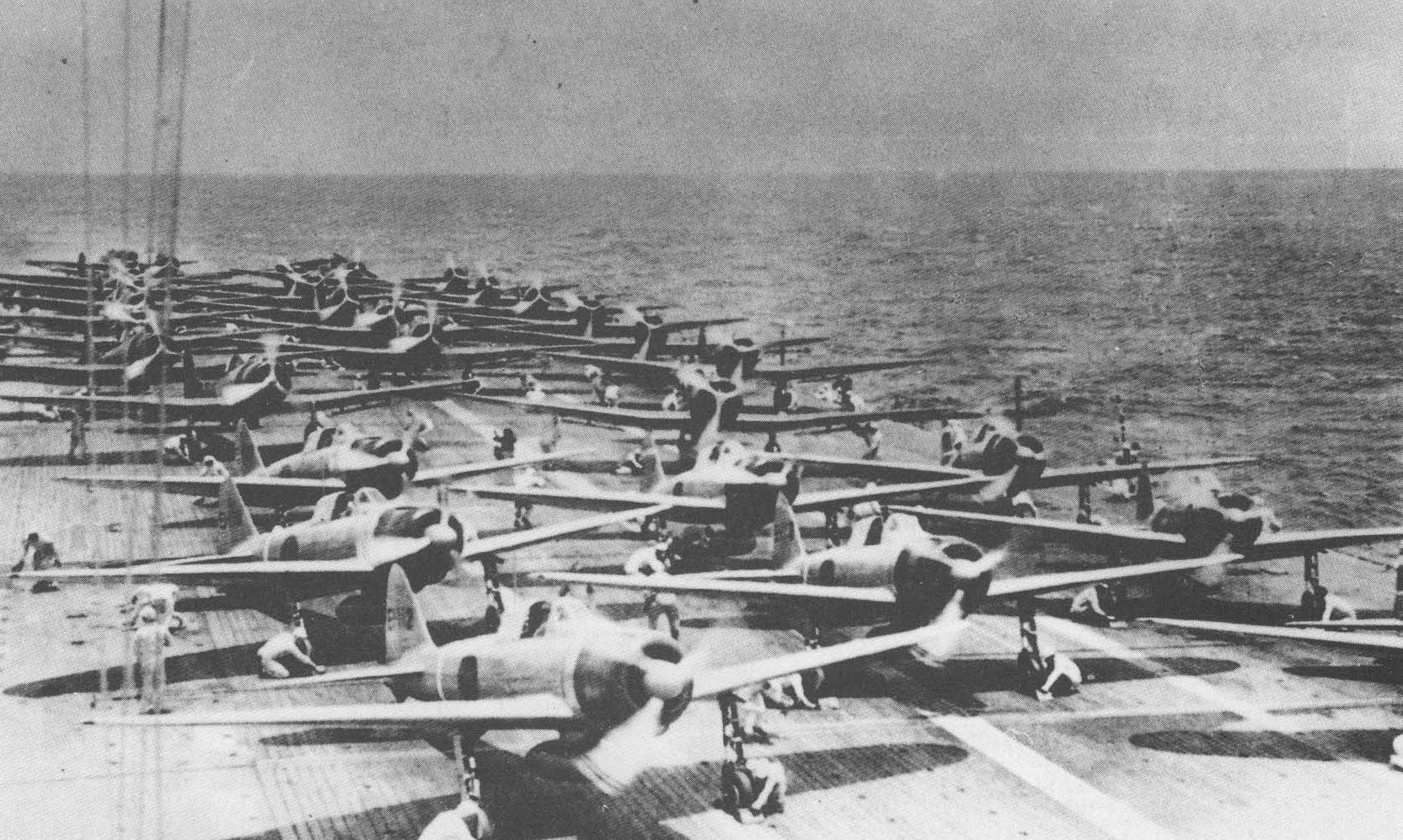
Vào rạng sáng ngày 7 tháng 12, trên  Shokaku , làn sóng tấn công đầu tiên chuẩn bị cất cánh
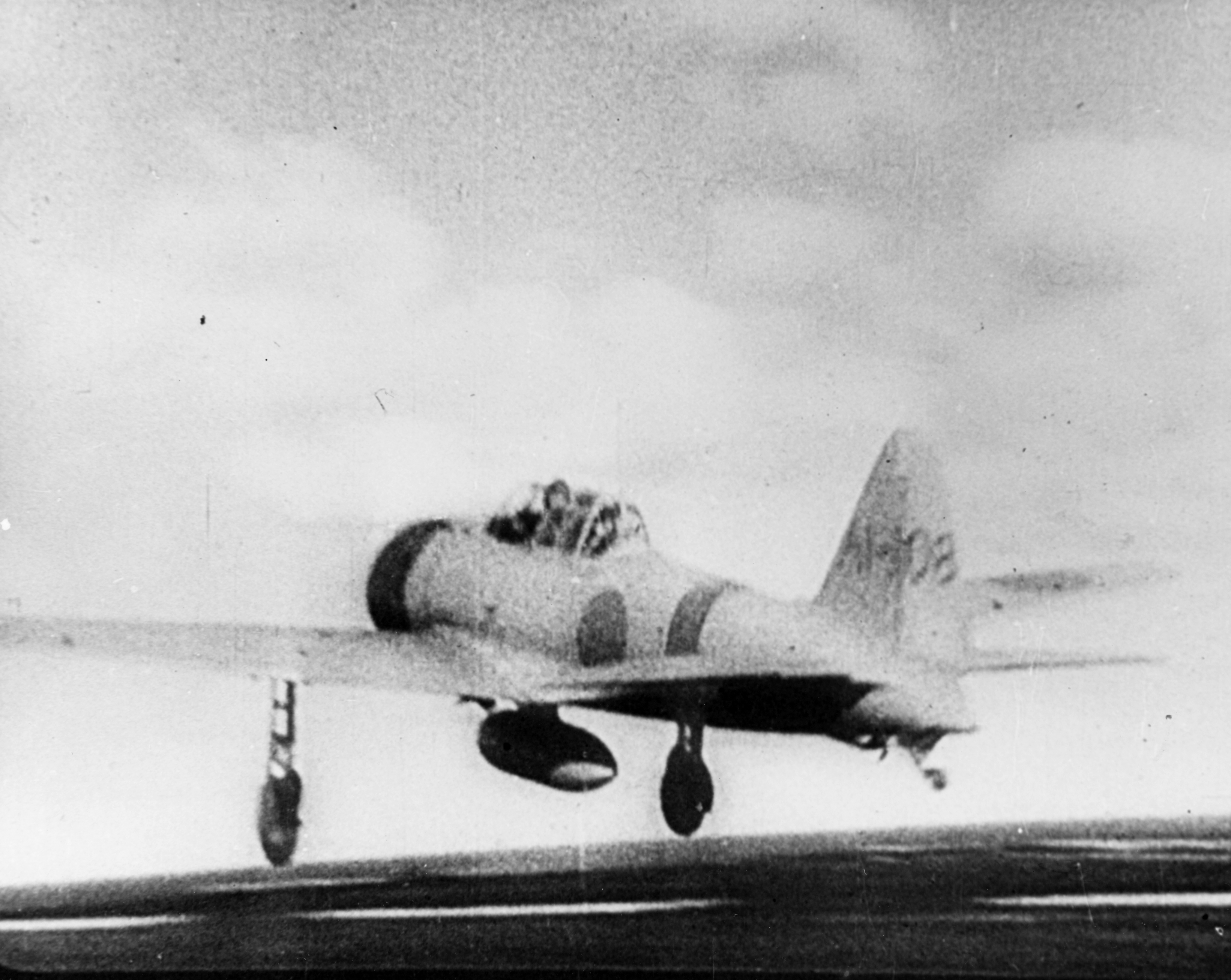
Một máy bay tiêm kích Mitsubishi A6M2 "Zero" Nhật Bản thuộc đợt tấn công thứ hai đang cất cánh từ tàu sân bay Akagi vào buổi sáng ngày 7 tháng 12 năm 1941
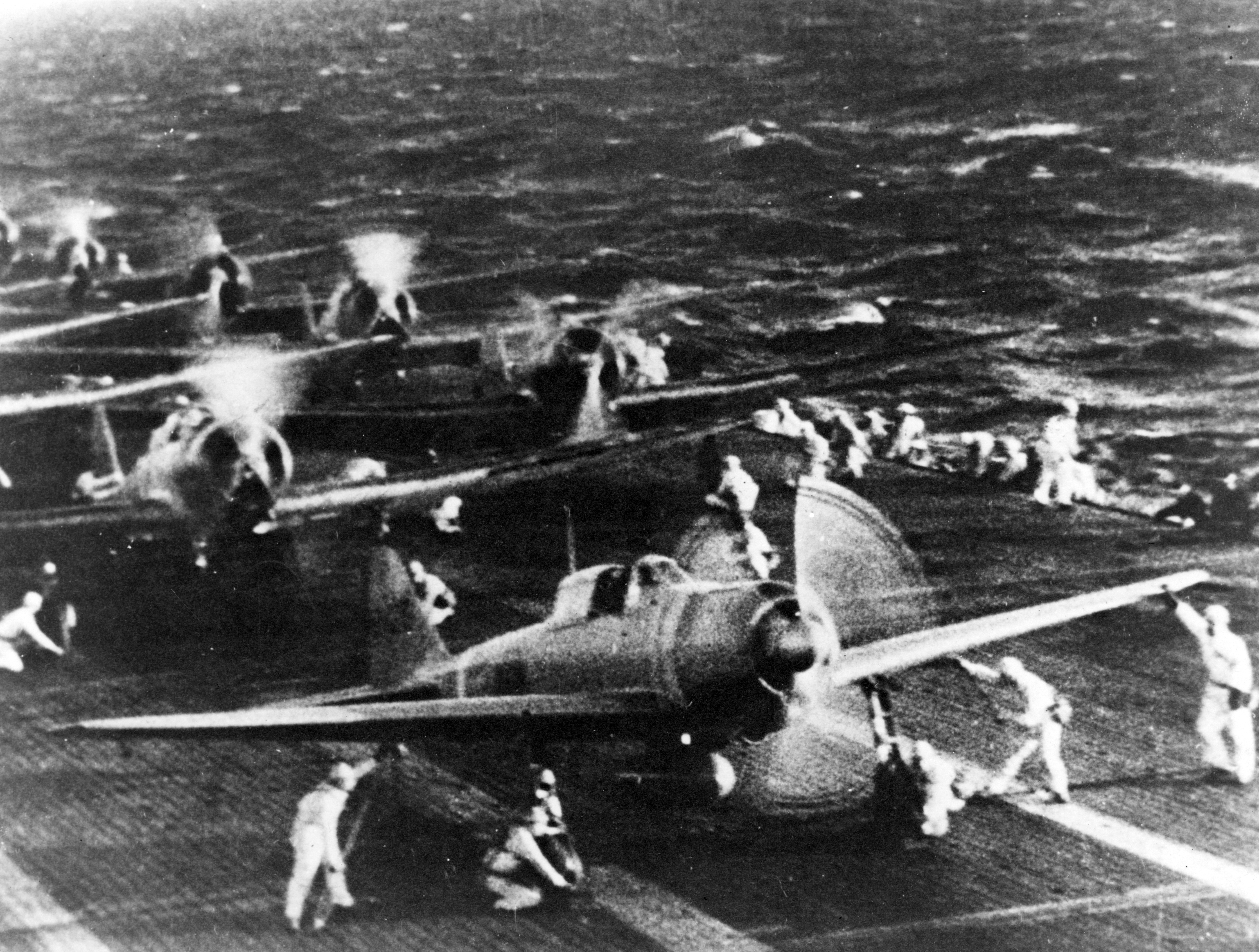
Những chiếc Zero thuộc đợt tấn công thứ hai chuẩn bị cất cánh từ tàu sân bay Shokaku để tấn công Trân Châu Cảng
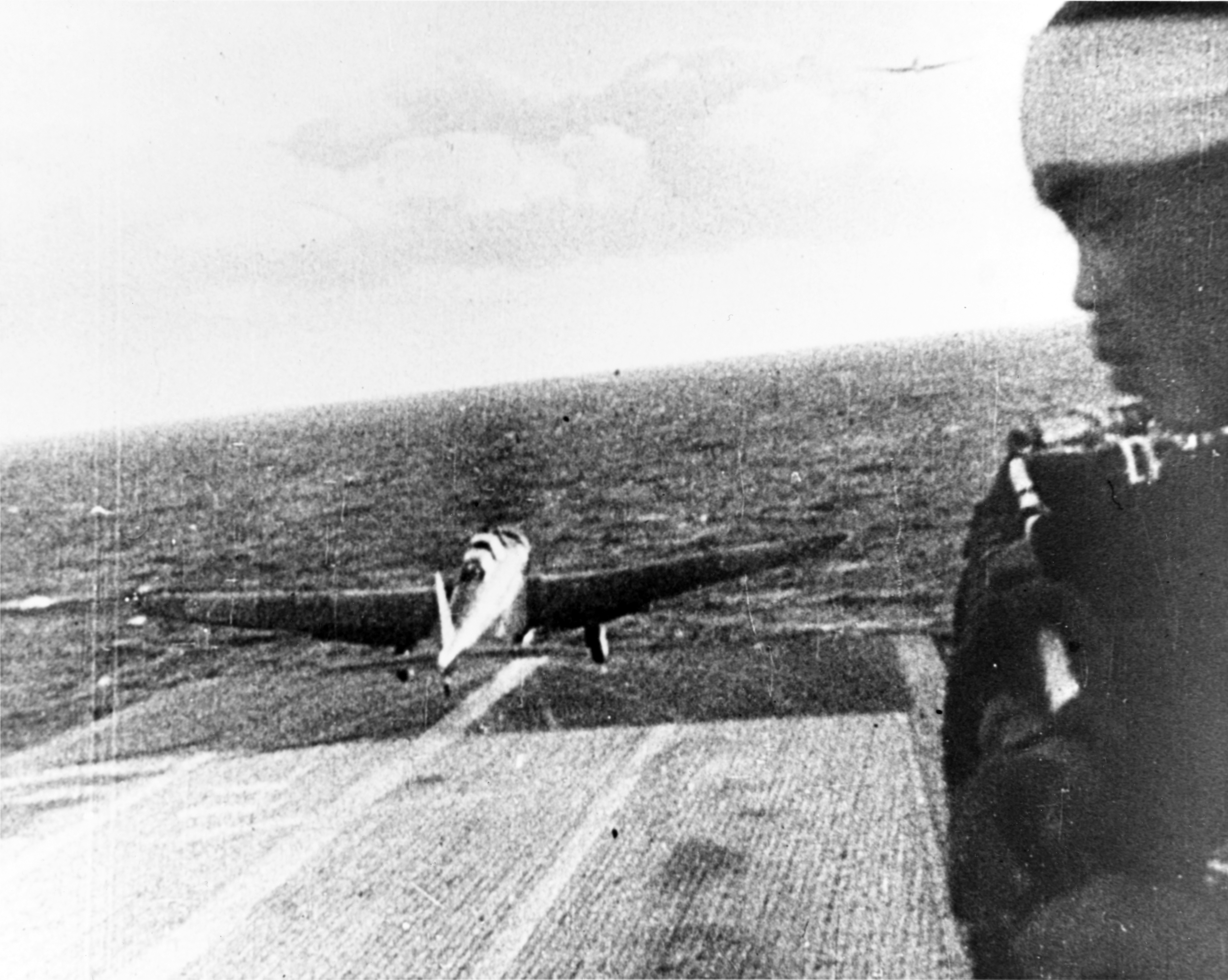
Một máy bay ném ngư lôi Nakajima B5N2 "Kate" Nhật Bản cất cánh từ tàu sân bay Shokaku
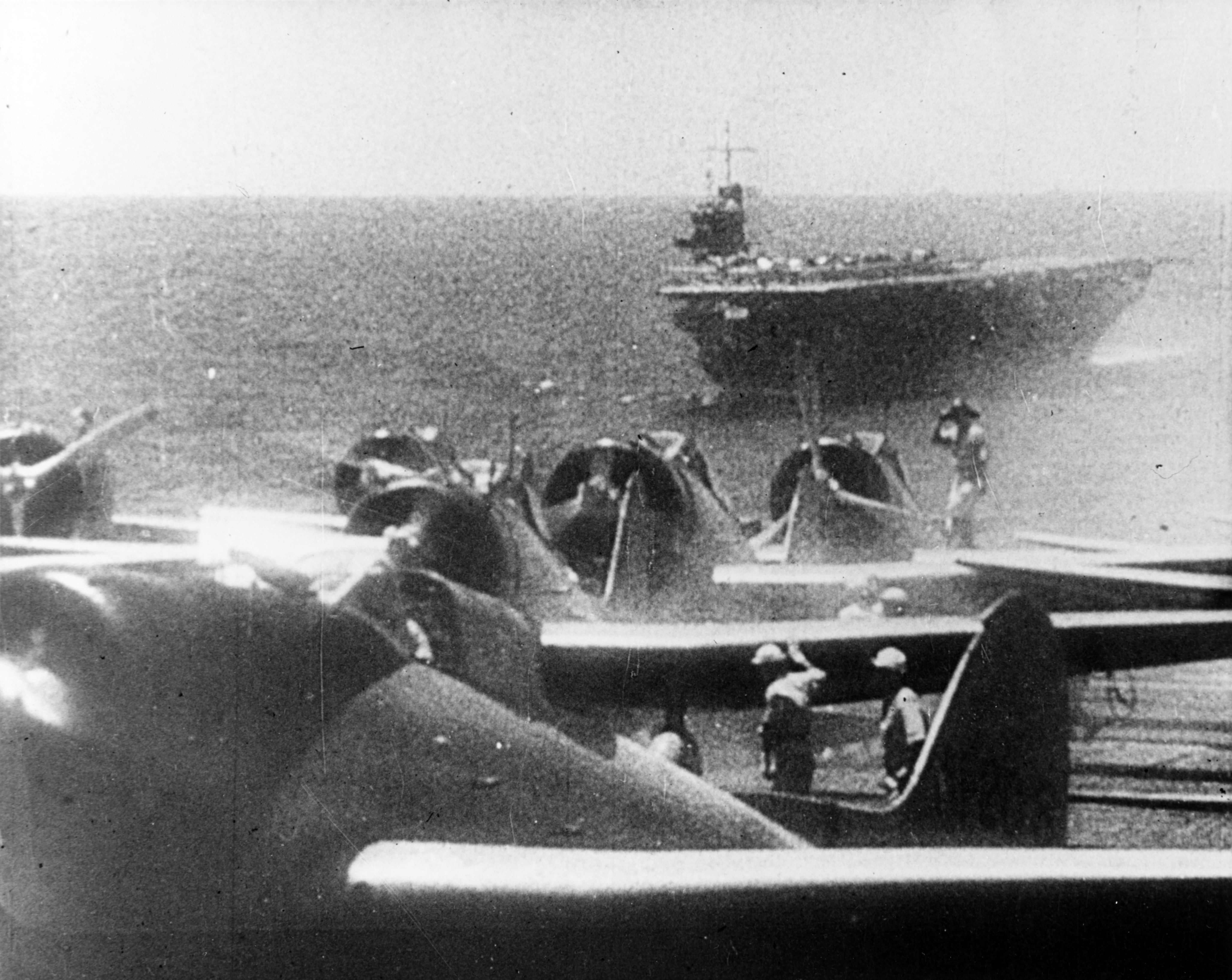
Những chiếc máy bay ném bom bổ nhào Aichi D3A1 "Val" Nhật Bản thuộc đợt tấn công thứ hai đang chuẩn bị cất cánh. Tàu sân bay Sōryū đang ở phía sau
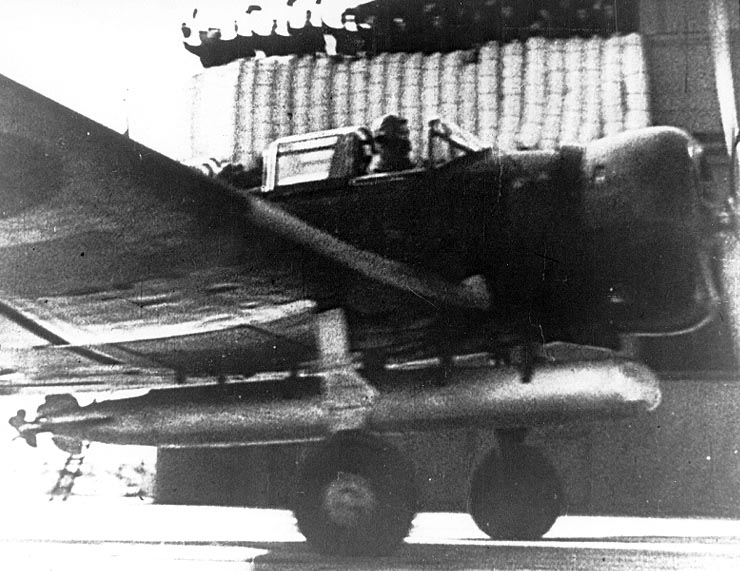
Máy bay ném ngư lôi Nakajima B5N đang cất cánh từ tàu sân bay Akagi
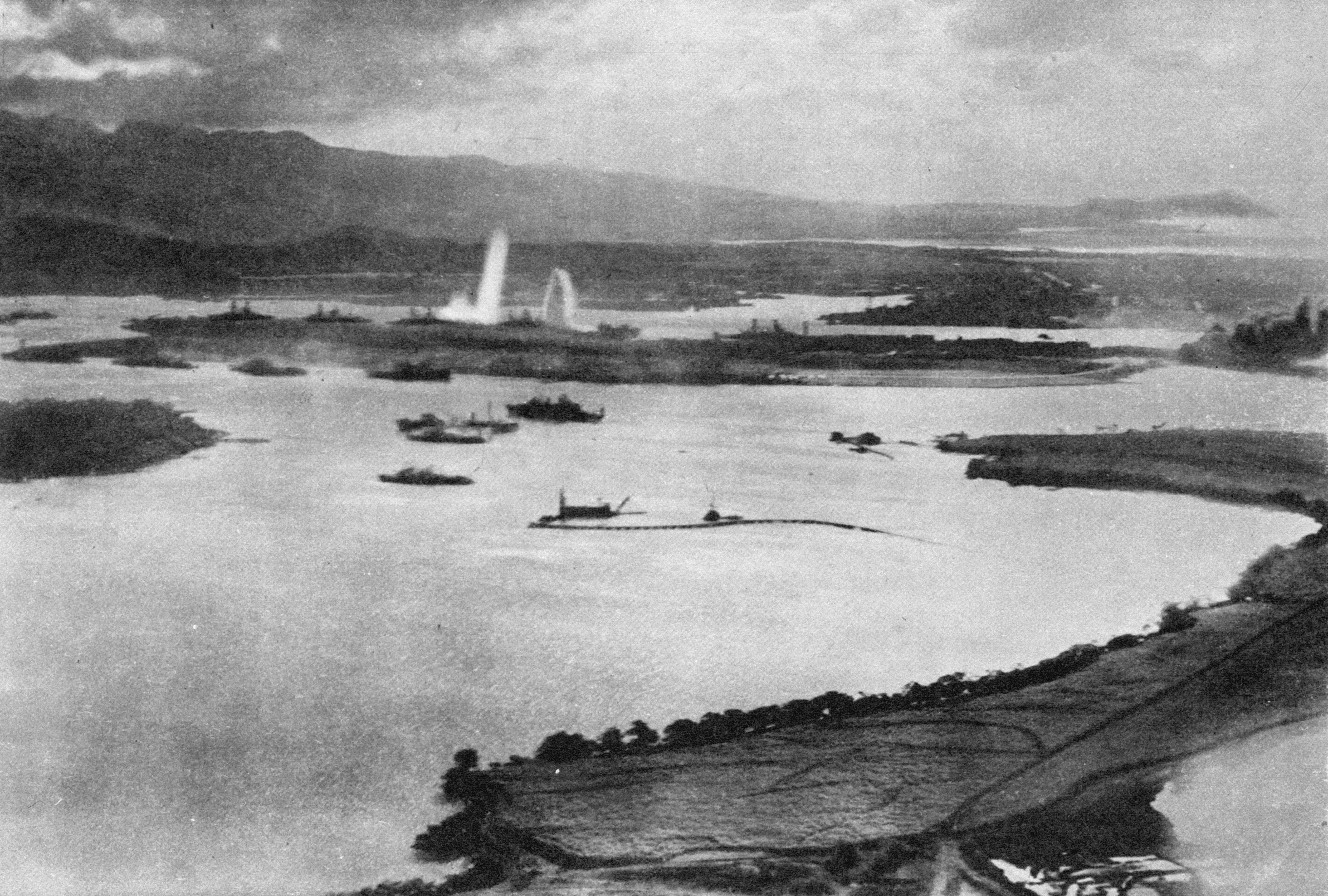
Cảnh tượng cuộc tấn công Trân Châu cảng từ góc nhìn của một phi công trên máy bay Nhật vào lúc 7 giờ 55 phút ngày 7 tháng 12
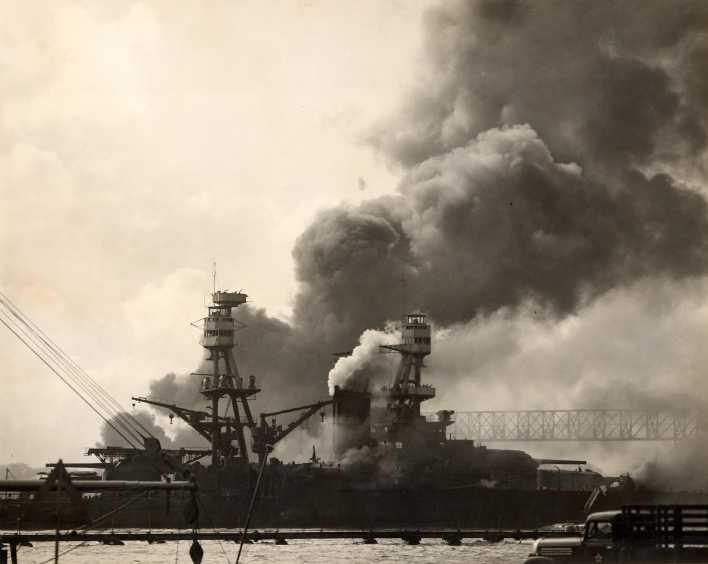
Thiết giáp hạm USS Nevada toan tính thoát ra khỏi cảng
Tàu ngầm mini của Nhật bị đánh chìm ở bờ biển OahuTàu ngầm mini của Nhật bị đánh chìm ở bờ biển Oahu
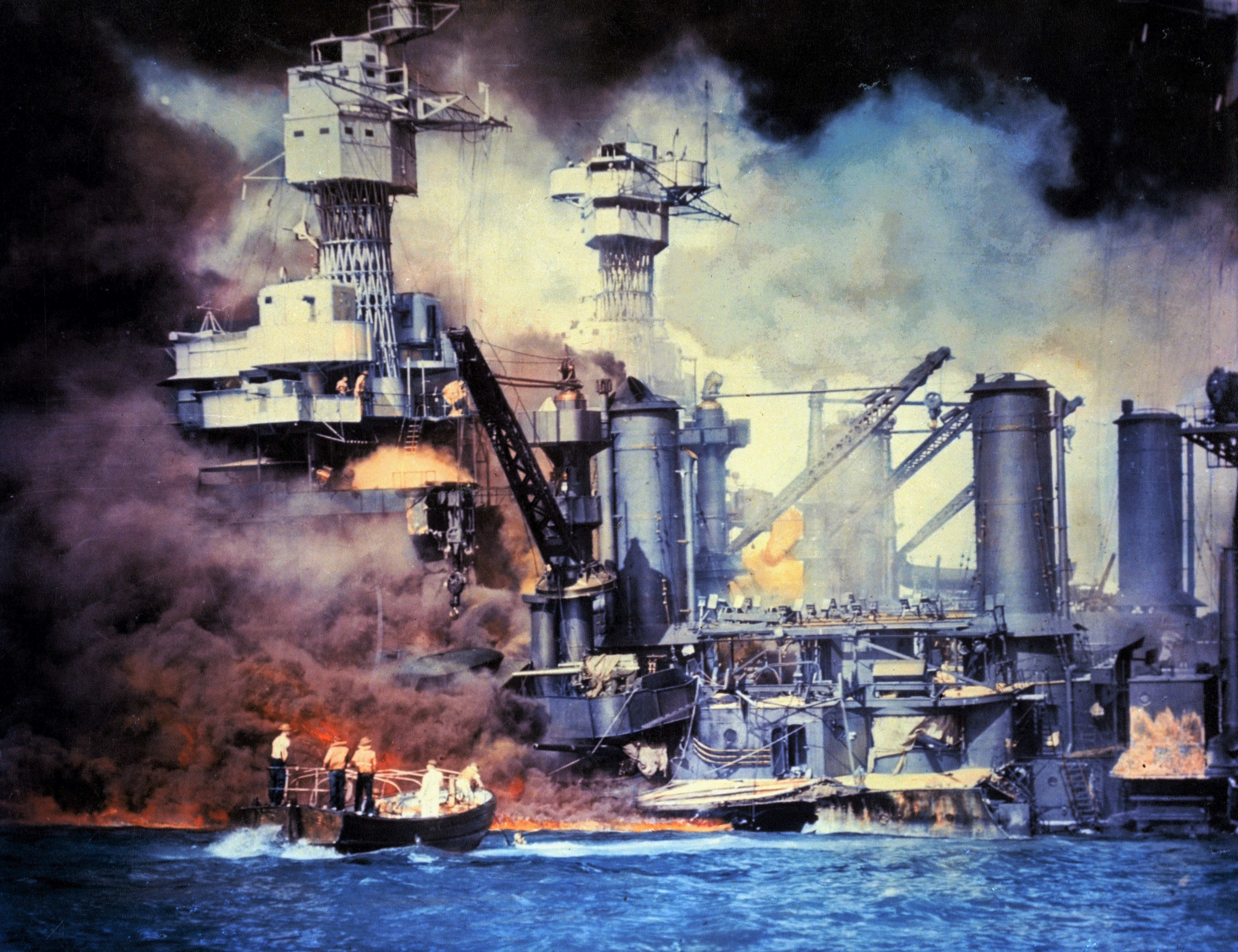
Thiết giáp hạm USS West Virginia trúng phải hai quả bom và bảy ngư lôi, trong đó có một ngư lôi được bắn ra từ một tàu ngầm mini
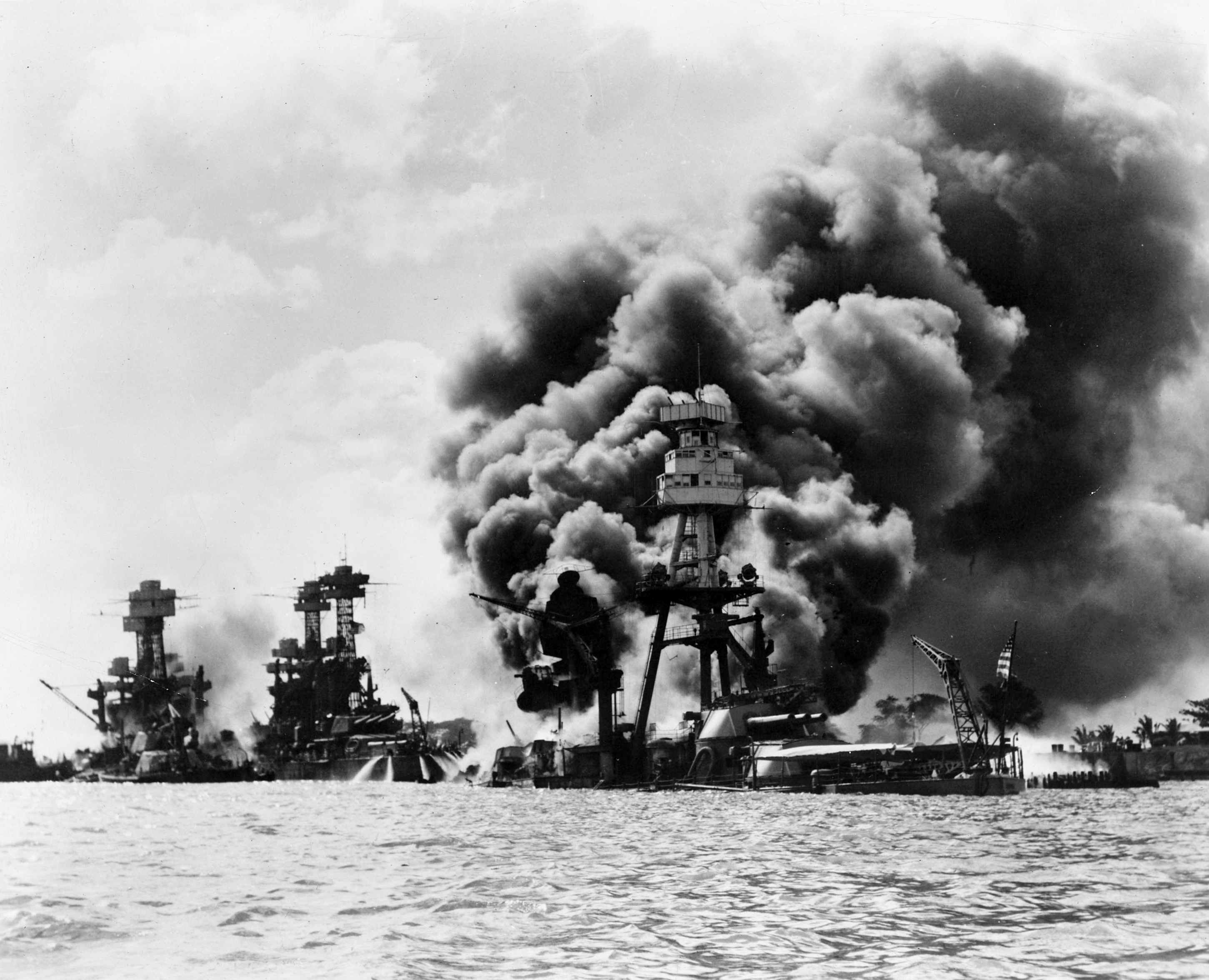
Sau trận tấn công: USS West Virginia (hư hỏng nặng), USS Tennessee (hư hỏng) và chiếc USS Arizona (bị đánh chìm)
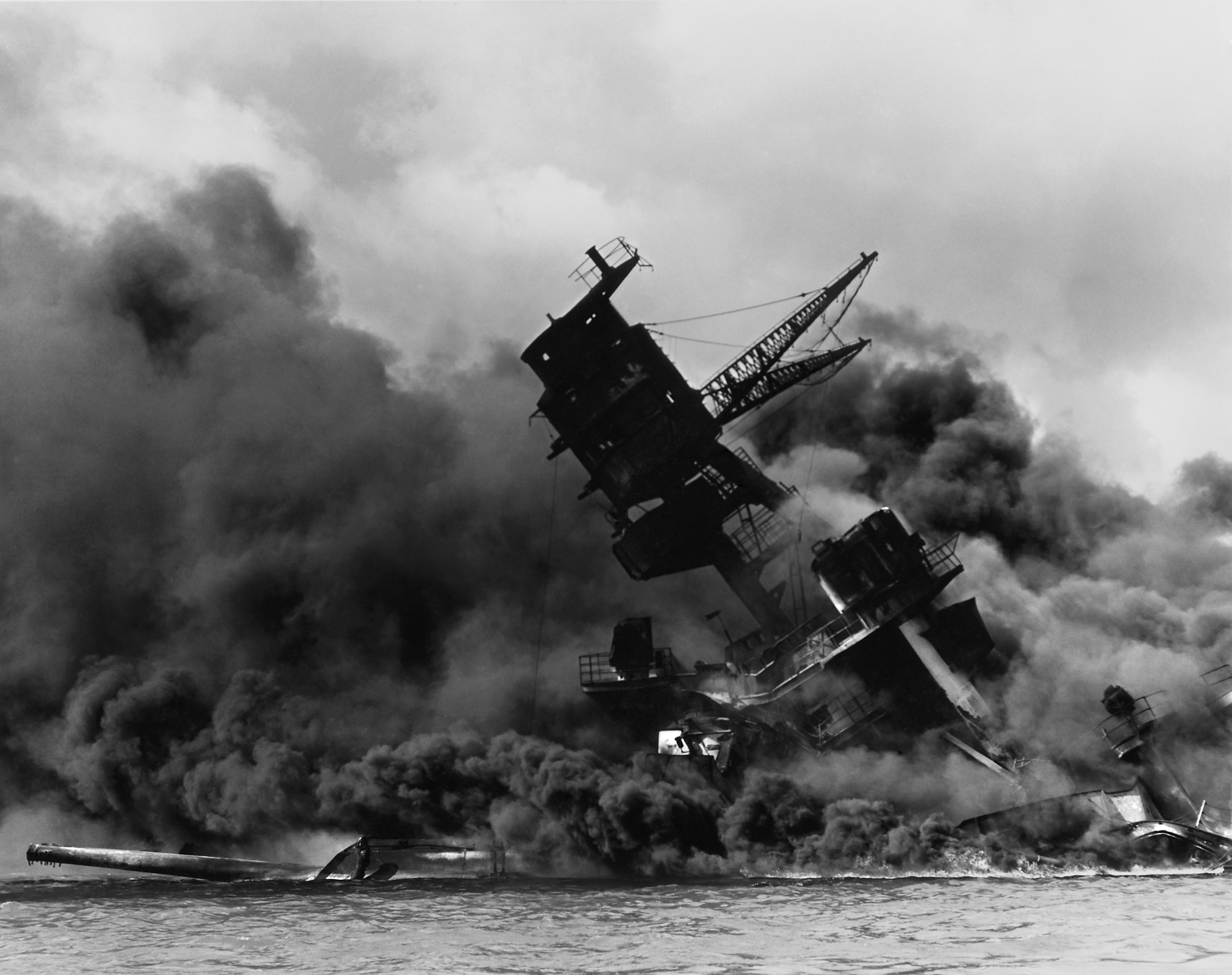
USS Arizona sau khi bị đánh trúng
Một chiếc Aichi D3A bị bắn hạMột chiếc Aichi D3A bị bắn hạ
Xác chiếc Nakajima B5N bị bắn hạ trong trận chiếnXác chiếc Nakajima B5N bị bắn hạ trong trận chiến

## Phim và sách về sự kiện

### Hư cấu dựa trên lịch sử
- Secret Agent of Japan (1942) là bộ phim đầu tiên kể về công tác gián điệp chuẩn bị cho cuộc tấn công.[116]
- This Is the Army (1943) phim có sự tham gia của tổng thống thứ 40 của nước Mỹ, Ronald Reagan trong vai Johnny đã tham gia chiến tranh sau sự kiện tấn công Trân Châu cảng.
- December 7th: The Movie (1943)
- Task Force (film) (1949)
- From Here to Eternity (1953) của tác giả James Jones. Trận tấn công Trân Châu Cảng đóng một vai trò thiết yếu trong cuộc sống của Robert E. Lee Prewitt. Phim kể về các lộn xộn, rắc rối của các quân nhân đồn trú ở Hawaii trong các tháng trước khi xảy ra trận Trân Châu Cảng.
- The Revolt of Mamie Stover (1956)
- In Harm's Way (1965)
- Tora! Tora! Tora! năm 1970 là một bộ phim về cuộc tấn công của Nhật Bản vào Trân Châu Cảng. Nhiều người đã đánh giá nó là bộ phim trung thực nhất kể lại cuộc tấn công này vì nó liên hệ đến nhiều khía cạnh của trận đánh có chú ý đến các sự kiện có thật trong lịch sử.
- 1941 (1979)
- The Final Countdown (1980) là một bộ phim lấy bối cảnh chung quanh Trân Châu Cảng, trong đó chiếc tàu sân bay nguyên tử USS Nimitz vào năm 1980 được cho đi ngược thời gian về ngày 6 tháng 12 năm 1941, một ngày trước khi xảy ra trận tấn công vào cảng.
- Trân Châu Cảng (Pearl Harbor) là tựa của một bộ phim sản xuất năm 2001 về cuộc tấn công năm 1941. Cuốn phim là một câu chuyện tình hơn là một biên niên sử chính xác của sự kiện này, cho dù một số sự kiện được trình bày đã thực sự xảy ra. Một số cảnh trong phim trên tàu được quay trên chiếc USS Lexington ở Corpus Christi, Texas. Phim được đạo diễn bởi Michael Bay và gồm các diễn viên Ben Affleck, Josh Hartnett, Cuba Gooding Jr. và Kate Beckinsale.
- December 7th, đạo diễn bởi John Ford cho Hải quân Hoa Kỳ vào năm 1943, là một cuốn phim tái tạo lại các đợt tấn công của lực lượng Nhật Bản. Các tài liệu khác cũng như các tài liệu nghe nhìn thường nhầm lẫn chiếu lại các hình ảnh trong phim này cho là các cảnh quay thực của cuộc tấn công Trân Châu Cảng.[117]

### Sách lịch sử
- Crisis: The Japanese Attack on Pearl Harbor and Southeast Asia (1992)
- Day of Deceit (2001)
- At Dawn We Slept: The Untold Story of Pearl Harbor của tác giả Gordon W. Prange là một công trình cực kỳ toàn diện về những sự kiện dẫn đến cuộc tấn công Trân Châu Cảng. Đây là một bản báo cáo công bằng xem xét đến cả khía cạnh của Nhật Bản lẫn Hoa Kỳ. Prange đã bỏ ra 37 năm cho quyển sách này bằng cách nghiên cứu các tài liệu về Trân Châu Cảng và phỏng vấn những người tham gia còn sống sót để thử lần ra sự thật thấu đáo về những gì đã xảy ra khiến Nhật Bản tấn công Hoa Kỳ tại Trân Châu Cảng, tại sao tình báo Hoa Kỳ đã thất bại trong việc dự đoán trận tấn công, và tại sao một thỏa thuận hòa bình đã không thể đạt được. The Village đã nói về At Dawn We Slept như sau: "là công trình toàn diện và đầy đủ nhất mà chúng ta muốn có về chính xác những gì đã xảy ra và bằng cách nào và tại sao."
- The Attack on Pearl Harbor: An Illustrated History của tác giả Larry Kimmett và Margaret Regis là một công trình tái dựng một cách cẩn thận "Day of Infamy" (Ngày ô nhục) sử dụng bản đồ, hình ảnh, minh họa và một CD hoạt hình. Nó mô tả lại các giai đoạn vạch kế hoạch ban đầu của Nhật, quá trình tấn công cho đến việc trục vớt Hạm đội Thái Bình Dương. Quyển sách cung cấp một cái nhìn toàn cục khá chi tiết về cuộc tấn công.
- Pearl Harbor Countdown: Admiral James O. Richardson của tác giả Skipper Steely là một công trình sâu sắc và chi tiết về những sự kiện đưa đến thảm họa Trân Châu Cảng. Thông qua sự bàn luận súc tích về cuộc đời và các mốc thời gian của Đô đốc James O. Richardson, Steely khảo sát bốn thập niên về chính sách ngoại giao của Hoa Kỳ, truyền thống thực hành trong quân đội, tình báo Hoa Kỳ và khía cạnh quản trị của quân đội, bộc lộ nhiều câu chuyện chưa được kể về những sự kiện dẫn đến cuộc tấn công của Nhật.

### Phóng tác lịch sử
- Days of Infamy là một tiểu thuyết của Harry Turtledove trong đó việc Nhật Bản tấn công Hawaii không chỉ giới hạn trong việc không kích Trân Châu Cảng, mà là một cuộc tấn công toàn diện và chiếm đóng sau khi quân Hoa Kỳ bị đánh bật ra khỏi quần đảo (điều mà một trong những người vạch kế hoạch chủ chốt của cuộc tấn công, Đại tá Minoru Genda mong muốn nhưng bị cấp trên từ chối). Nhiều quan điểm đặc trưng (thương hiệu của Turtledove) được rút ra từ những người thường dân Hawaii (cả người da trắng và người Nhật) cũng như binh lính và thủy thủ của cả hai phía Hoa Kỳ và Nhật. Đến nay Turtledove đang viết tiếp chương kế tiếp The End of the Beginning.
- Trong game trên máy tính Command & Conquer: Red Alert 2, Trân Châu Cảng là địa điểm hứng chịu một đòn tấn công của Liên Xô trong Thế Chiến III. Trong màn đầu tiên của loạt game Red Alert, Adolf Hitler được loại bỏ khỏi lịch sử bởi hệ thống ‘Chronosphere’ của Einstein, ngăn ngừa được sự diệt chủng hàng loạt (và suy đoán là không có vụ tấn công năm 1941 nhắm vào Trân Châu Cảng). Một vị tướng trong game đã bông đùa rằng "như là ai đó có thể tung một cuộc tấn công thành công vào nơi đây". Điều thú vị là, Bảo tàng Tưởng niệm Arizona vẫn hiện diện trong game, cho dù chiếc tàu đó không hề bị phá hủy do lịch sử trong game đã được thay đổi.
- Tiền đề của việc không kích và chiếm đóng Hawaii trong Days of Infamy trước đó đã được sử dụng trong phần thứ nhất của loạt phim hoạt hình OVA Konpeki no Kantai. Trong phần này, quân Nhật thực hiện cuộc tấn công vào những giờ đầu tiên của buổi sáng, và có các hoạt động tàu sân bay ban đêm hoàn hảo. Cuộc không kích được mở đầu bằng một pháo sáng được những máy bay chỉ điểm thả xuống. Toàn bộ căn cứ (kể cả các xưởng sửa chữa) và một số tàu tiếp liệu trong cảng bị tiêu diệt vào buổi sáng sớm. Đối phó với lực lượng chủ yếu của Hạm đội Thái Bình Dương, Hạm đội Liên hợp Nhật Bản đã tái bố trí lại và tiêu diệt khi chúng quay trở lại Trân Châu Cảng. Phần này, vốn được chia thành ba hiệp trong loạt game mang cùng tên, kết thúc với việc quân Nhật đổ bộ lên tất cả các hòn đảo ở Hawaii.

#### Sách
- Lê Vinh Quốc; Huỳnh Văn Tòng (1991), Cuộc chiến tranh Thái Bình Dương (1941-1945) - Tập một, Việt Nam: Nhà xuất bản Giáo dục.
- Lê Văn Quang (2003). Lịch sử quan hệ quốc tế từ 1917 đến 1945. Thành phố Hồ Chí Minh: Nhà xuất bản Giáo dục.
- Conn, Stetson; Fairchild, Byron; Engelman, Rose C. (2000), "7 — The Attack on Pearl Harbor", Guarding the United States and Its Outposts, Washington D.C.: Center of Military History United States Army

- Gailey, Harry A. (1997), War in the Pacific: From Pearl Harbor to Tokyo Bay, Presidio, ISBN 0891416161

- Hoyt, Edwin P. (2000), Pearl Harbor, G. K. Hall, ISBN 0783893035

- Hakim, Joy (1995). A History of Us: War, Peace and all that Jazz. New York: Oxford University Press. ISBN 0-19-509514-6.

- Ofstie, Ralph, A., RADM USN, Naval Analysis Division, United States Strategic Bombing Survey (Pacific) (1946), The Campaigns of the Pacific War, United States Government Printing Office{{Chú thích}}:  Quản lý CS1: nhiều tên: danh sách tác giả (liên kết)

- Peattie, David C.; Evans (1997), Kaigun: Strategy, Tactics, and Technology in the Imperial Japanese Navy, Naval Institute Press, ISBN 0870211927

- Prange, Gordon W. (1999), Goldstein, Donald M.; Dillon, Katherine V. (biên tập), The Pearl Harbor Papers: Inside the Japanese Plans, Brassey's, ISBN 1574882228

- Parillo, Mark (2006), "The United States in the Pacific", trong Higham, Robin; Harris, Stephen (biên tập), Why Air Forces Fail: the Anatomy of Defeat, The University Press of Kentucky

- Prange, Gordon William; Goldstein, Donald M.; Dillon, Katherine V. (1988), ngày 7 tháng 12 năm 1941: The Day the Japanese Attacked Pearl Harbor, McGraw-hill, ISBN 978-0-07-050682-4

- Smith, Carl (1999), Pearl Harbor 1941: The Day of Infamy, Osprey, ISBN 1855327988

- Theobold, Robert Alfred (1954), The Final Secret of Pearl Harbor, New York: Devin-Adair

- Willmott, H.P. (1983), The Barrier and the Javelin: Japanese and Allied Pacific Strategies, February to June 1942, Annapolis, MD: Naval Institute Press, ISBN 0870210920

Tư liệu của Chính phủ Hoa Kỳ
- "Document text", US Navy Report of Japanese Raid on Pearl Harbor, United States National Archives, Modern Military Branch, 1942, truy cập ngày 25 tháng 12 năm 2007

- "Document text", Peace and War, United States Foreign Policy 1931-1941, Washington D.C.: United States Government Printing Office, 1943, truy cập ngày 8 tháng 12 năm 2007

- "Damage to United States Naval Forces and Installations as a Result of the Attack", Report of the Joint Committee on the Investigation of the Pearl Harbor Attack, Washington D.C.: United States Government Printing Office, 1946, truy cập ngày 8 tháng 12 năm 2007

#### Bài viết trên tạp chí
- Rodgaard, John (1999), "Pearl Harbor — Attack from Below", Naval History, quyển 13 số 6, Peter Hsu, Carroll Lucas, and Captain Andrew Biach, Bản gốc lưu trữ ngày 30 tháng 9 năm 2006, truy cập ngày 21 tháng 4 năm 2009 (requires subscription)